# Flamme olympique
La flamme olympique (en grec : Ολυμπιακή Φλόγα / Olympiakí Flóga), appelée aussi torche olympique ou flambeau olympique bien que le Comité international olympique fasse une distinction entre ces termes, est un symbole olympique. Elle fait partie du cérémonial des Jeux olympiques modernes : allumage puis relais de la flamme olympique, le dernier relayeur faisant le tour du stade avant de rejoindre une vasque (ou « chaudron olympique ») qu'il embrase grâce à sa torche. Ce symbole n'existait pas dans les Jeux olympiques antiques. 

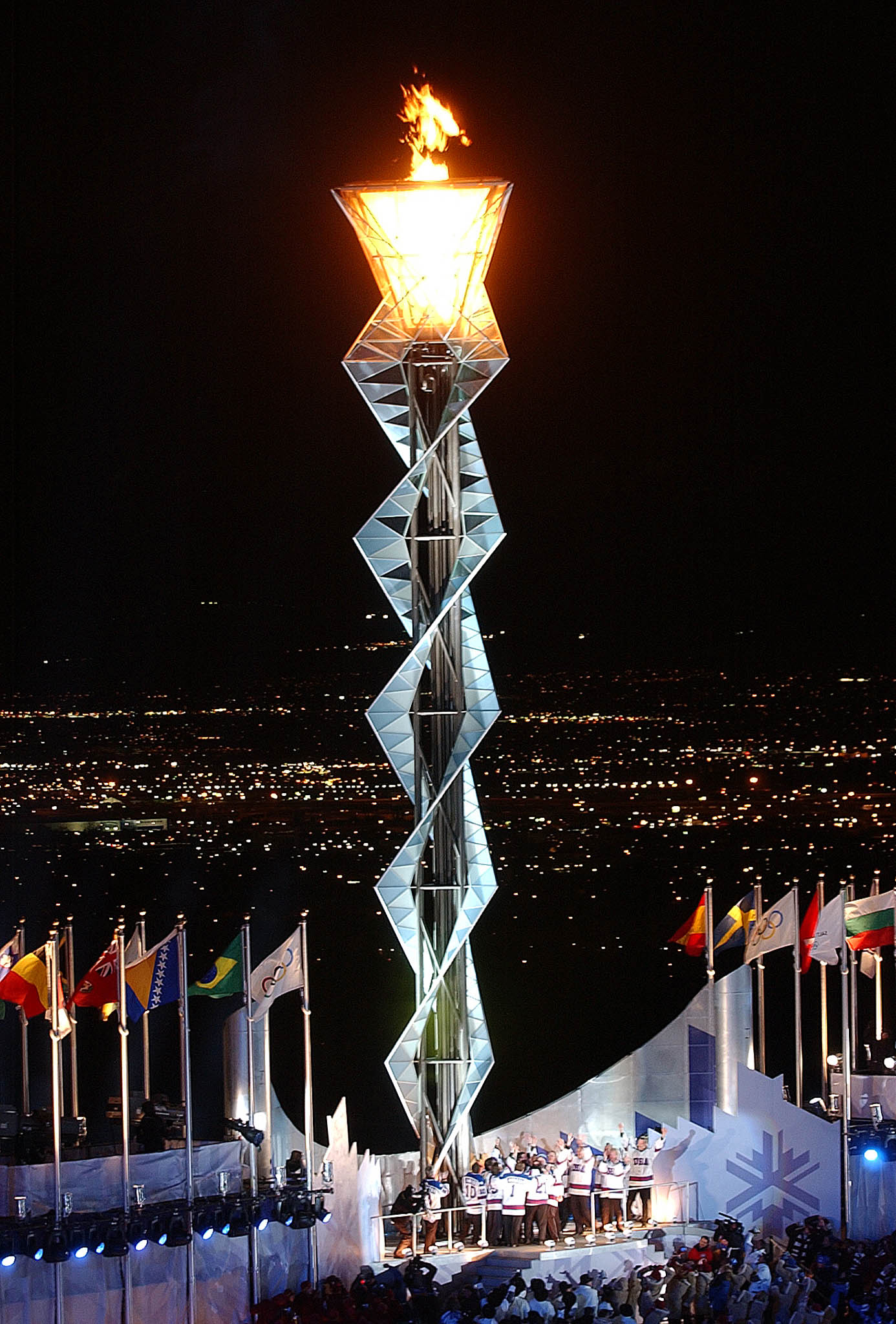
Salt Lake City.

## Cérémonie actuelle

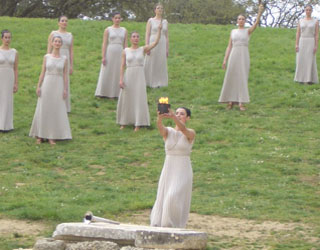
Cérémonie de l'allumage de la flamme olympique aux Jeux olympiques d'été de 2004 à Athènes.

La chorégraphie et les costumes de la cérémonie actuelle [réf. nécessaire] s'inspirent de l'Antiquité. Dans la Grèce antique, le feu sacré brûlait en permanence dans les sanctuaires, son allumage étant réalisé par un miroir parabolique, le skaphia, qui concentrait les rayons du soleil. Au sanctuaire d'Olympie qui accueillait les Jeux olympiques antiques, une flamme brûlait en permanence sur l'autel de l'Héraion, temple d'Héra, mais il n'y avait pas d'allumage spécifique pour les Jeux olympiques. De même une flamme était placée au milieu des sites sportifs et du banquet offert dans le Prytanée aux vainqueurs des Jeux.
Si l’embrasement de la vasque du stade olympique remonte aux  Jeux olympiques d'été de 1928 organisés à Amsterdam, l’allumage de la flamme à Olympie et le parcours de la torche sont en effet une invention de Carl Diem, organisateur des Jeux olympiques d'été de 1936 tenus à Berlin.
La flamme olympique des Jeux olympiques de l'ère moderne est allumée au cours d'une cérémonie par des femmes, jouant le rôle de prêtresses d'Héra, vêtues de tuniques similaires à celles portées par les Grecs de l'Antiquité. La cérémonie se déroule, plusieurs mois avant le début des Jeux, sur les ruines du temple d'Héra à Olympie, en Grèce, à l'aide de rayons du soleil concentrés par un miroir parabolique (par précaution, s'il n'y a pas de soleil le jour de cette cérémonie officielle, la flamme est allumée selon le procédé antique du miroir, plusieurs jours avant, un jour de soleil). Les prêtresses, autour de l'autel, invoquent Apollon. La flamme sacrée est alors placée dans une urne en céramique qui est transportée dans l'ancien stade d'Olympie au cours d'une procession qui passe devant un olivier sauvage dont un rameau, symbole de paix et récompense du vainqueur des Jeux, est coupé. La grande prêtresse allume la torche et la remet au premier relayeur. Plusieurs autres relayeurs la transportent jusqu'au Stade panathénaïque qui a accueilli les Jeux olympiques de 1896. Le Comité olympique hellénique qui avait la responsabilité des relais jusqu'à ce stade passe lui-même le relais au Comité d'organisation des Jeux olympiques (COJO) du pays hôte.
Chaque participant (sélectionné en raison de son « accomplissement personnel » ou de sa contribution à la vie locale) porte ensuite le plus souvent à pied la torche ou le flambeau olympiques (ou leurs répliques) sur une courte distance et la remet à un autre porteur. Le relais de la flamme olympique prend fin lors de la cérémonie d'ouverture des jeux au cours de laquelle traditionnellement le dernier porteur, généralement un champion ou un jeune sportif du pays organisateur des jeux, allume de façon spectaculaire et originale avec sa torche une vasque ou un chaudron monumental, lequel brûle pendant toute la durée des jeux. Le choix de ce dernier porteur est en principe gardé secret jusqu'à la dernière minute.
La flamme est finalement éteinte à la fin de la cérémonie de clôture.

## Histoire

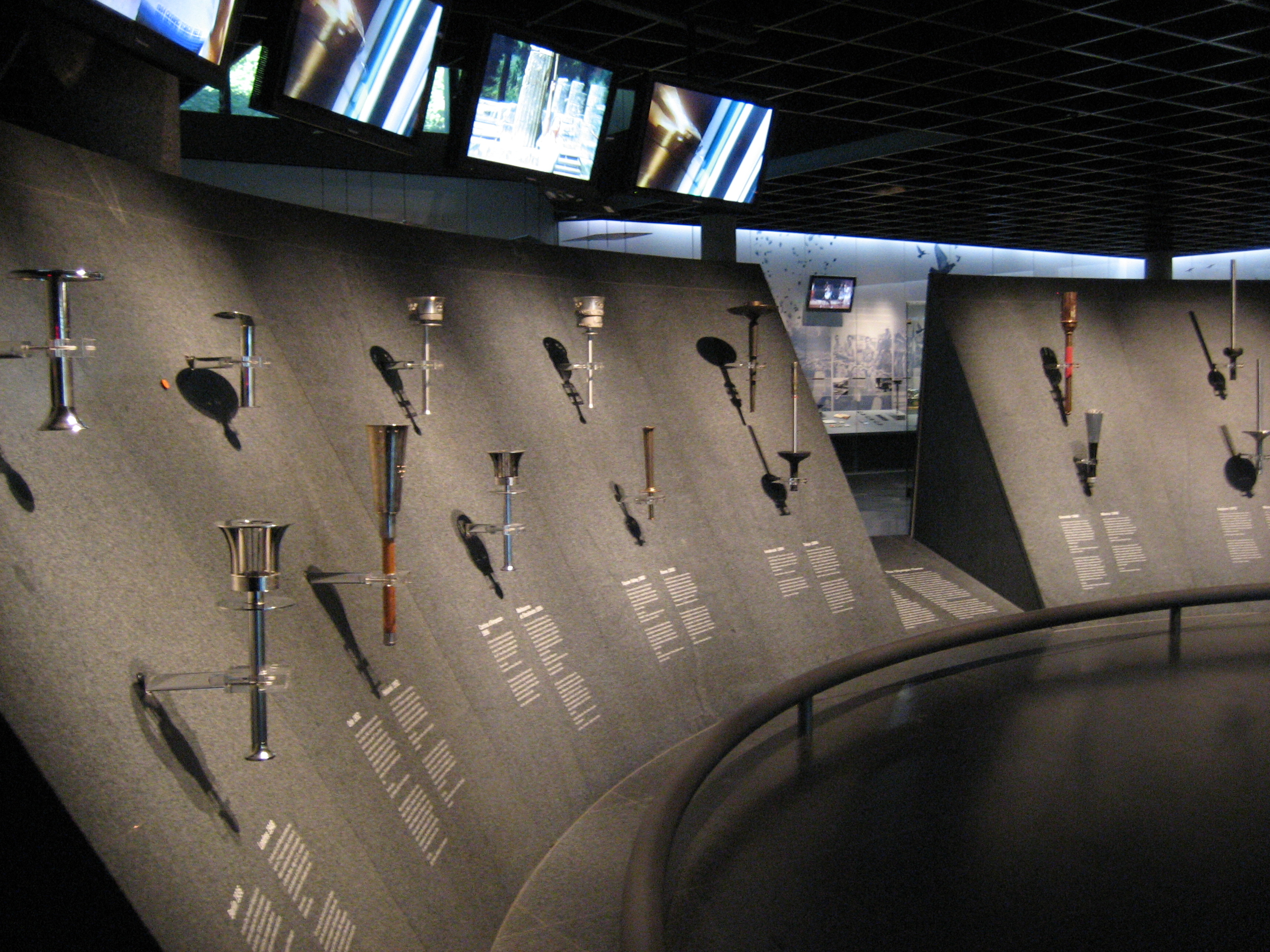
Torches olympiques exposées au musée olympique à Lausanne en Suisse.

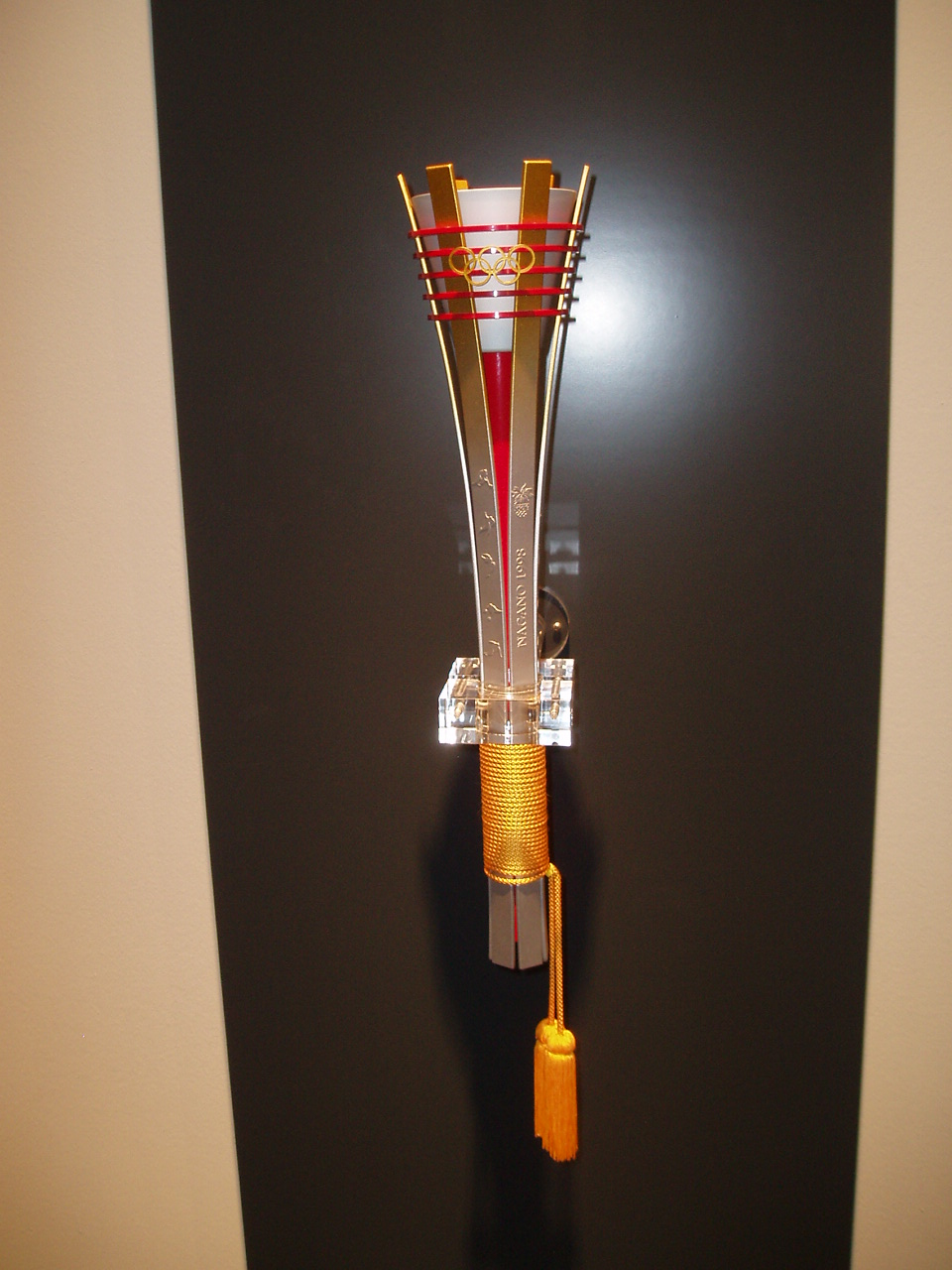
La torche des JO de Nagano s'inspirait du taimatsu, torche traditionnelle japonaise.

La torche olympique n'existait pas dans les Jeux olympiques antiques. La flamme olympique, des jeux olympiques modernes, est apparue pour la première fois le 28 juillet 1928 lors des Jeux olympiques d'été de 1928, à Amsterdam. Il n'y avait alors pas de relais pour porter la torche.
Sur une idée attribuée au secrétaire général du comité d’organisation des Jeux olympiques de Berlin, Carl Diem, et retenue par Adolf Hitler, inspirée des lampadédromies antiques, le premier relais avec la torche a eu lieu lors des Jeux olympiques d'été de 1936 à Berlin, dans le but de glorifier le Troisième Reich, : la flamme est allumée à Olympie puis est relayée jusqu'à Berlin par plus de 3 000 athlètes originaires de sept pays. Depuis, le relais et l'allumage de la flamme ont eu lieu à chaque olympiade.
Le long passage de la flamme olympique est parfois l'occasion de manifestations politiques ou sociales dirigées contre le pays organisateur. Ainsi, le passage de la flamme en 2008 à Istanbul, Londres, Paris, San Francisco, etc. fut le prétexte de manifestations pour les droits de la personne concernant la controverse tibétaine. Similairement, le passage de la flamme olympique des jeux de 2010 à Vancouver fut le prétexte de manifestations pour les droits de la personne concernant la situation des peuples autochtones du Canada.
La flamme des Jeux olympiques d'hiver a été allumée pour la première fois pour les Jeux olympiques d'hiver de 1952 à Oslo. À cette occasion, la flamme a été allumée dans la maison de Sondre Norheim, pionnier norvégien des sports d'hiver.
Ainsi, depuis 1952, tous les 4 ans, puis tous les 2 ans, la flamme est allumée à Olympie grâce à l'énergie solaire puis transportée de ville en ville jusqu'à la cérémonie d'ouverture.
Parfois les torches sont fabriquées pour chacun des relayeurs, qui peuvent ensuite les racheter et les revendre.
En raison de la pandémie de Covid-19, la cérémonie d'allumage de la flamme olympique est exceptionnellement tenue à huis clos pour les Jeux olympiques d'été de 2020 prévus à Tokyo.

## Extinctions

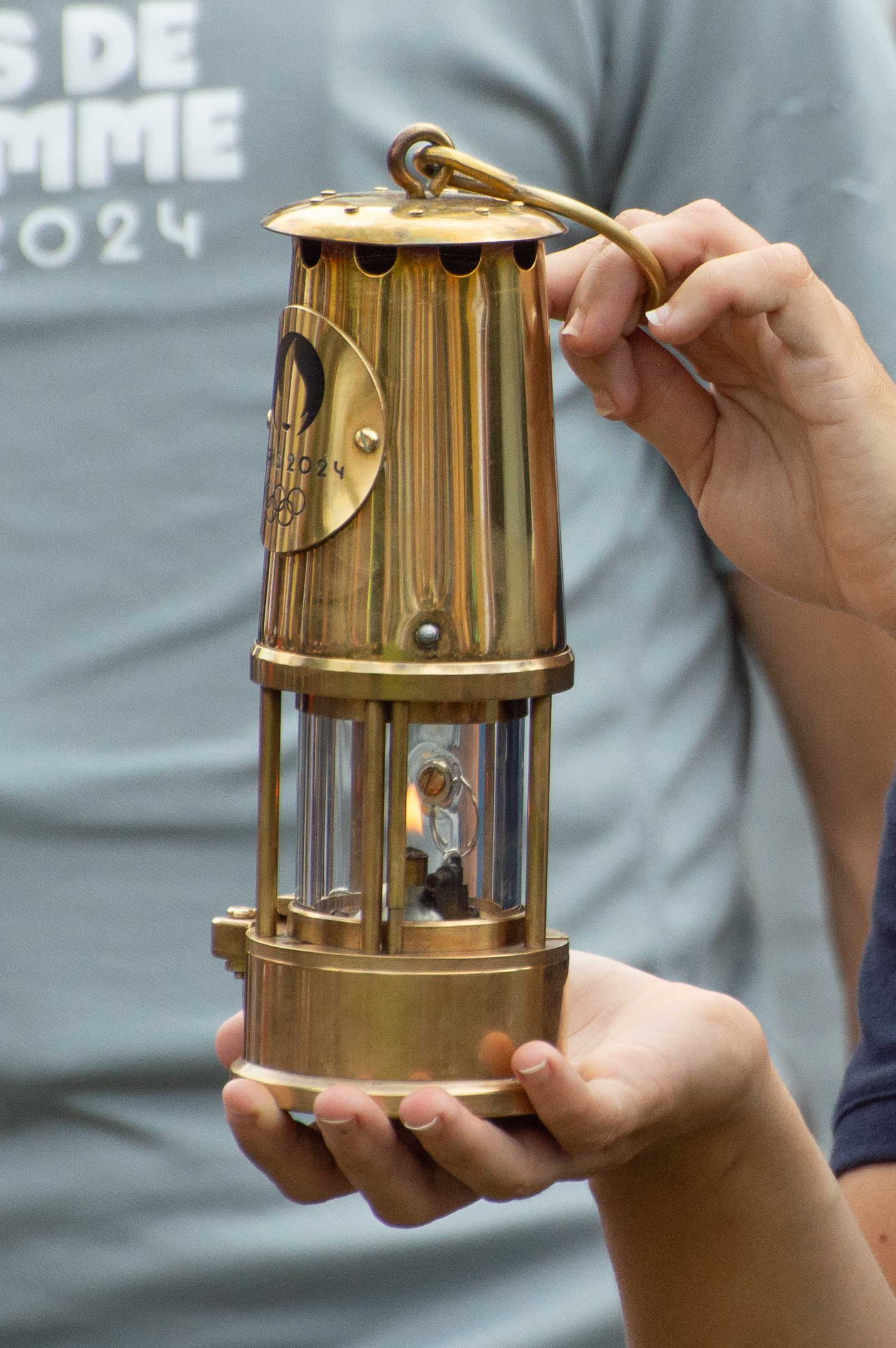
Lanterne contenant la flamme-mère de secours.

À quelques rares occasions, la flamme olympique s'est éteinte de façon fortuite ou provoquée. Elle fut à chaque fois rallumée par une des lanternes contenant la « flamme-mère », une flamme « de secours » règlementaire issue d'Olympie :
- En 1976, à Montréal, un orage violent éteignit la flamme pendant le déroulement des Jeux, quelques jours après l'ouverture. La flamme fut d'abord rallumée par un organisateur présent, à l'aide d'un simple briquet. Elle fut ensuite éteinte volontairement afin d'être correctement rallumée par la flamme de secours règlementaire.
- En 2004, au Stade panathénaïque à Athènes, un vent violent éteignit la flamme alors que Yánna Angelopoúlou-Daskaláki, membre du Comité d'organisation, tentait de l'allumer pour le départ nocturne d'un grand relais de 78 000 kilomètres.
- En 2008, à Paris au cours du parcours des jeux olympiques de Pékin, la torche fut volontairement éteinte à trois ou cinq[10] reprises par les organisateurs chinois des Jeux olympiques, à cause de manifestations de protestation pour les droits de l'Homme en Chine. Par contre, la flamme est restée allumée à l'abri dans sa cage transportée par bus. Le relais de la flamme fut alors écourté, entrainant l'exclusion de certains porteurs prévus. Son transport vers le stade Charléty s'acheva en autobus, avant son départ pour San Francisco, l'étape suivante.
- Aux Jeux olympiques d'été de 2012, la flamme s'est éteinte accidentellement pendant l'un des relais qui la menait à Londres[9]. Lors de ces mêmes Jeux, elle a été éteinte de façon volontaire le lendemain de la cérémonie d'ouverture afin de transporter la vasque du centre du stade jusqu'à son emplacement définitif, au pied de l'un des virages où elle a été rallumée de façon réglementaire[11].

## Transports remarquables
Depuis l'origine du parcours de la flamme, certains pays organisateurs et participants ont innové en matière de moyen de transport :
- En 1976, la flamme olympique a été transformée en signal radio. Le signal a été transmis depuis Athènes jusqu'au Canada où il a servi à allumer une autre flamme au moyen d'un rayon laser.
- En 1996, la flamme olympique a été embarquée à bord de la navette Columbia lors de la mission STS-78 pour son 1er vol dans l'espace.
- En 2000, la torche olympique a été transportée sous l'eau par des plongeurs, au voisinage de la Grande barrière de corail.

La même année, d'autres étapes de transport originales ont été réalisées à l'aide d'un canoë amérindien, d'un chameau et d'un avion Concorde.
- En 2004, une course par relais de 78 jours fut organisée. La torche a parcouru 78 000 kilomètres, en passant entre les mains de 11 300 porteurs de torche.
- En 2008, la flamme olympique a été portée jusqu'au sommet de l'Everest, à 8 849 mètres d'altitude[12], protégée du manque d'oxygène par une lampe de mineur spéciale.
- En 2013, la flamme a fait un voyage à bord d'un vaisseau Soyouz jusqu'à la Station spatiale internationale (ISS).

## Allumeurs
| Jeux                                               | Allumeur |
| -------------------------------------------------- | --- |
| Jeux olympiques d'été de 1936                      | Fritz Schilgen                                                                                                |
| Jeux olympiques d'été de 1948                      | John Mark |
| Jeux olympiques d'hiver de 1952                    | Eigil Nansen                                                                                                  |
| Jeux olympiques d'été de 1952                      | Paavo Nurmi et Hannes Kolehmainen                                                                             |
| Jeux olympiques d'hiver de 1956                    | Guido Caroli                                                                                                  |
| Jeux olympiques d'été de 1956 (spectacle équestre) | Ron Clarke |
| Jeux olympiques d'été de 1956 (spectacle équestre) | Hans Wikne |
| Jeux olympiques d'hiver de 1960                    | Kenneth Henry                                                                                                 |
| Jeux olympiques d'été de 1960                      | Giancarlo Peris                                                                                               |
| Jeux olympiques d'hiver de 1964                    | Josef Rieder                                                                                                  |
| Jeux olympiques d'été de 1964                      | Yoshinori Sakai                                                                                               |
| Jeux olympiques d'hiver de 1968                    | Alain Calmat                                                                                                  |
| Jeux olympiques d'été de 1968                      | Norma Enriqueta Basilio de Sotelo                                                                             |
| Jeux olympiques d'hiver de 1972                    | Hideki Takada                                                                                                 |
| Jeux olympiques d'été de 1972                      | Günter Zahn                                                                                                   |
| Jeux olympiques d'hiver de 1976                    | Christl Haas et Josef Feistmantl                                                                              |
| Jeux olympiques d'été de 1976                      | Stéphane Préfontaine et Sandra Henderson                                                                      |
| Jeux olympiques d'hiver de 1980                    | Charles Kerr                                                                                                  |
| Jeux olympiques d'été de 1980                      | Sergueï Belov                                                                                                 |
| Jeux olympiques d'hiver de 1984                    | Sanda Dubravčić                                                                                               |
| Jeux olympiques d'été de 1984                      | Rafer Johnson                                                                                                 |
| Jeux olympiques d'hiver de 1988                    | Robyn Perry                                                                                                   |
| Jeux olympiques d'été de 1988                      | Chung Sun-Man, Kim Won-Tak et Son Ki-Jeong                                                                    |
| Jeux olympiques d'hiver de 1992                    | Michel Platini et François-Cyrille Grange                                                                     |
| Jeux olympiques d'été de 1992                      | Antonio Rebollo                                                                                               |
| Jeux olympiques d'hiver de 1994                    | Prince Haakon de Norvège                                                                                      |
| Jeux olympiques d'été de 1996                      | Mohamed Ali                                                                                                   |
| Jeux olympiques d'hiver de 1998                    | Midori Itō |
| Jeux olympiques d'été de 2000                      | Cathy Freeman                                                                                                 |
| Jeux olympiques d'hiver de 2002                    | Équipe américaine 1980 de hockey sur glace                                                                    |
| Jeux olympiques d'été de 2004                      | Níkos Kaklamanákis                                                                                            |
| Jeux olympiques d'hiver de 2006                    | Stefania Belmondo                                                                                             |
| Jeux olympiques d'été de 2008                      | Li Ning |
| Jeux olympiques d'hiver de 2010                    | Wayne Gretzky, Steve Nash, Nancy Greene Raine et Catriona Le May Doan                                         |
| Jeux olympiques d'été de 2012                      | Callum Airlie, Jordan Duckitt, Desirèe Henry, Katie Kirk, Cameron MacRitchie, Aidan Reynolds et Adelle Tracey |
| Jeux olympiques d'hiver de 2014                    | Vladislav Tretiak et Irina Rodnina                                                                            |
| Jeux olympiques d'été de 2016                      | Vanderlei Cordeiro de Lima                                                                                    |
| Jeux olympiques d'hiver de 2018                    | Kim Yuna |
| Jeux olympiques d'été de 2020                      | Naomi Osaka                                                                                                   |
| Jeux olympiques d'hiver de 2022                    | Dinigeer Yilamujiang et Zhao Jiawen                                                                           |
| Jeux olympiques d'été de 2024                      | Marie-José Pérec et Teddy Riner                                                                               |

## Galeries

### Vasques ou chaudrons des Jeux d'été

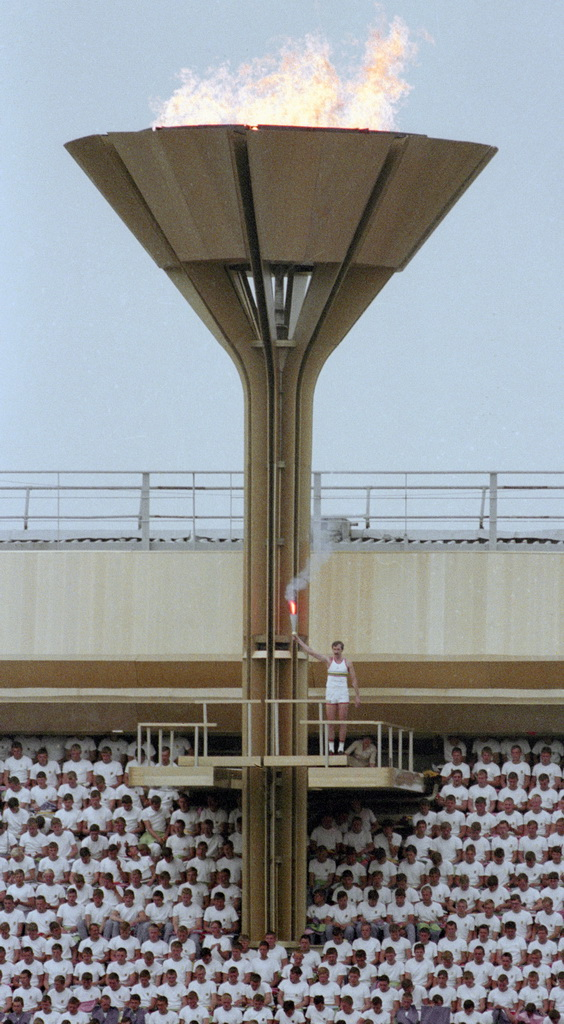
Moscou, 1980.
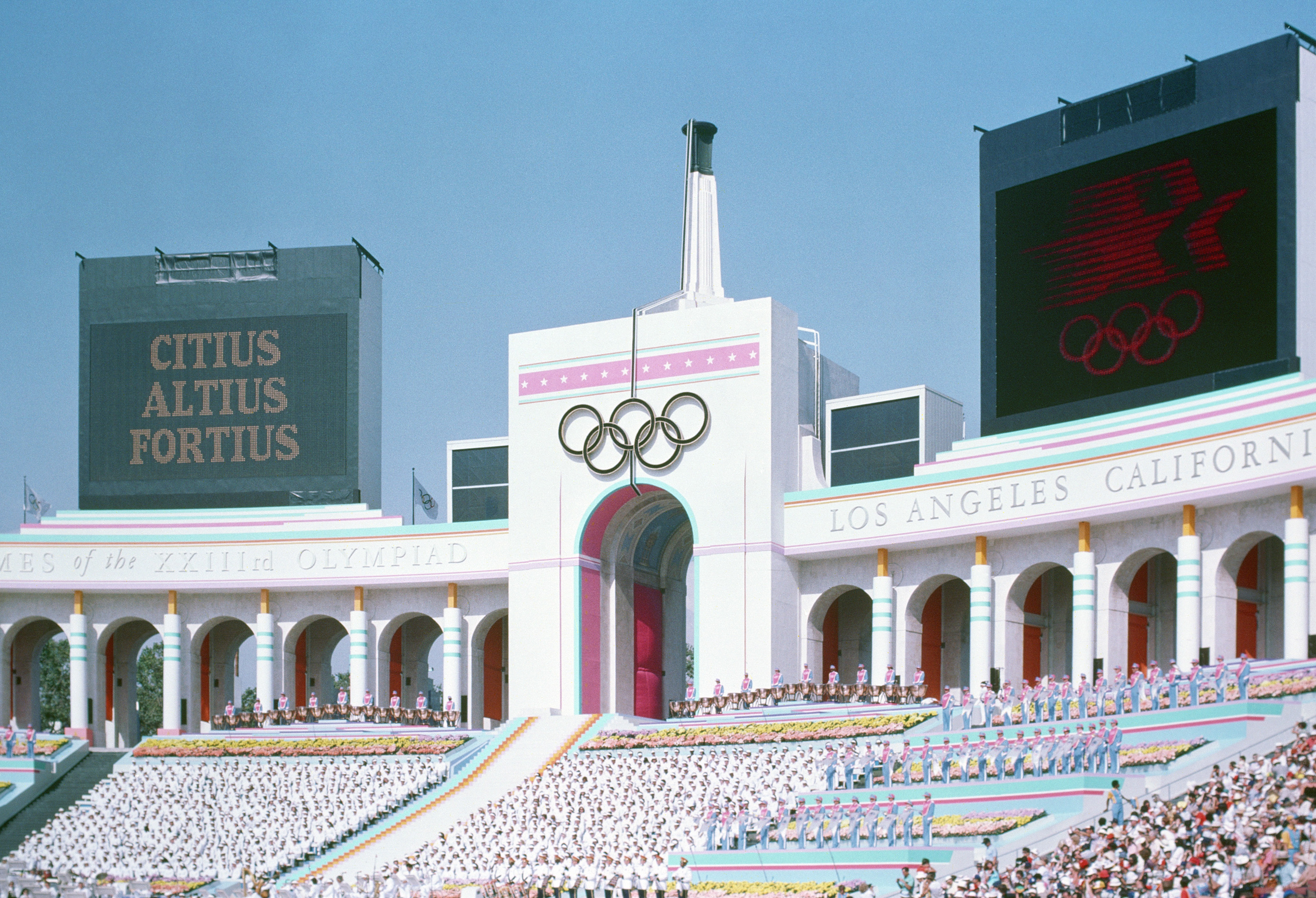
Los Angeles, 1984.
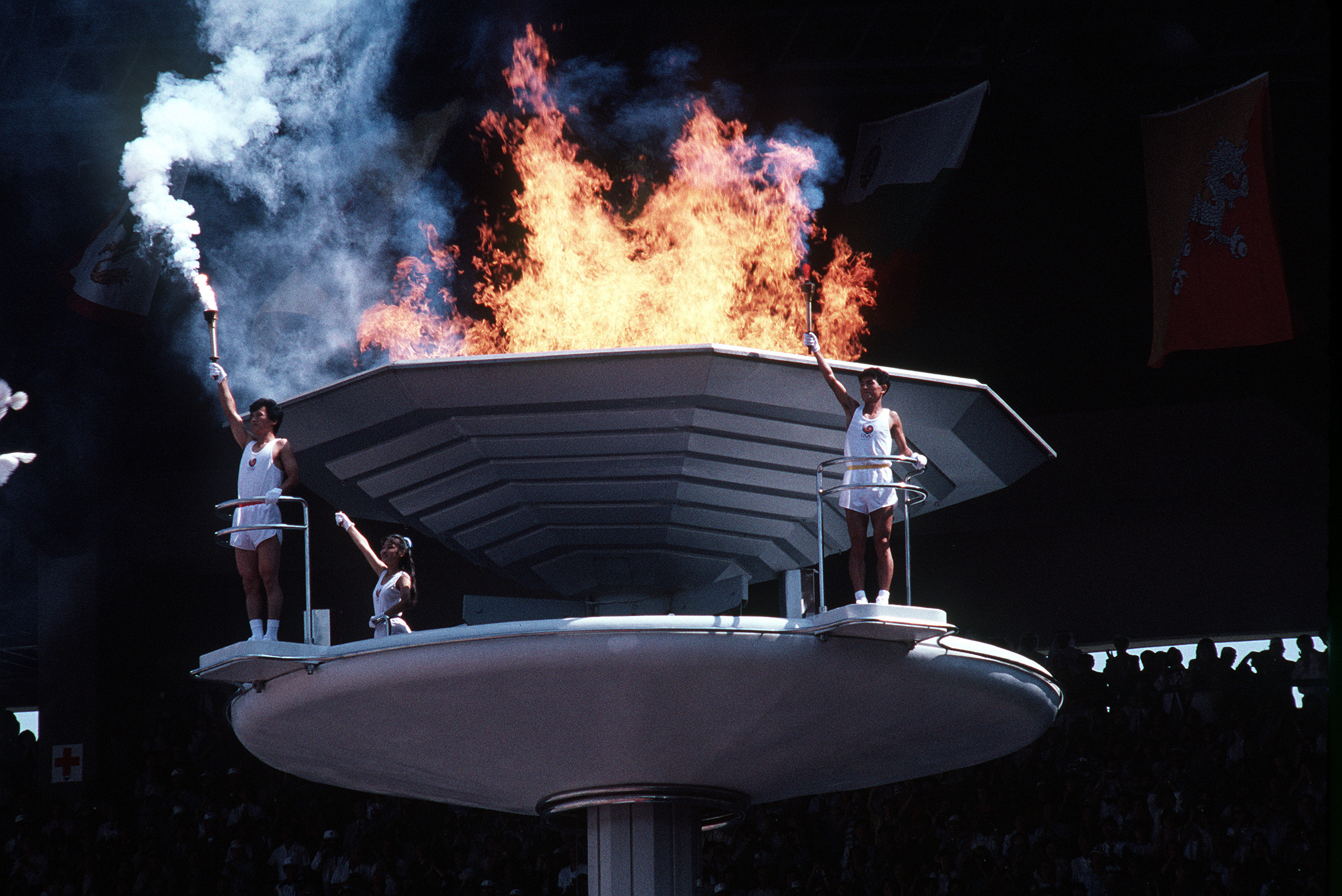
Séoul, 1988.
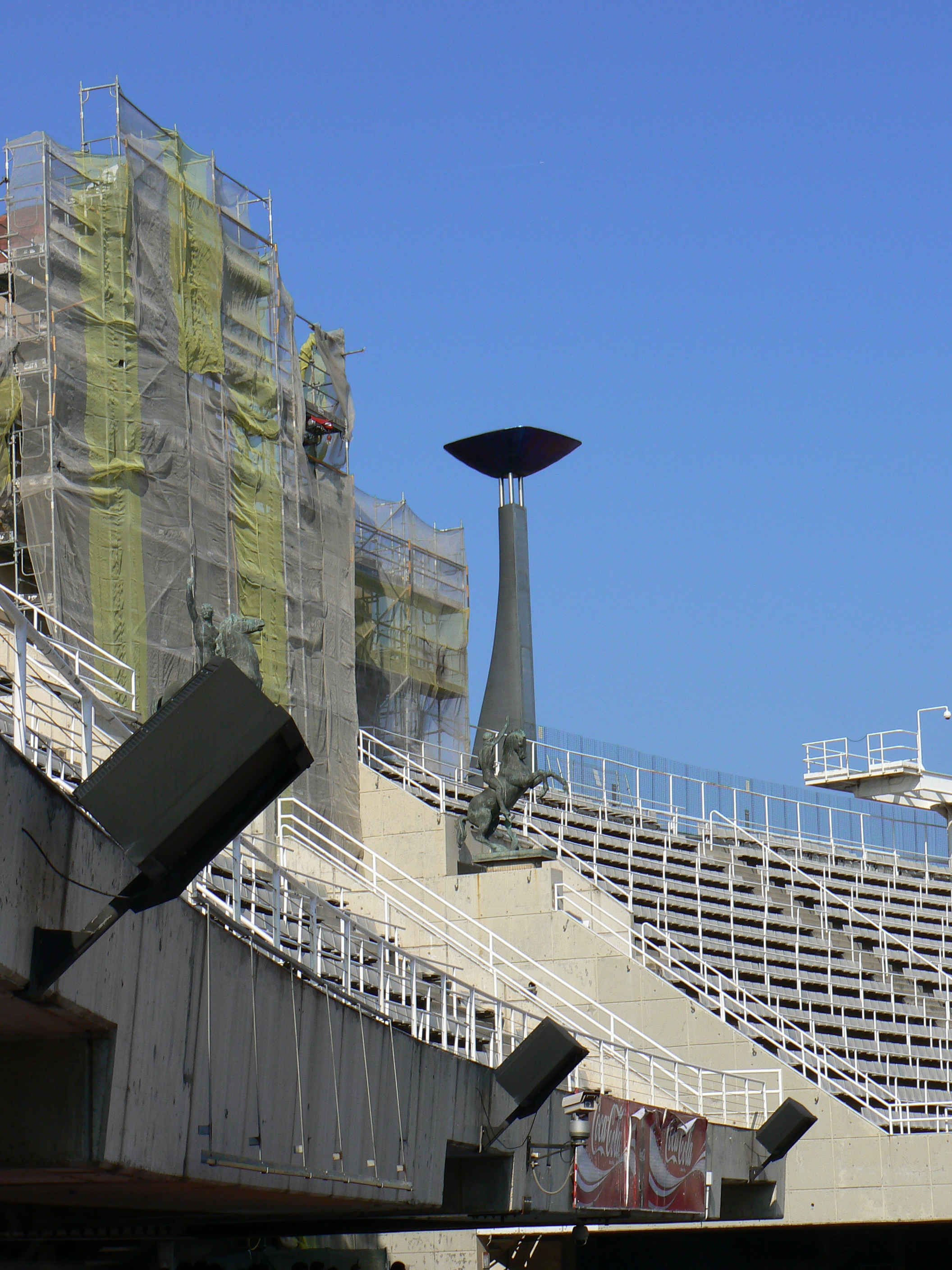
Barcelone, 1992.
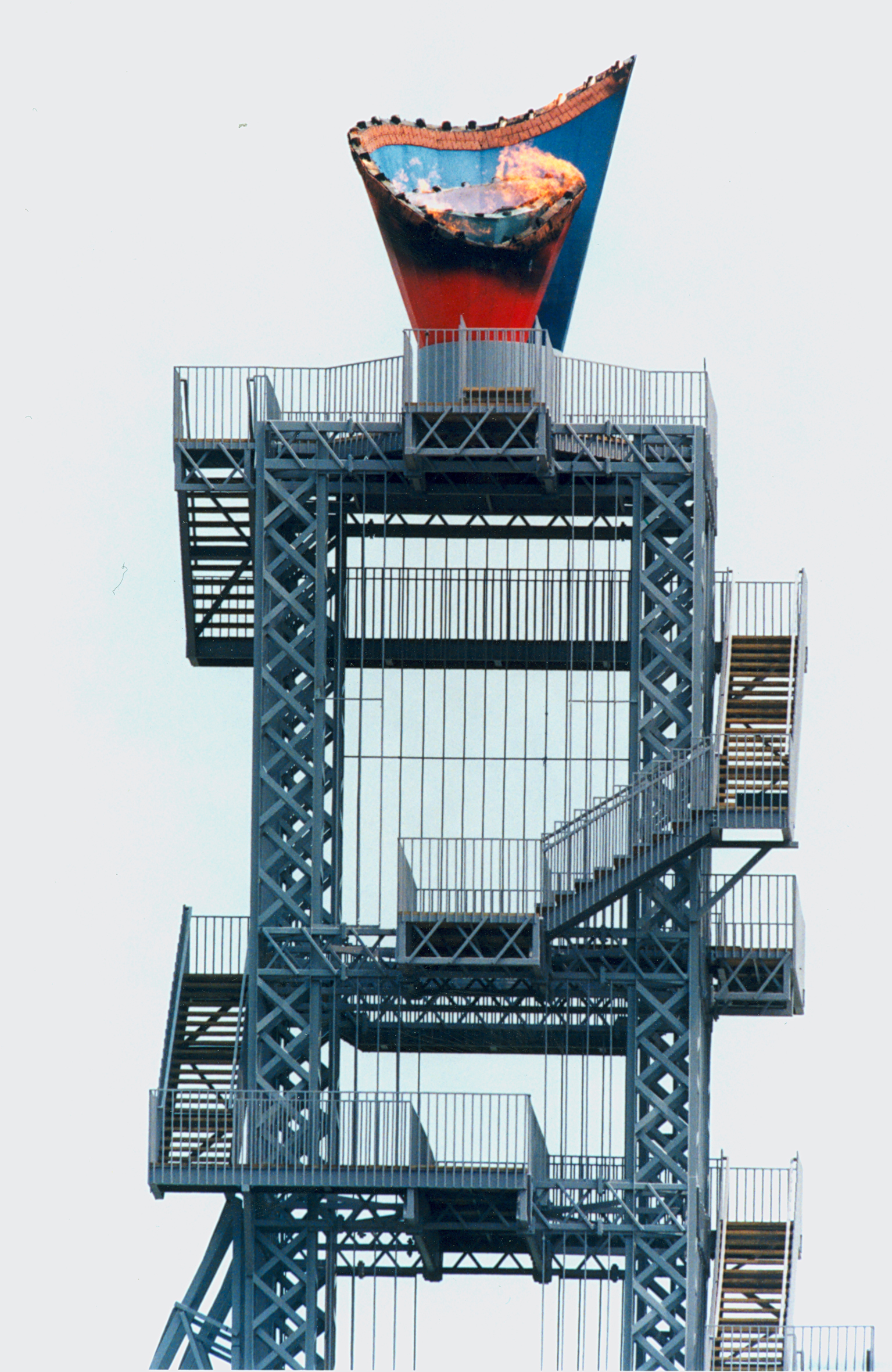
Atlanta, 1996
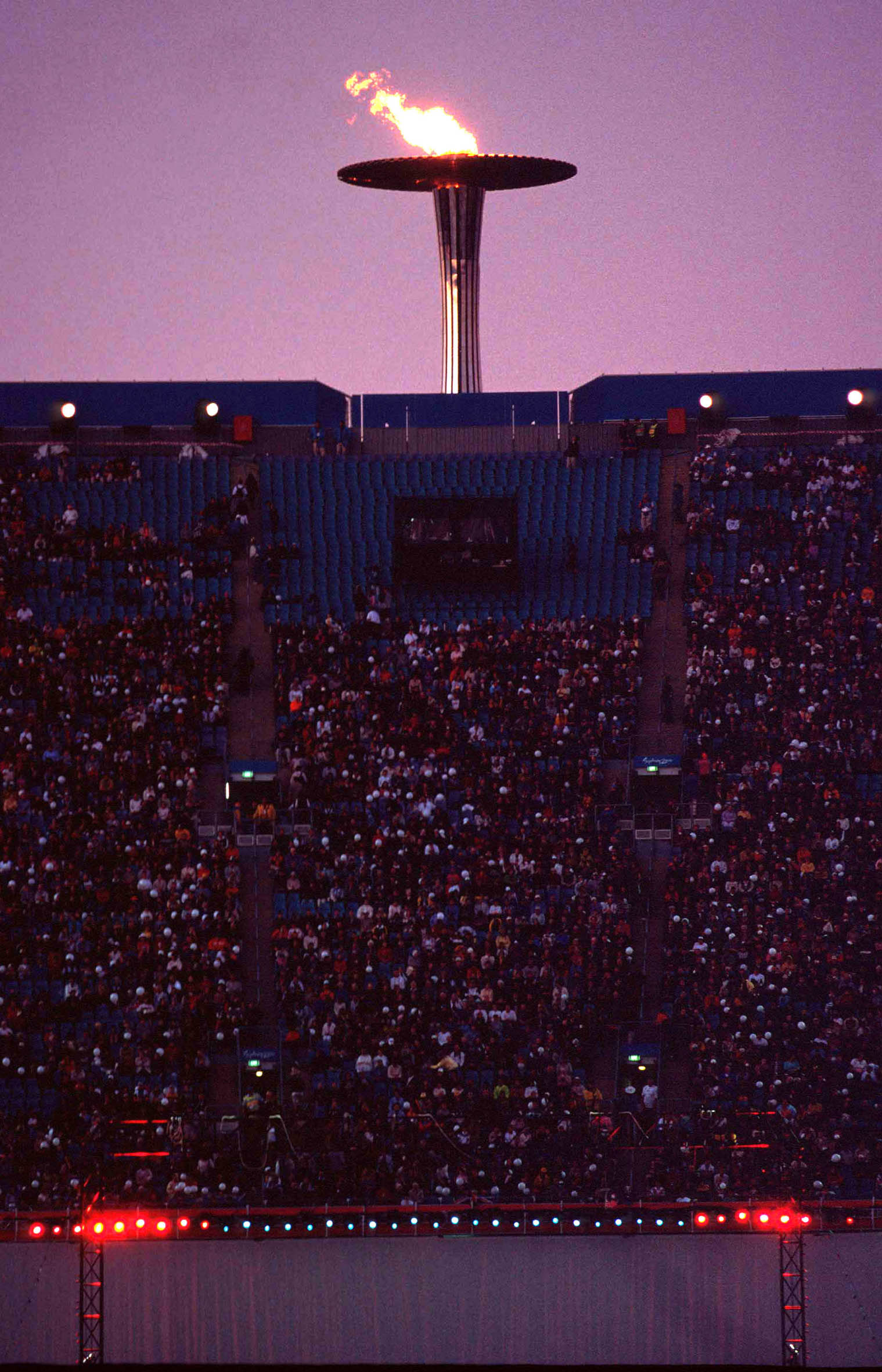
Sydney, 2000.
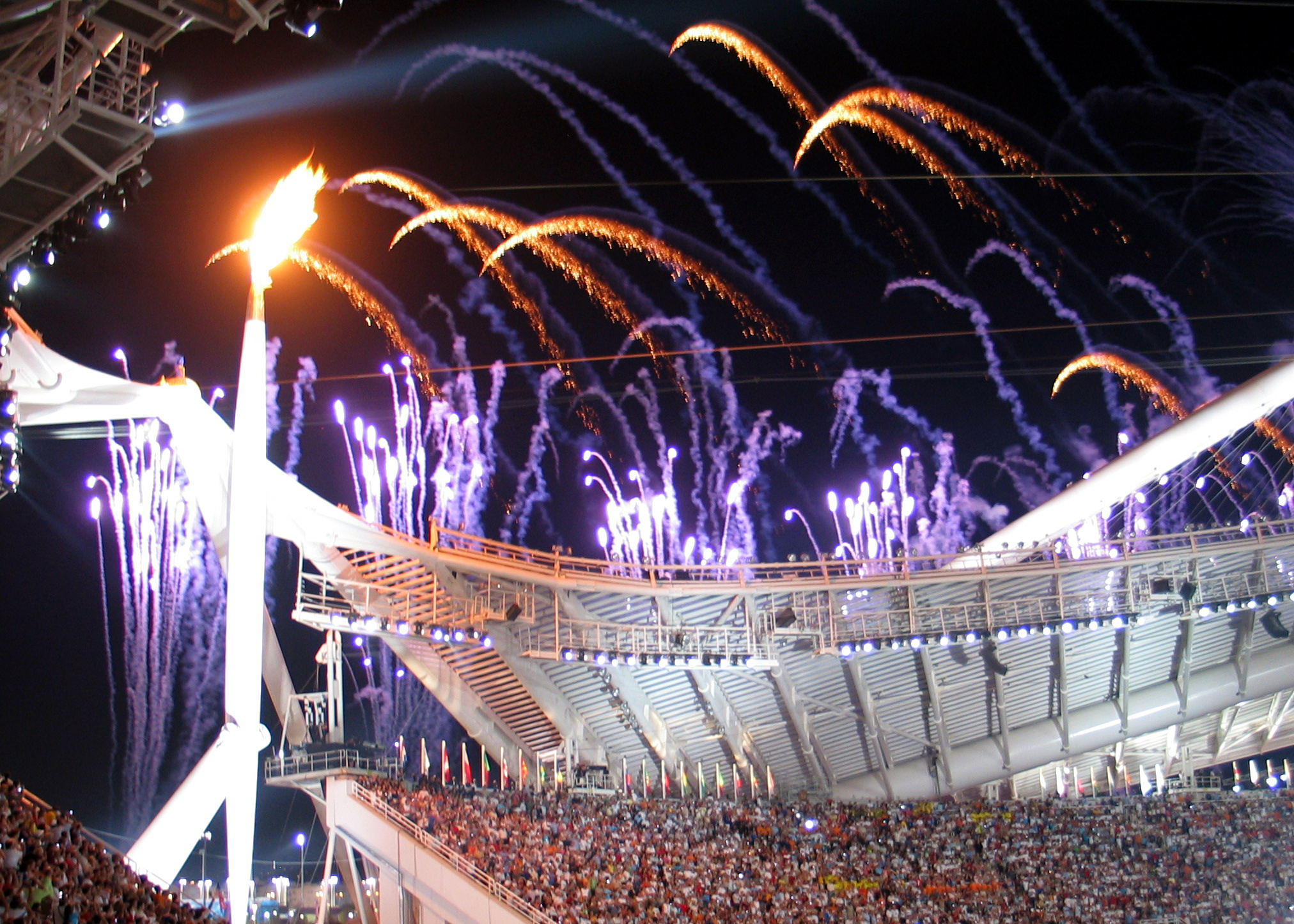
Athènes, 2004.
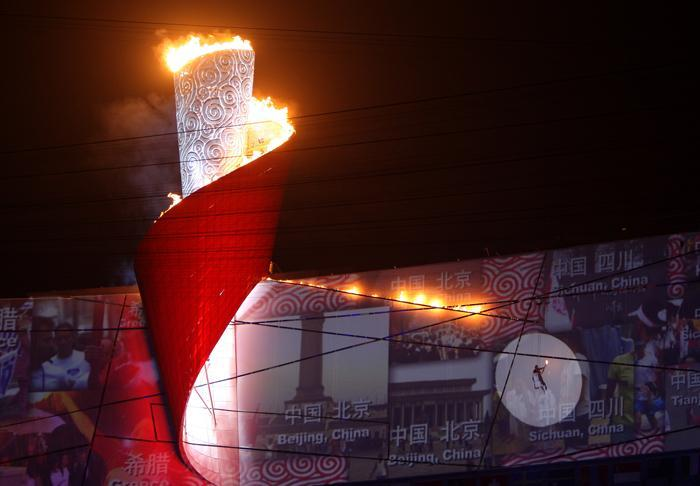
Pékin, 2008.
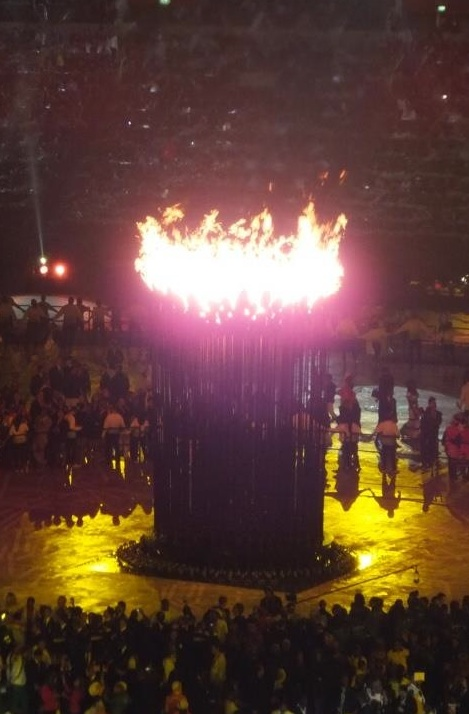
Londres, 2012.
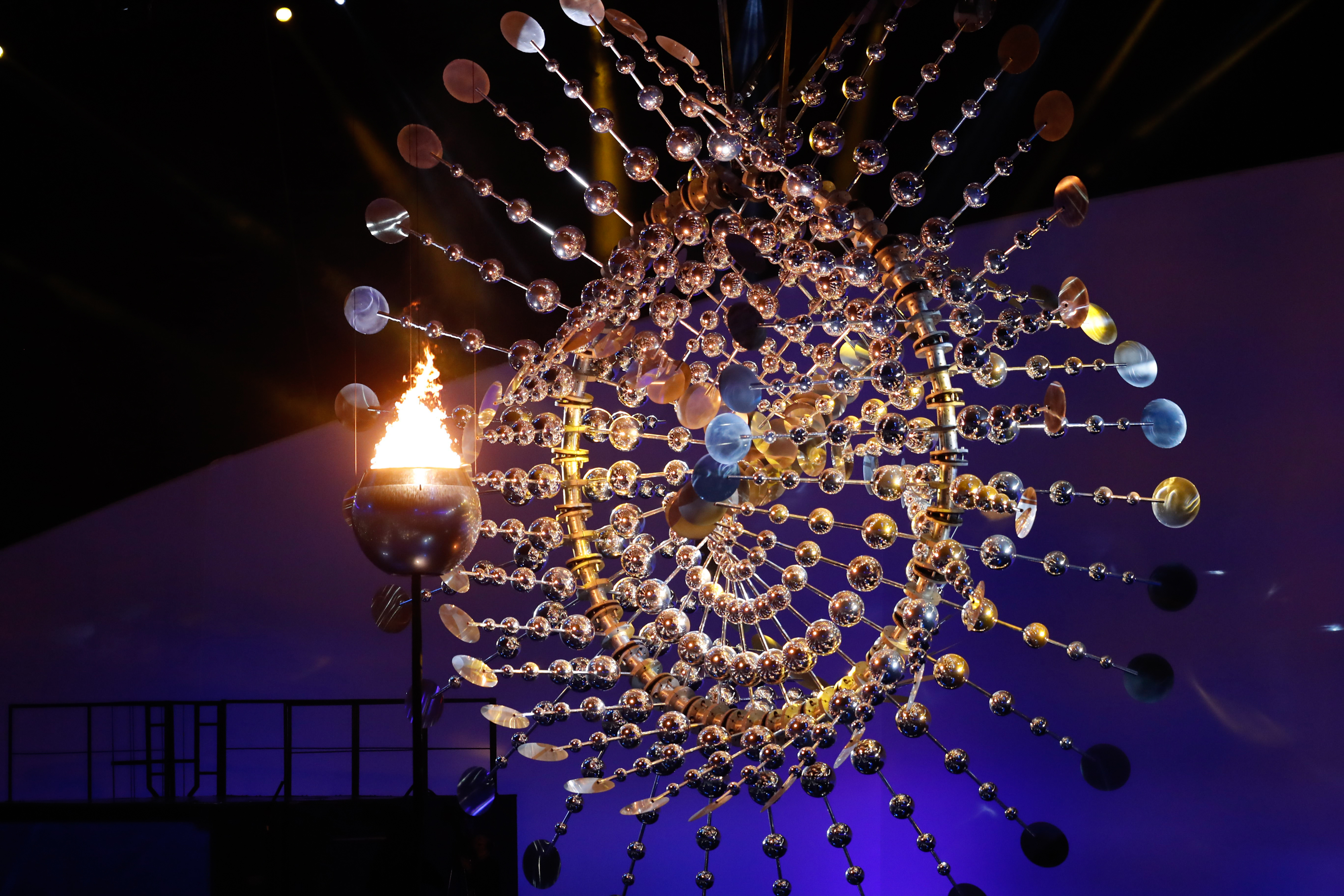
Rio de Janeiro, 2016.
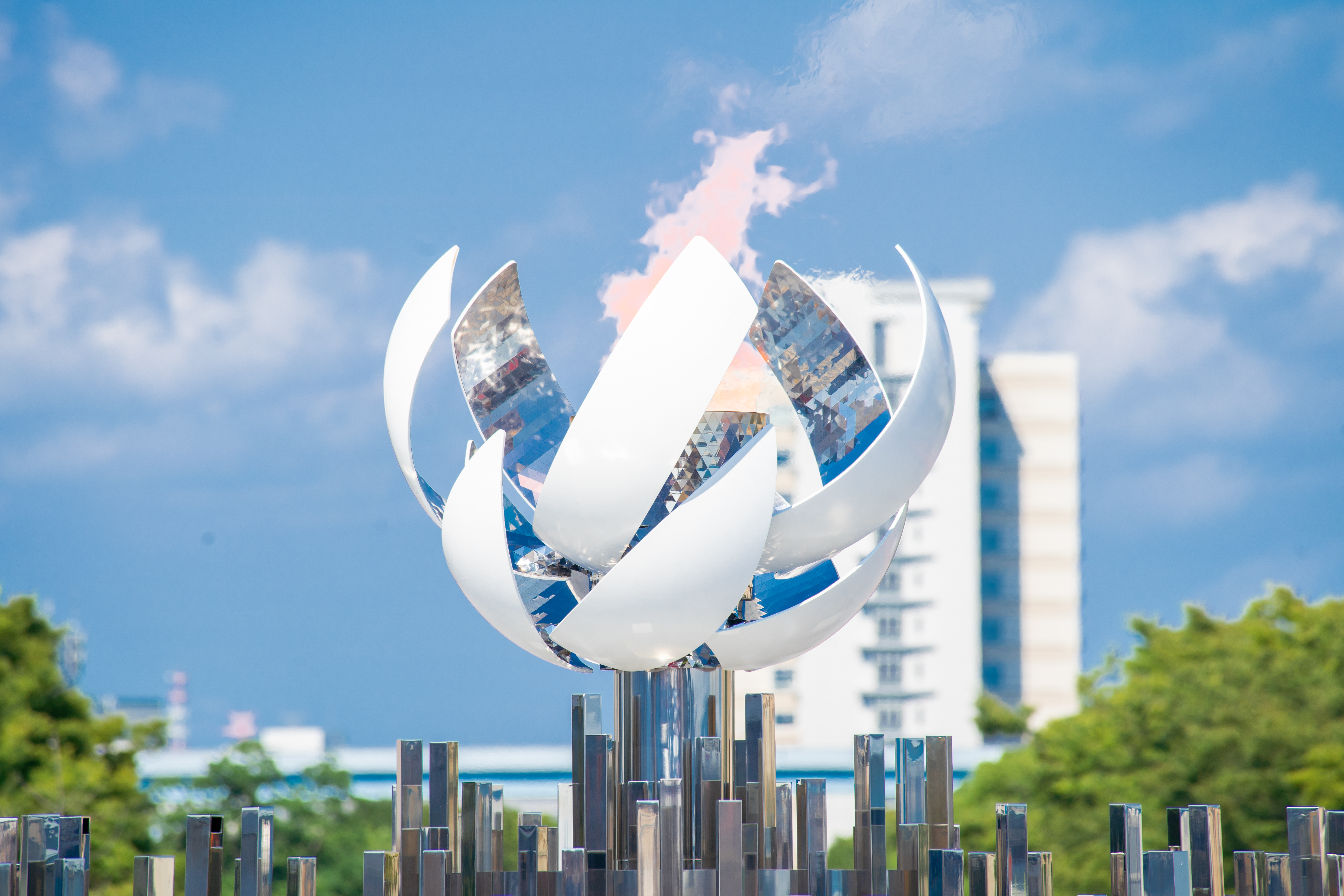
Tokyo, 2020.
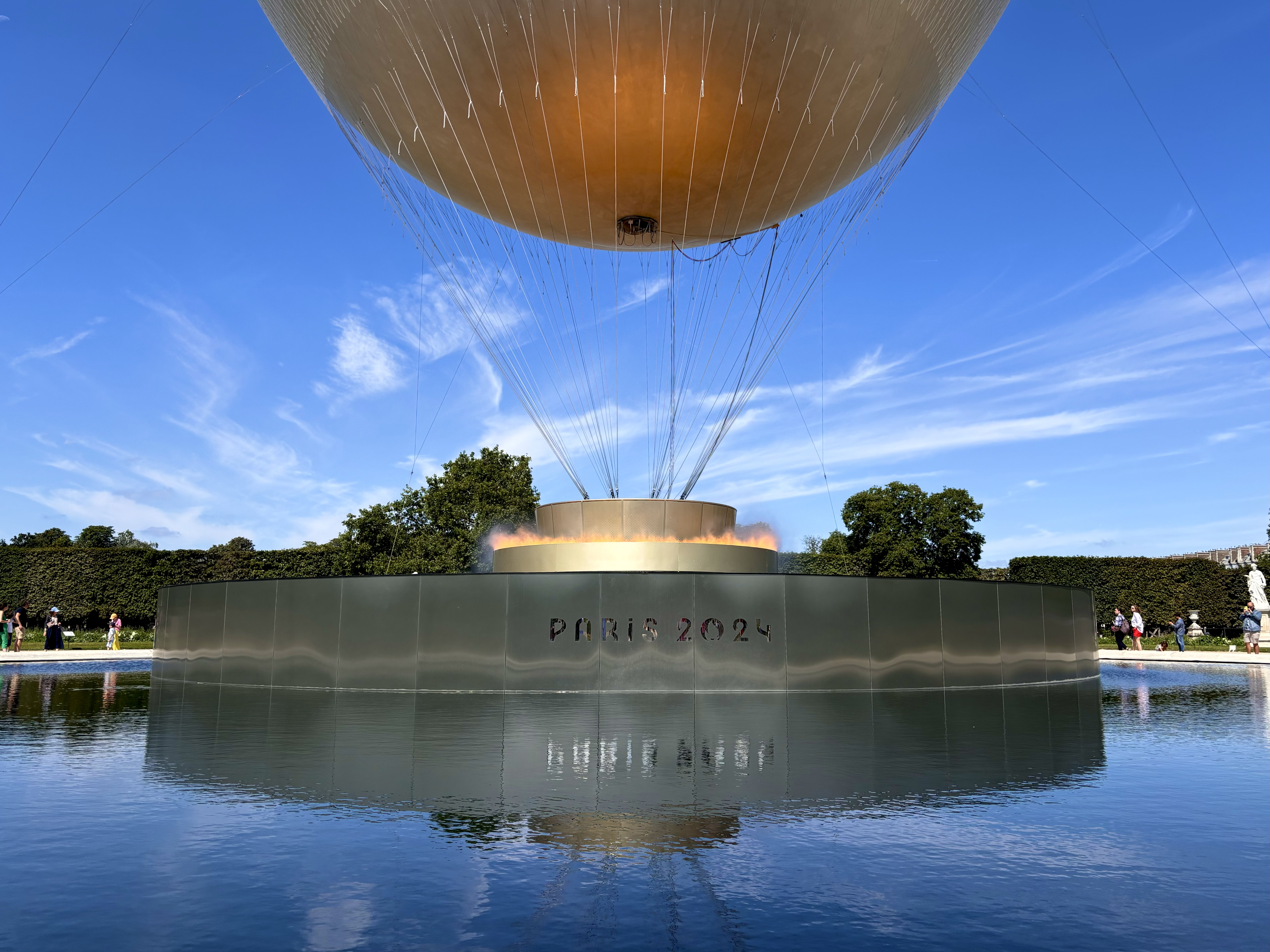
Paris, 2024.

### Vasques ou chaudrons des Jeux d'hiver

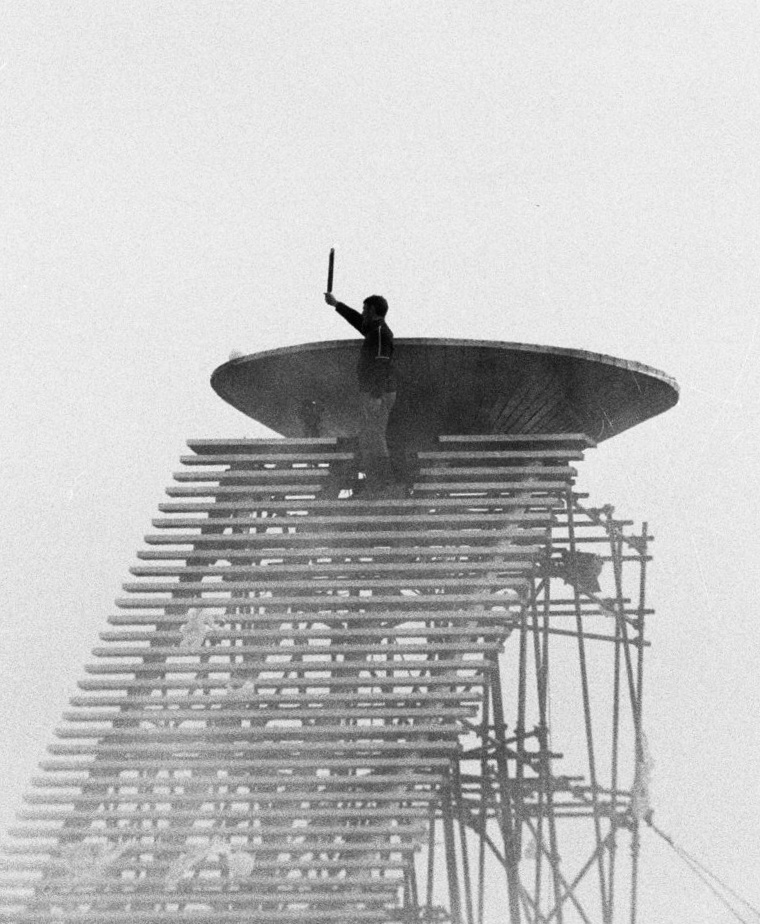
Grenoble, 1968.
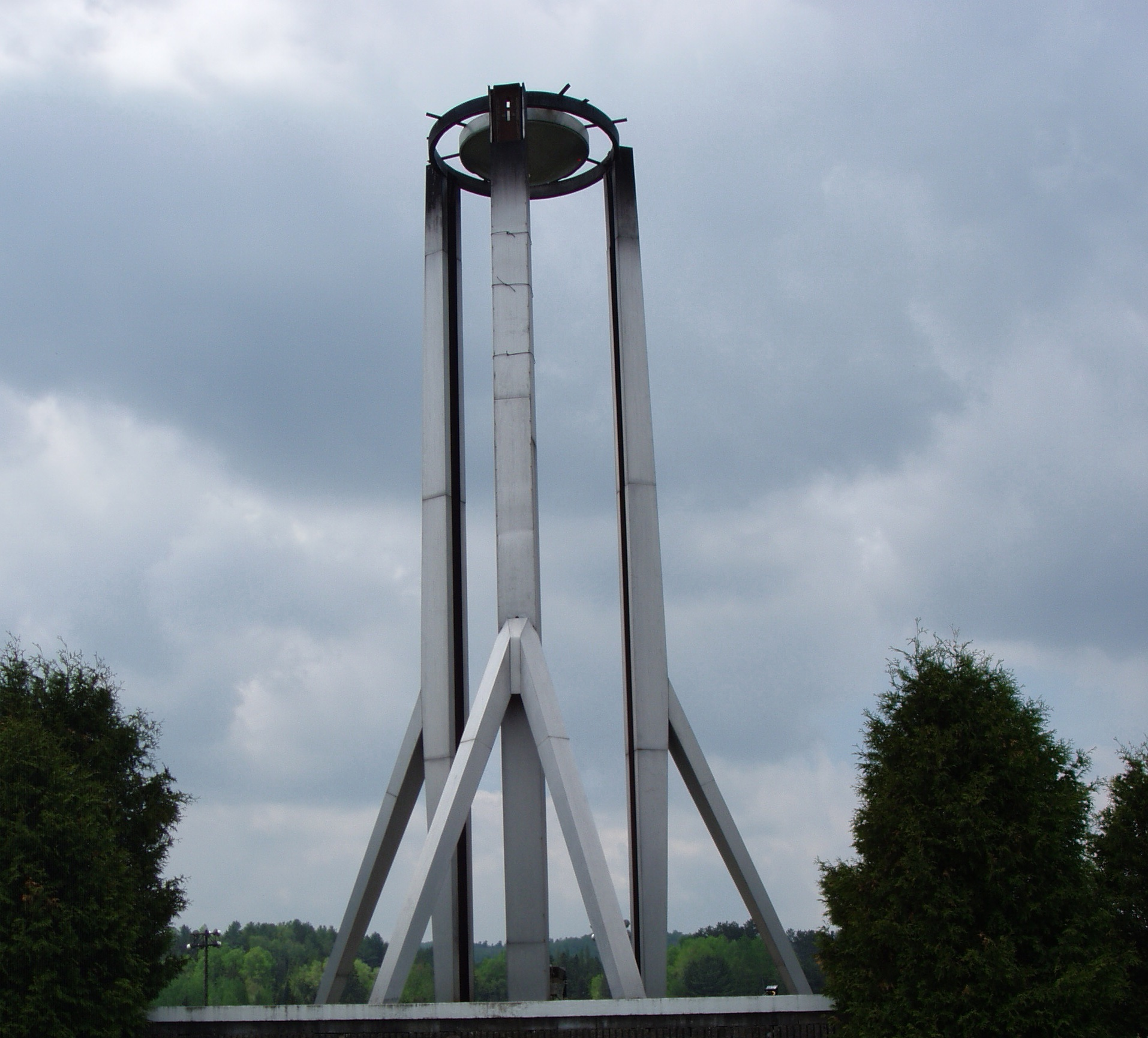
Lake Placid, 1980.
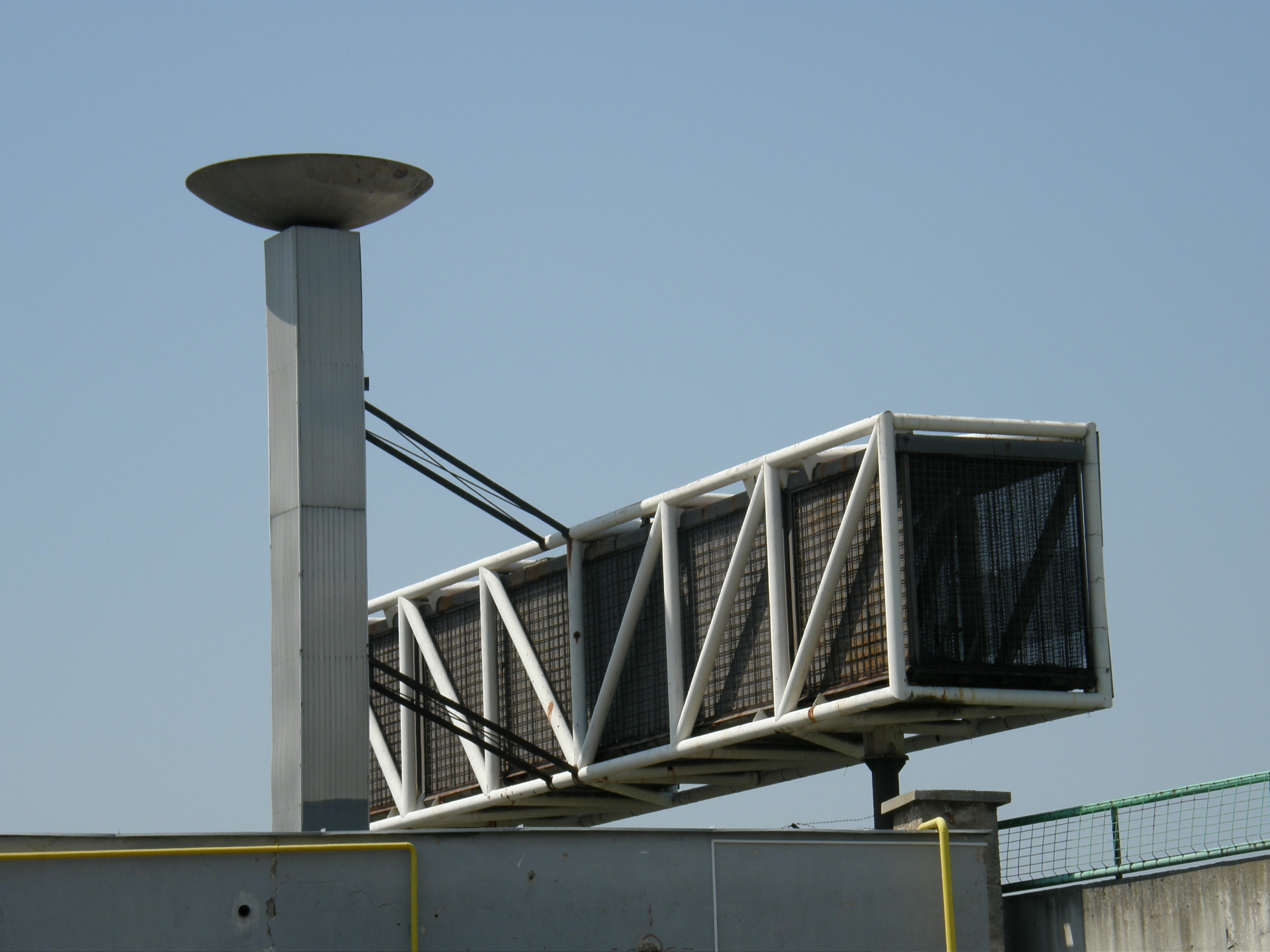
Sarajevo, 1984.
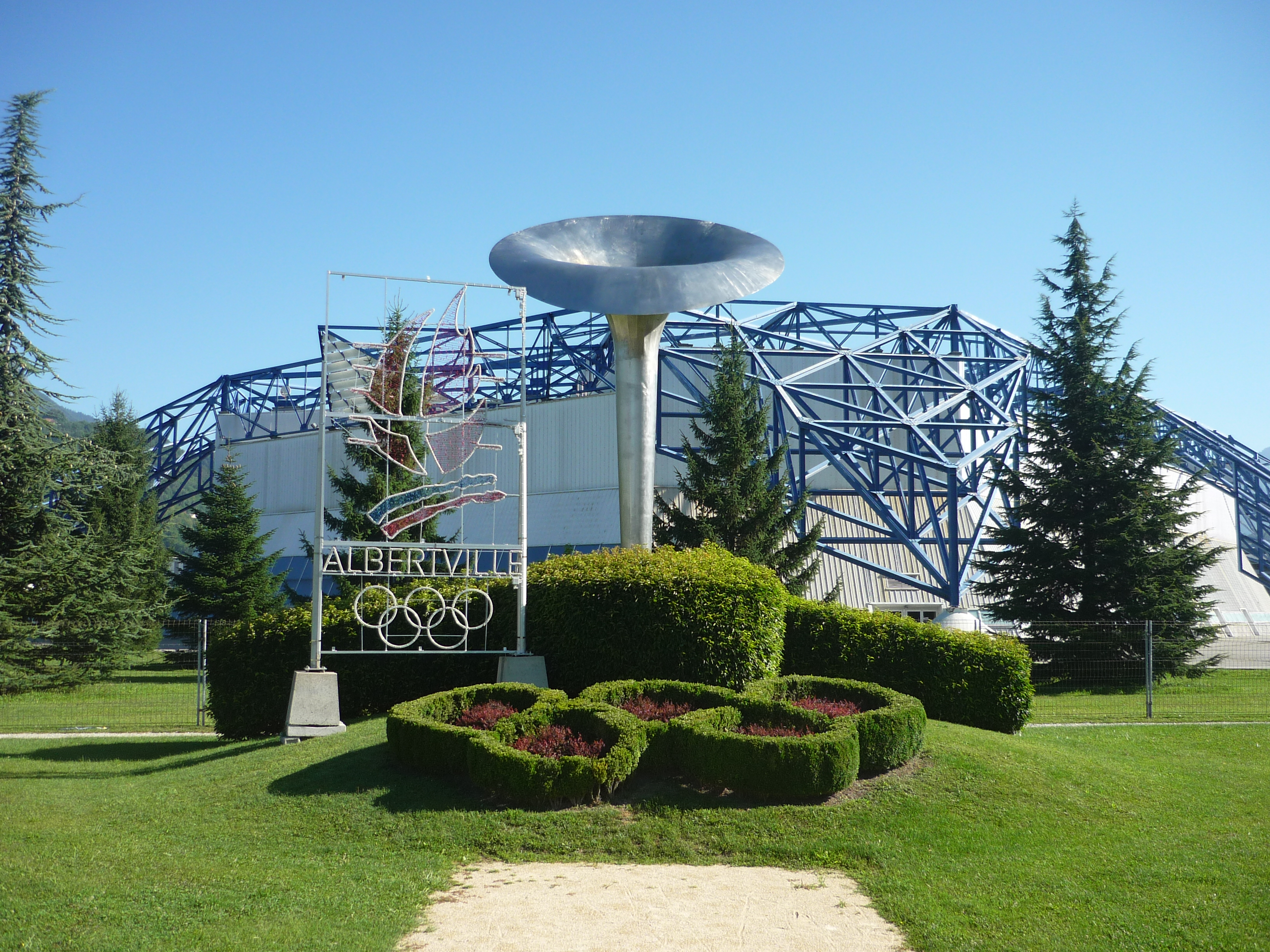
Albertville, 1992.
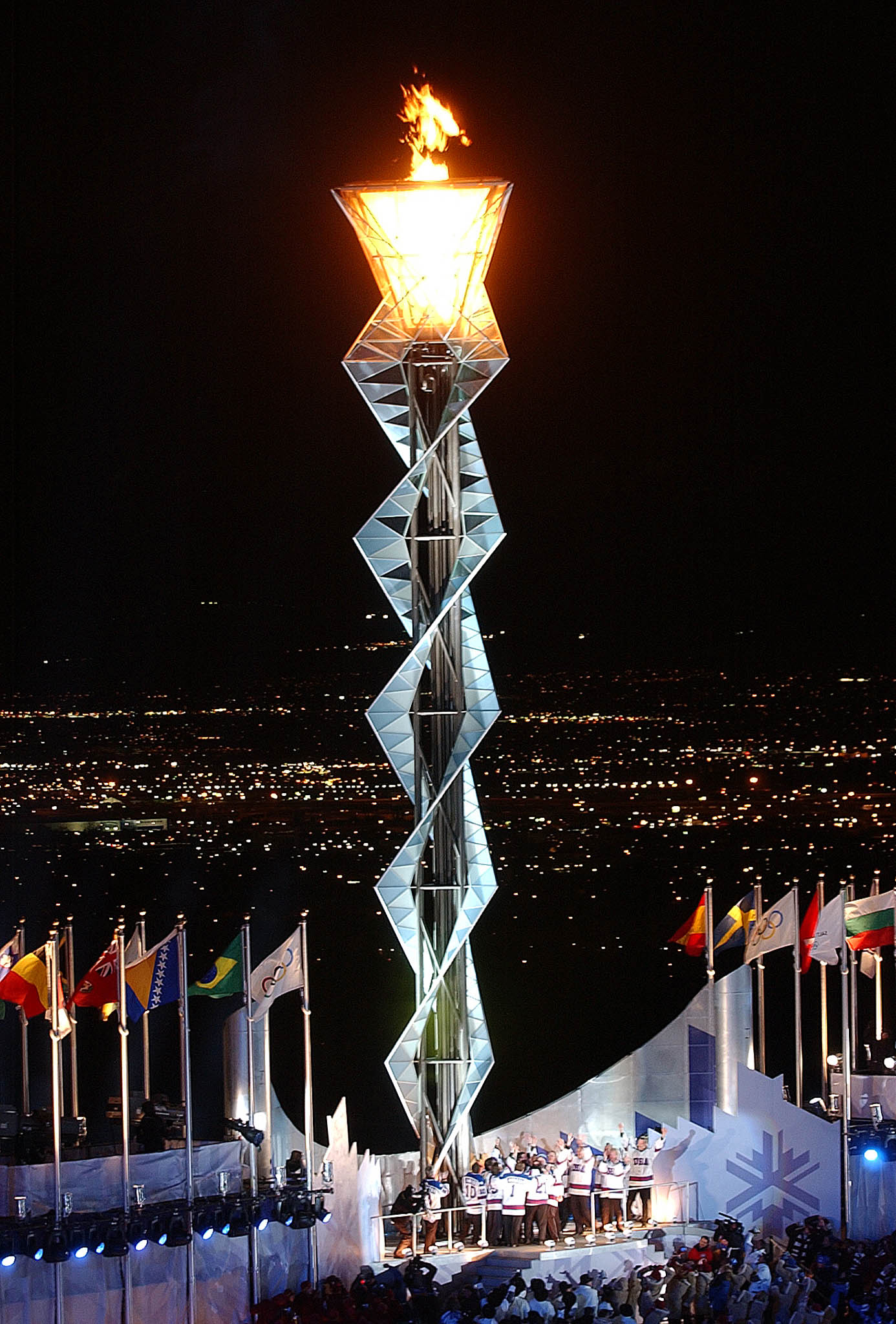
Salt Lake City, 2002.
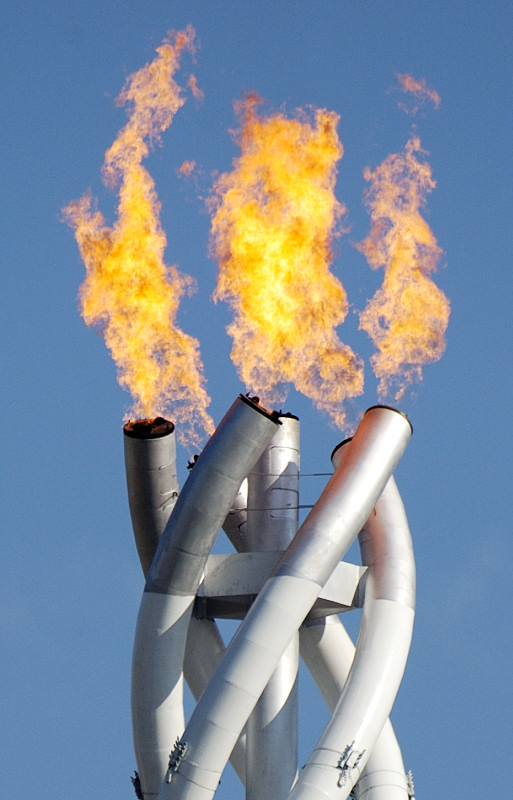
Turin, 2006.
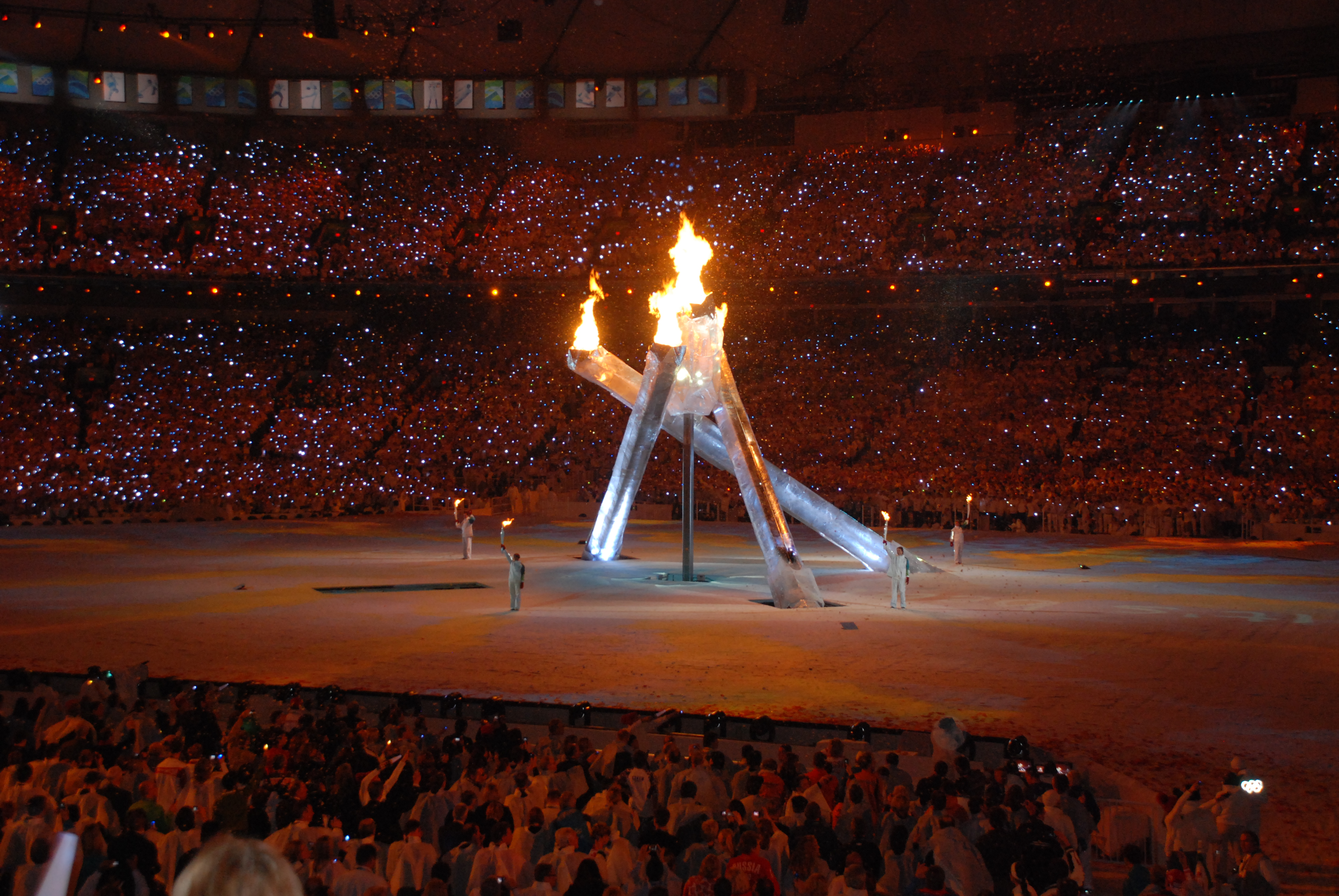
Vancouver, 2010.
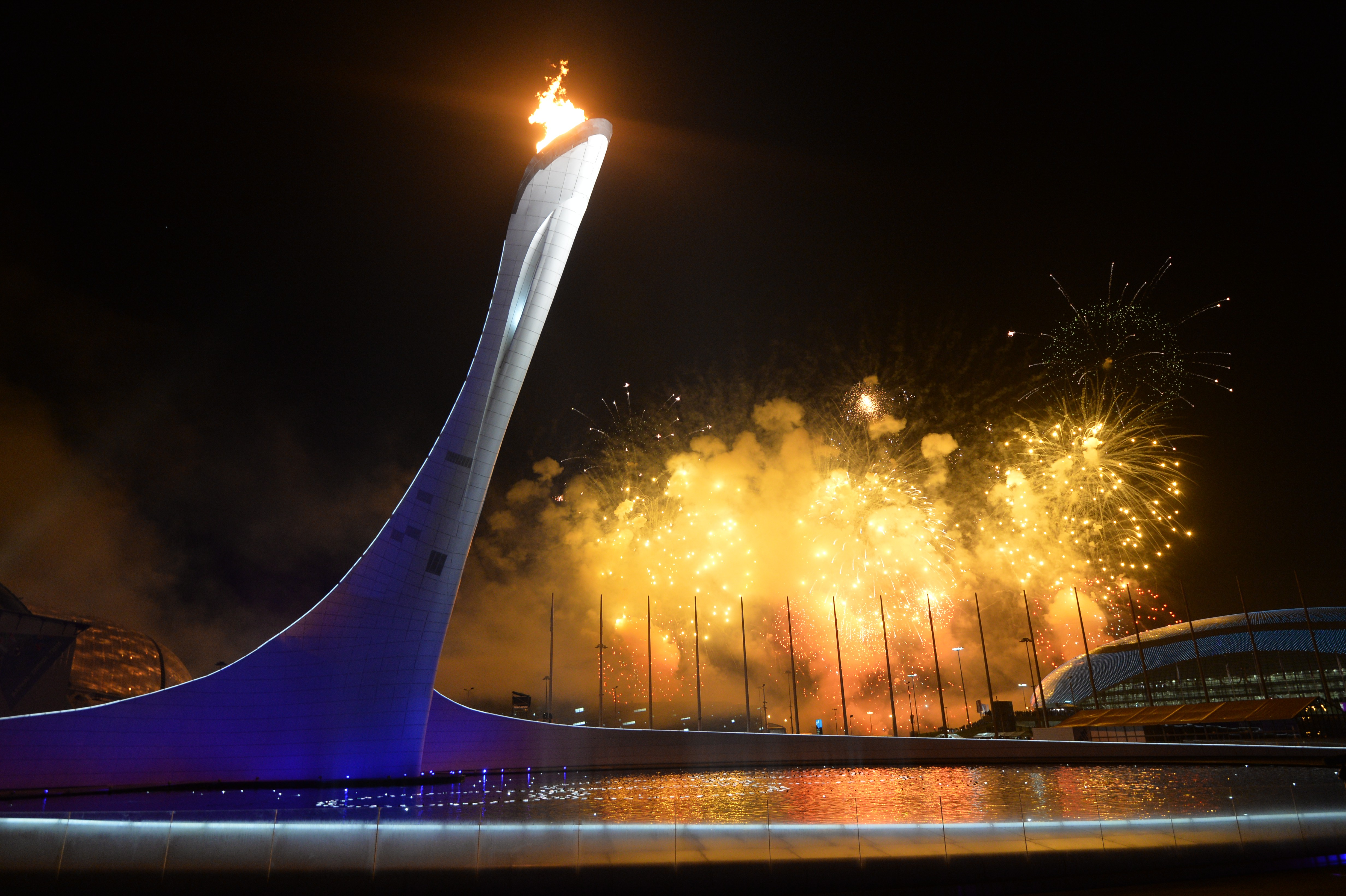
Sotchi, 2014.
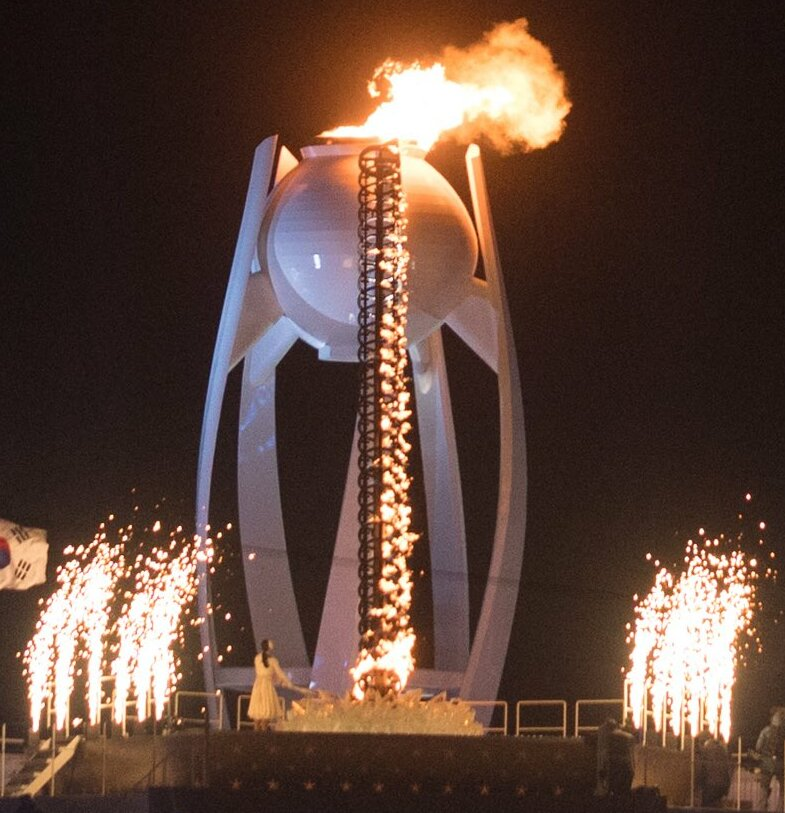
Pyeongchang, 2018.
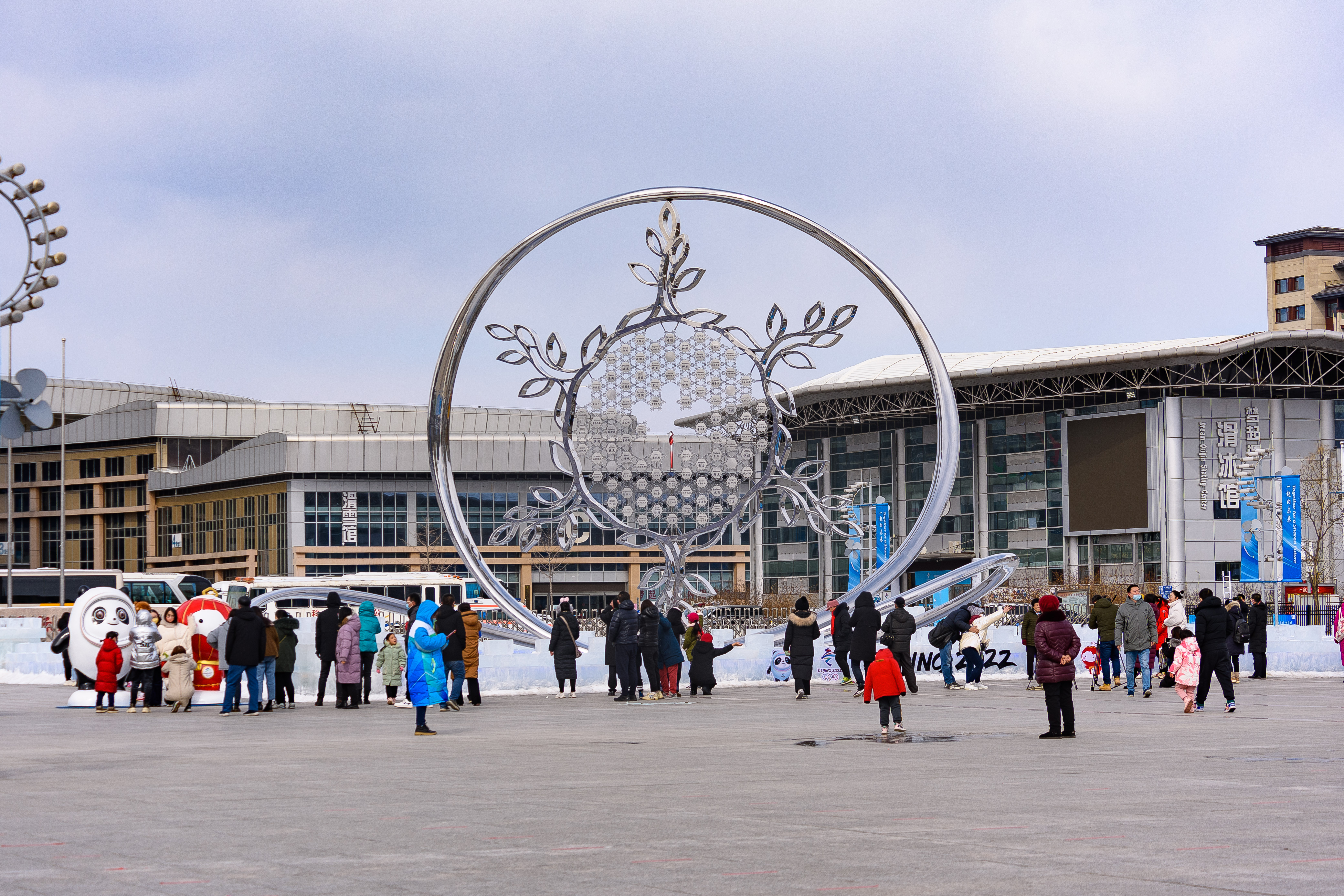
Pékin, 2022.

### Torches des Jeux d'été

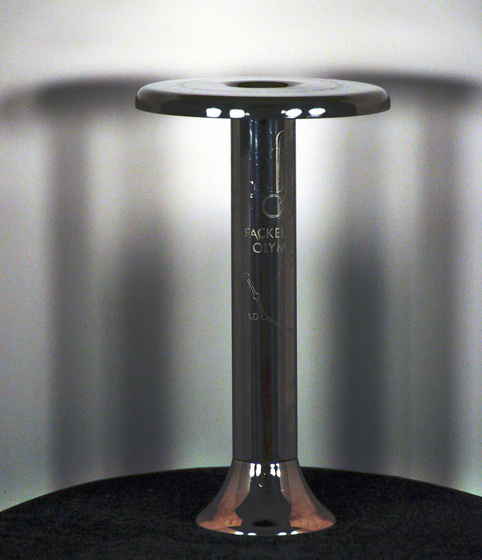
Berlin, 1936.
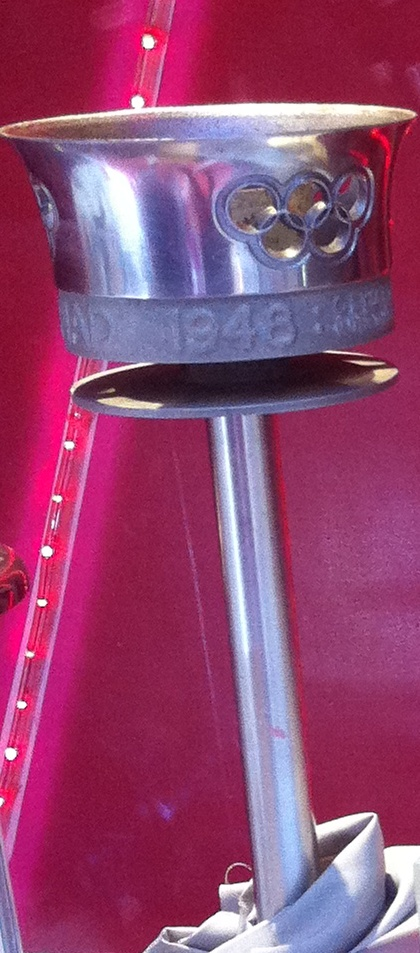
Londres, 1948.
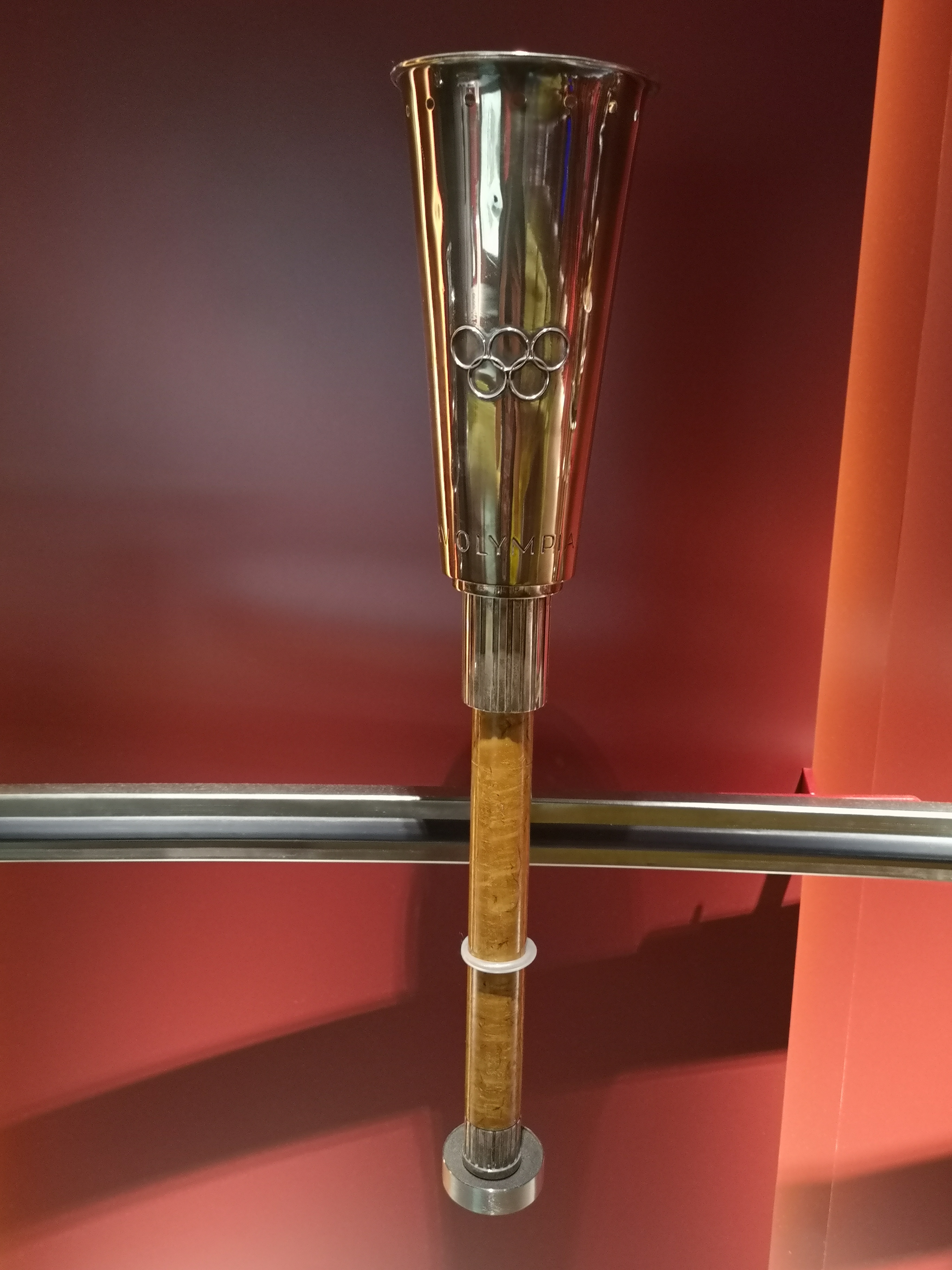
Helsinki, 1952.
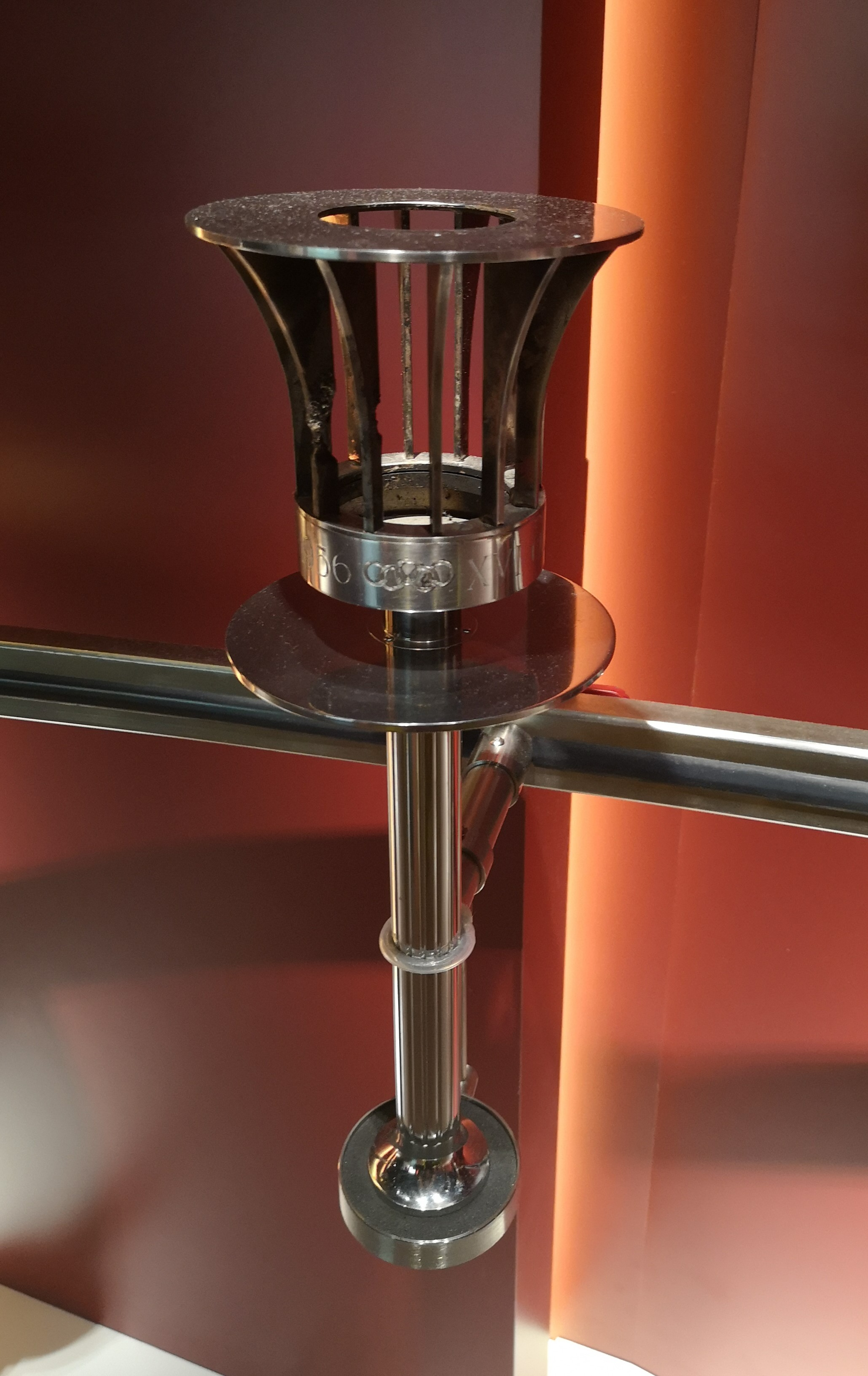
Melbourne, 1956.
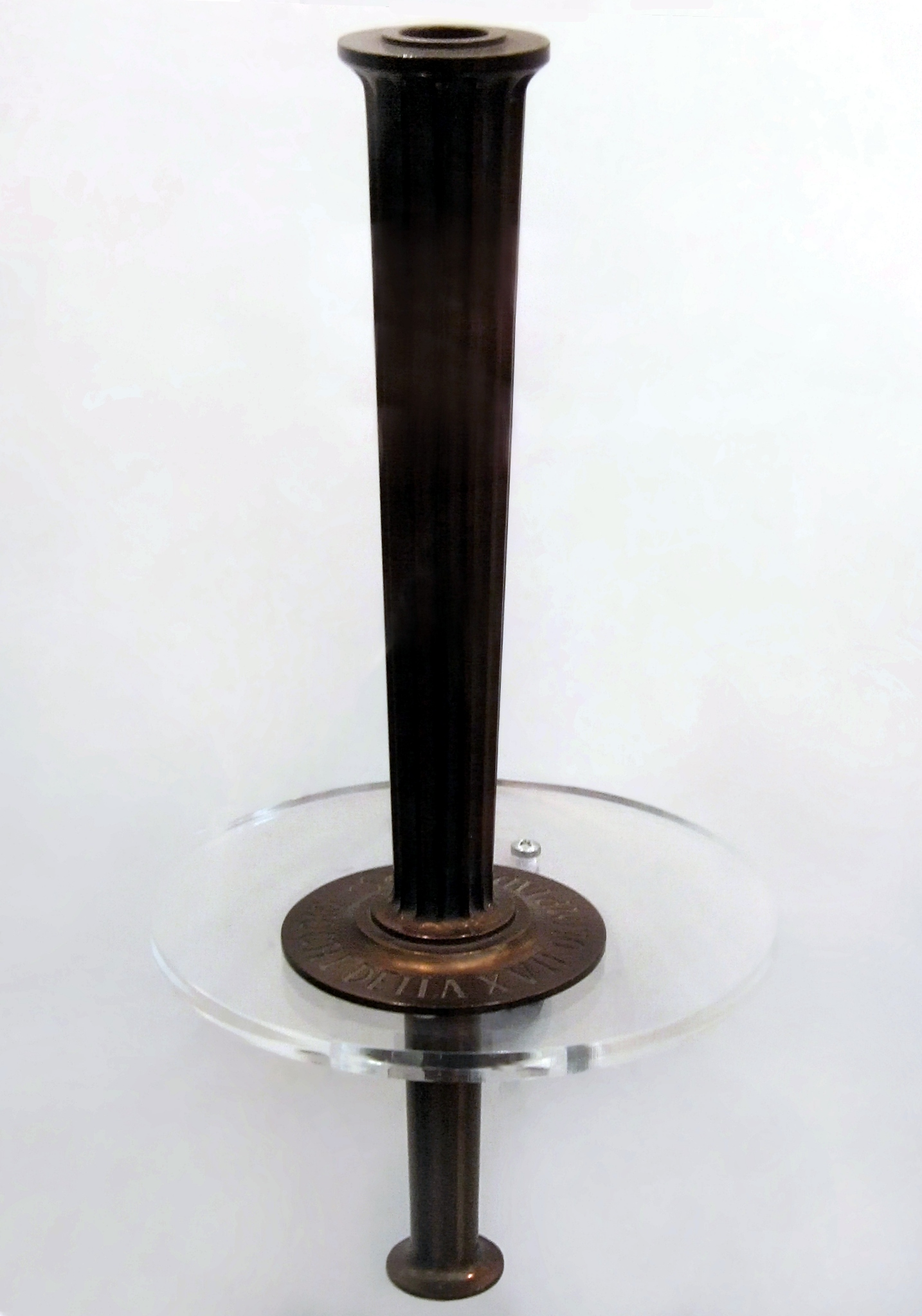
Rome, 1960.
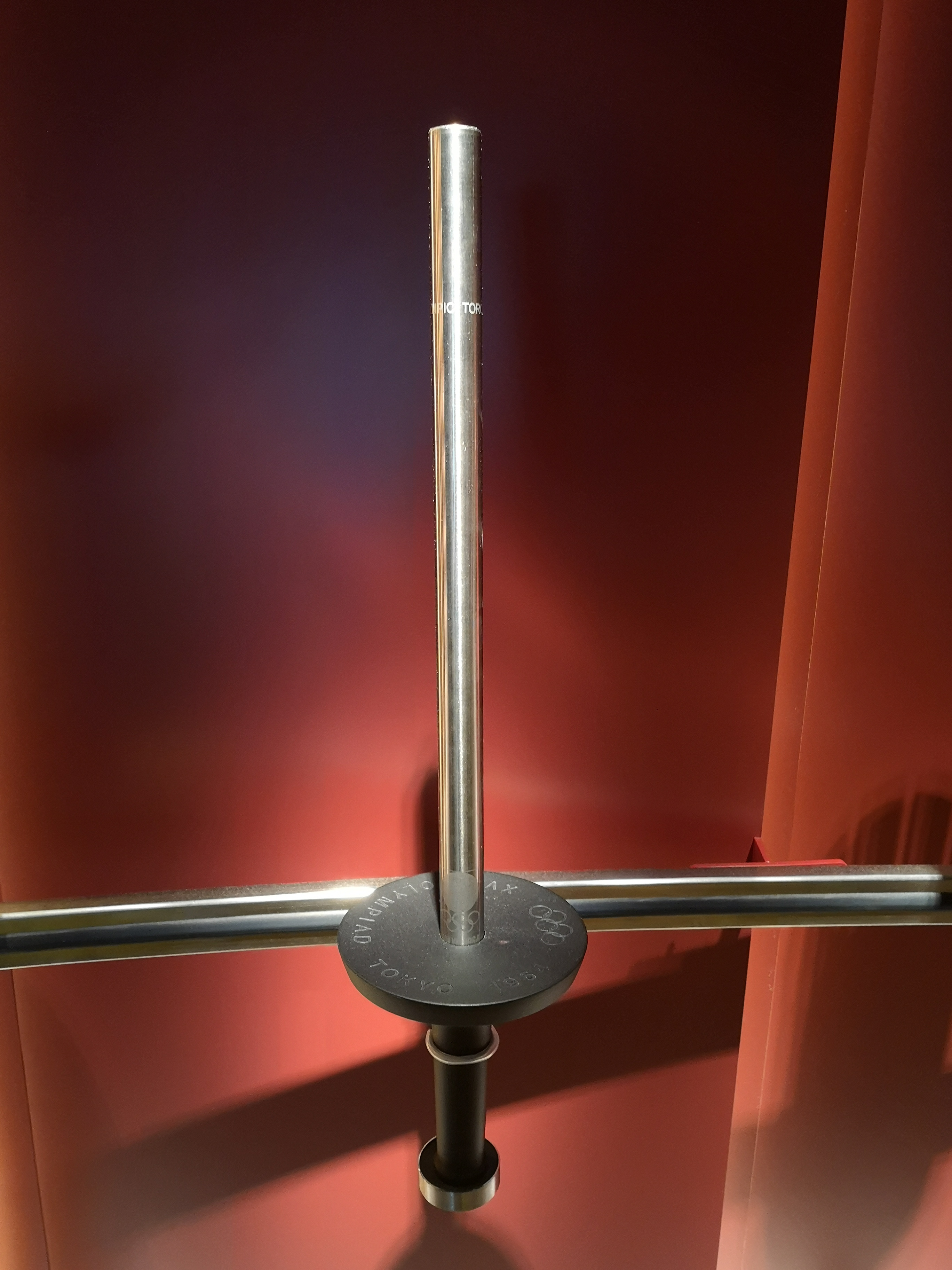
Tokyo, 1964.
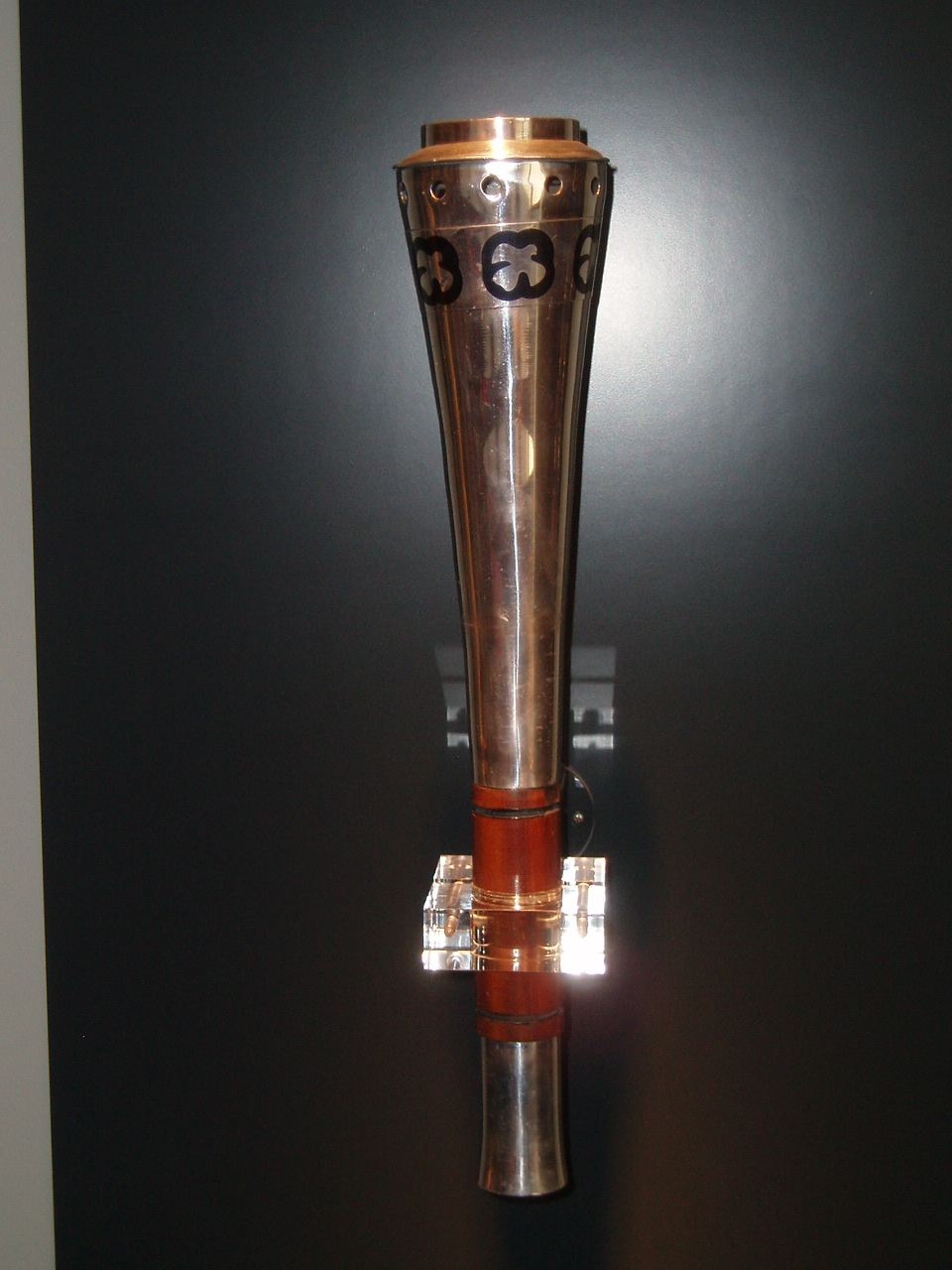
Mexico, 1968[14].
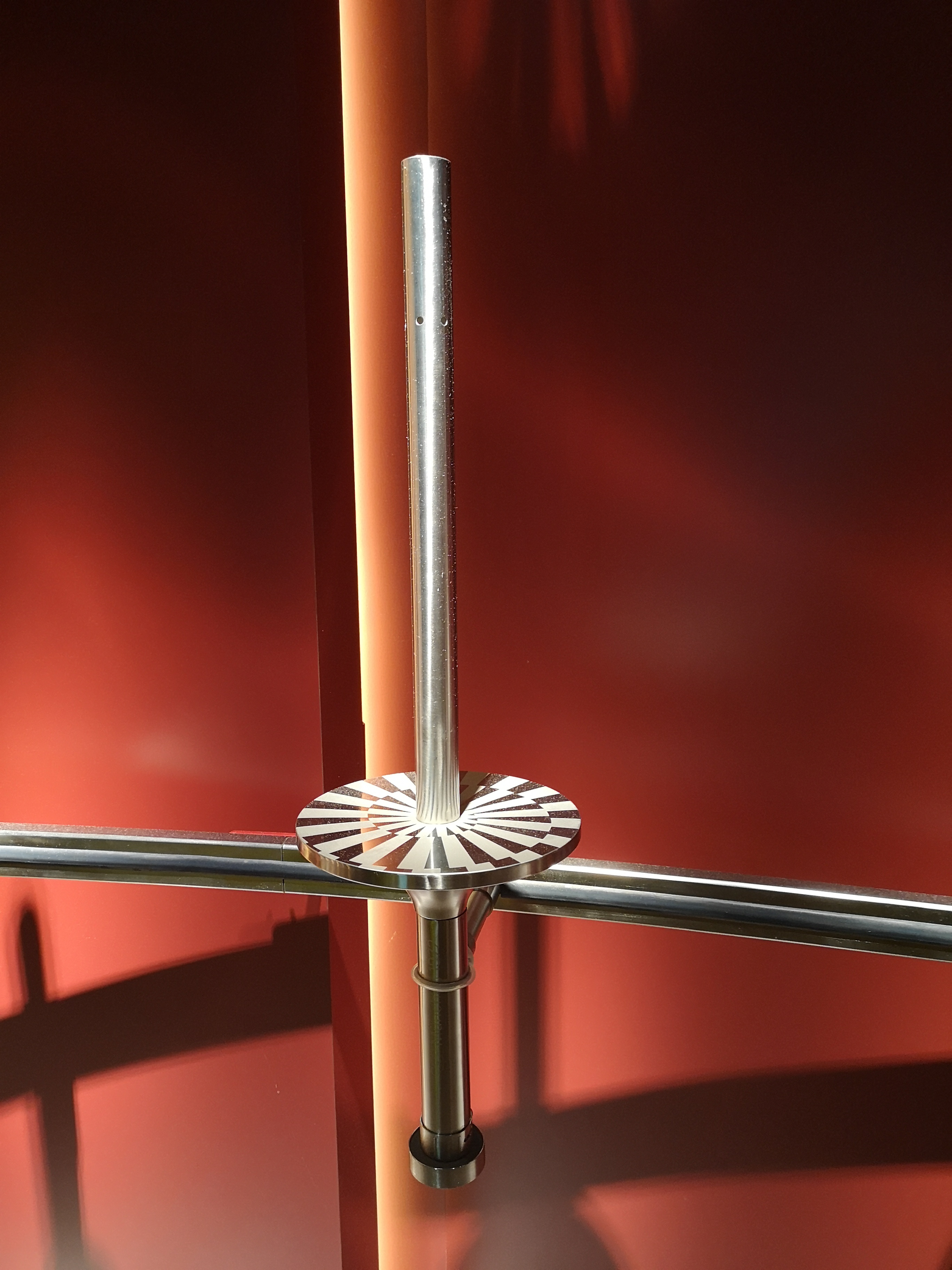
Munich, 1972.
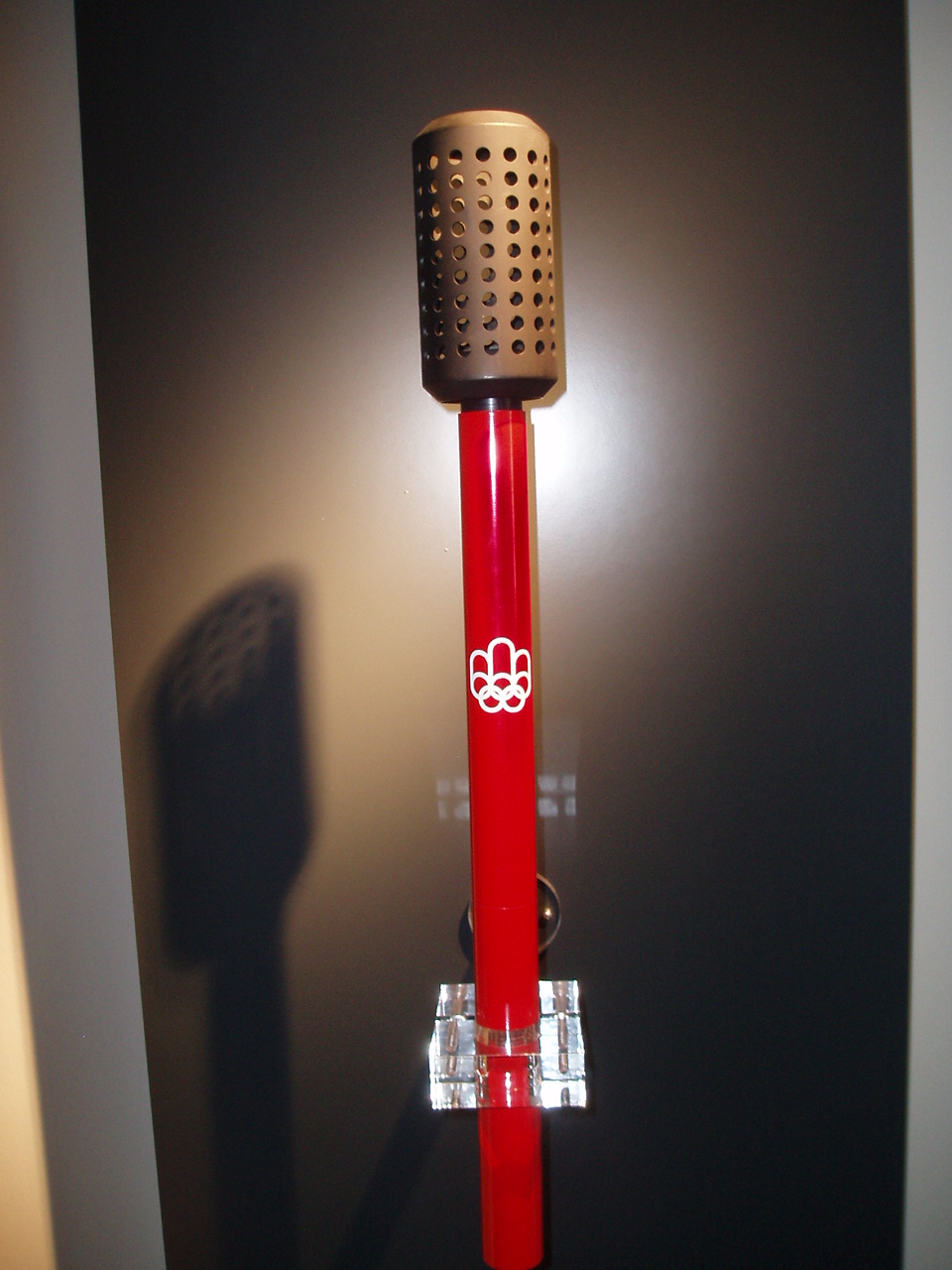
Montréal, 1976.
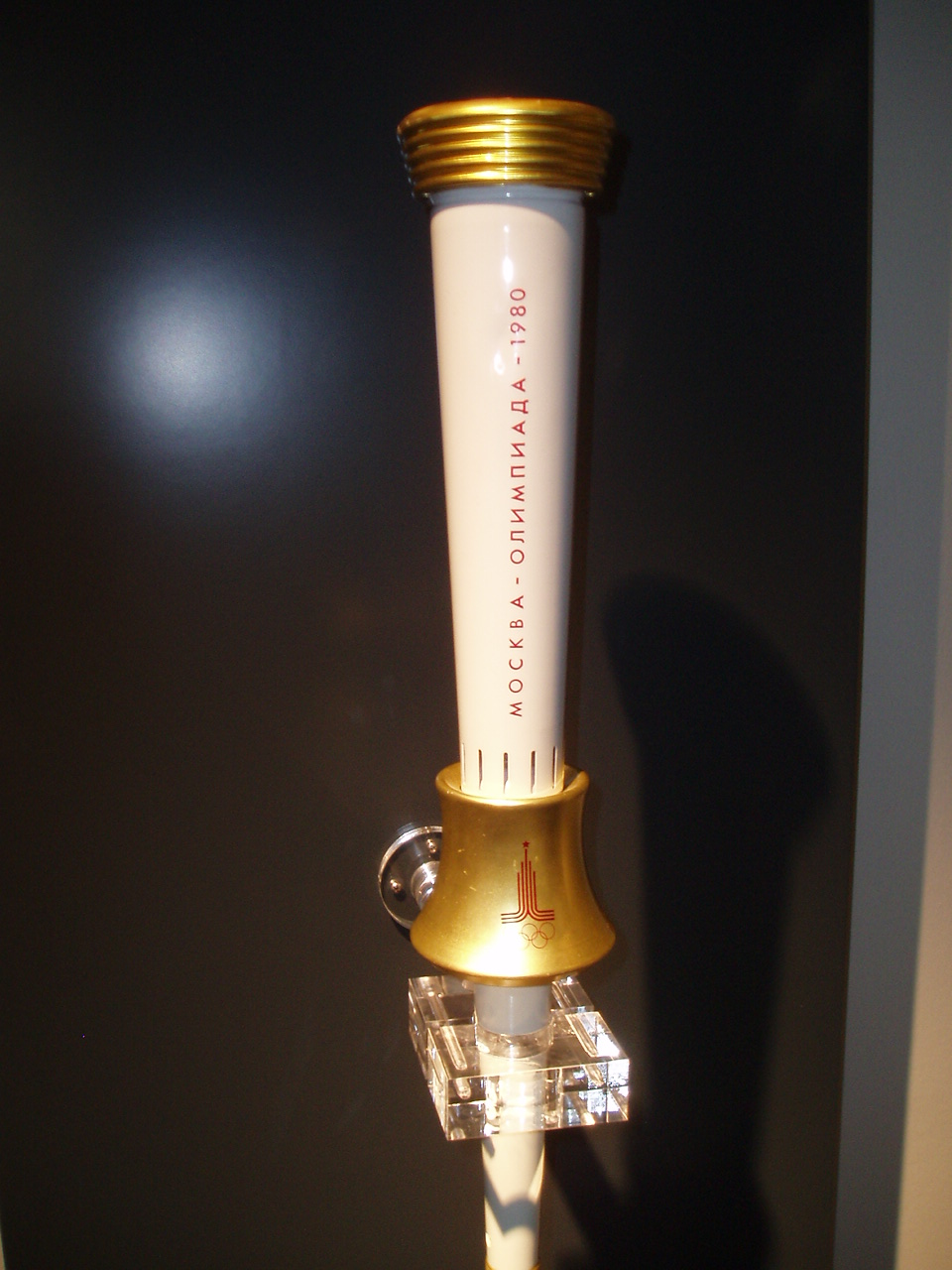
Moscou, 1980.
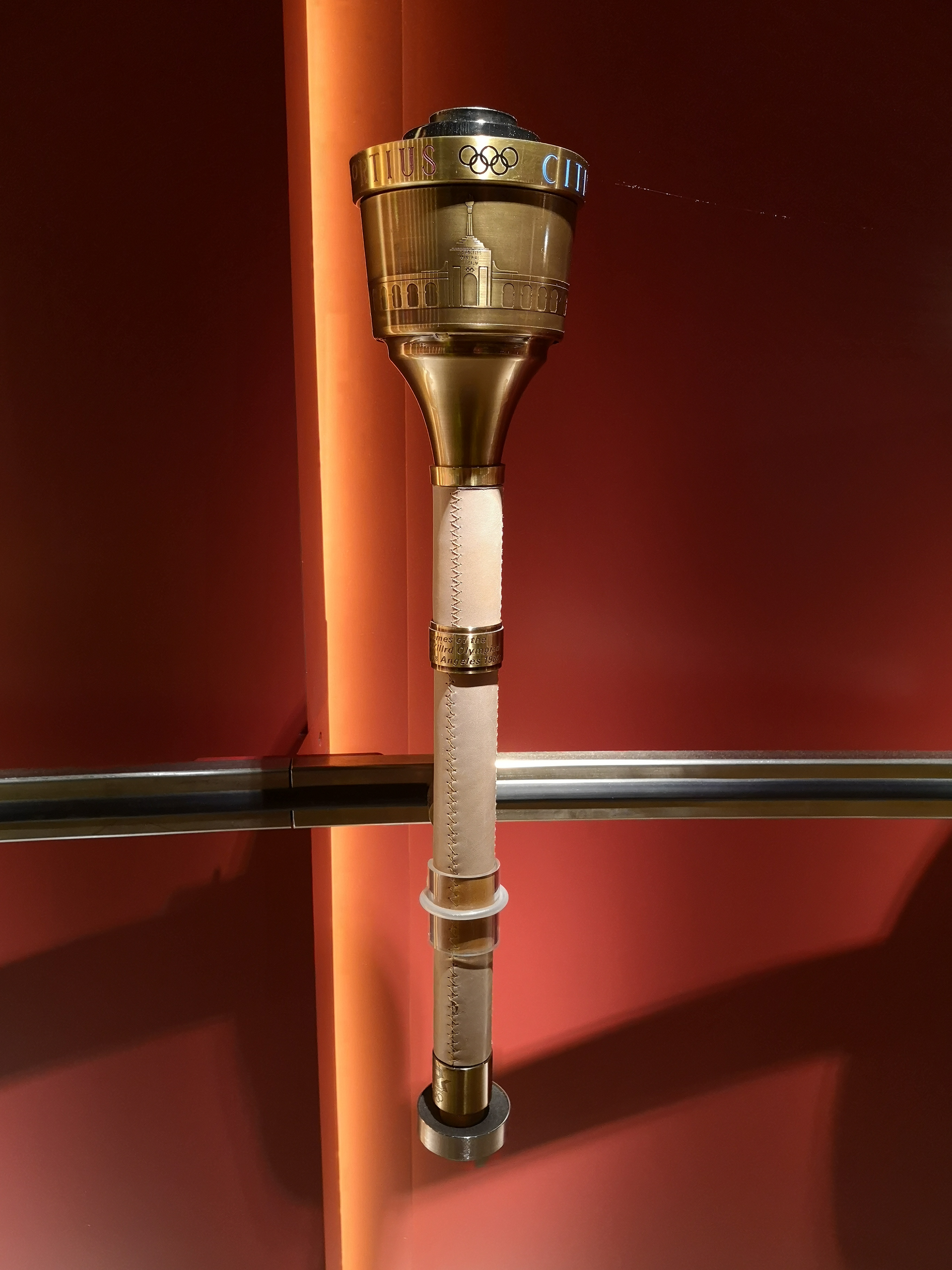
Los Angeles, 1984.
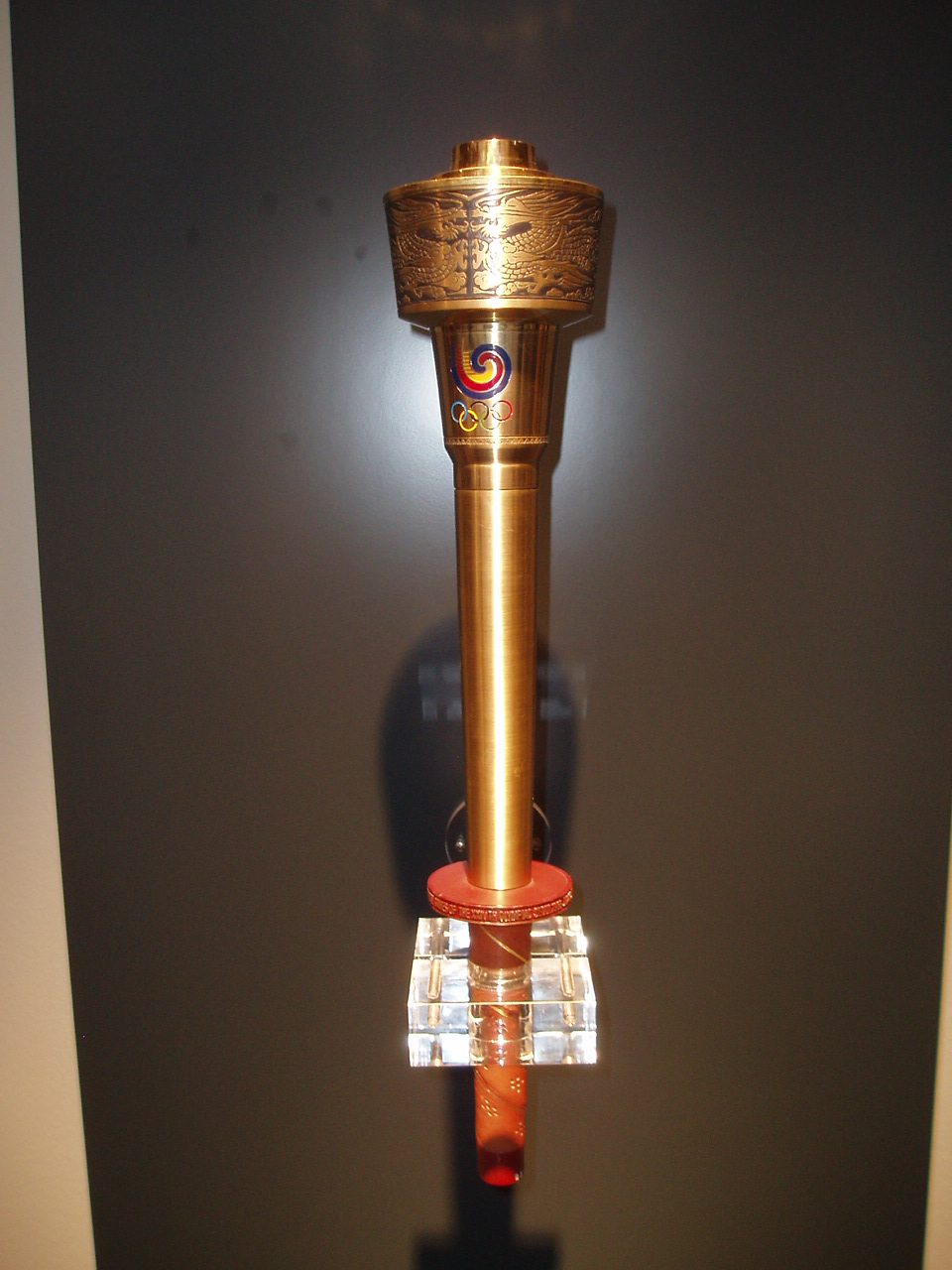
Séoul, 1988.
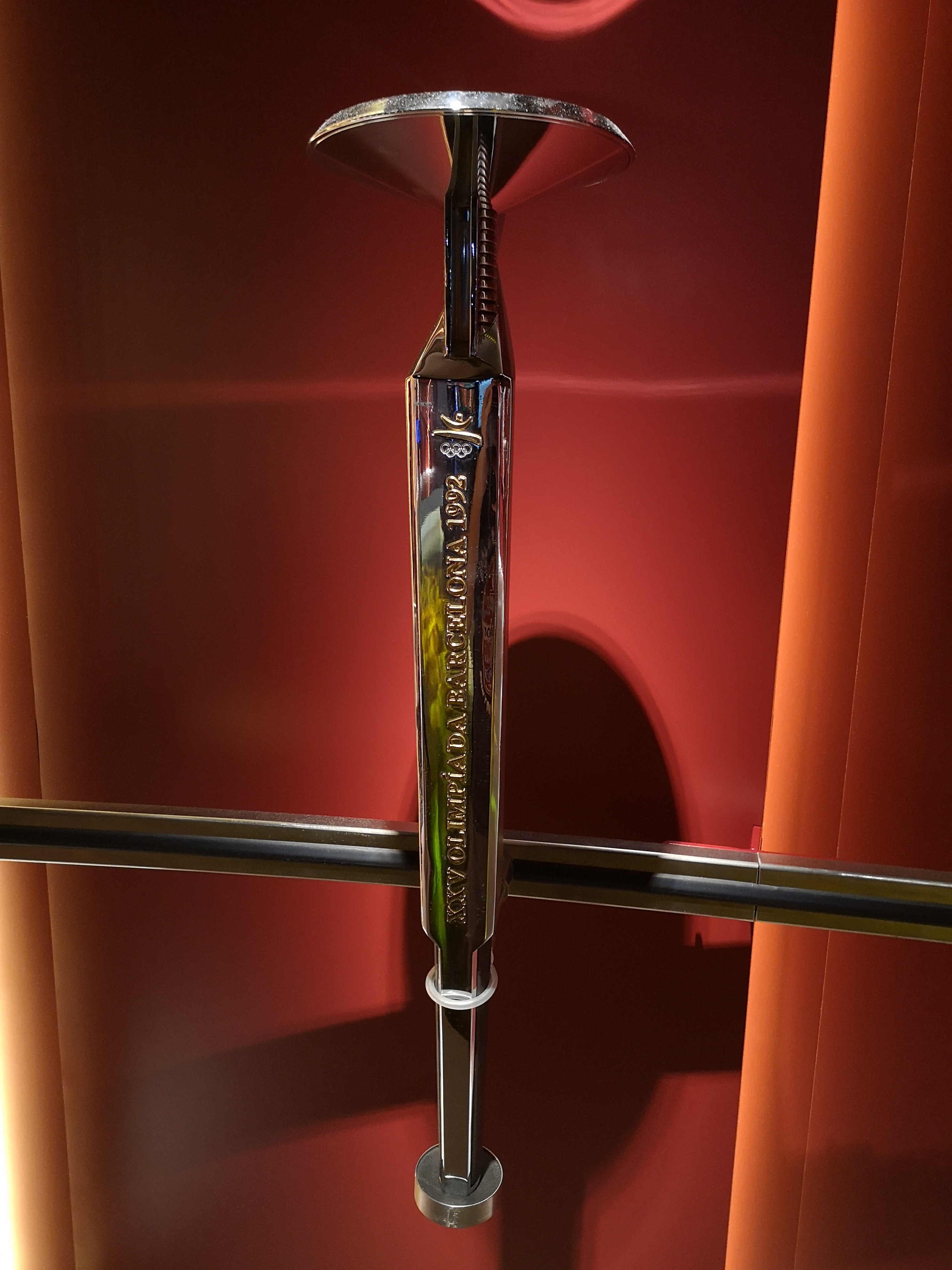
Barcelone, 1992.
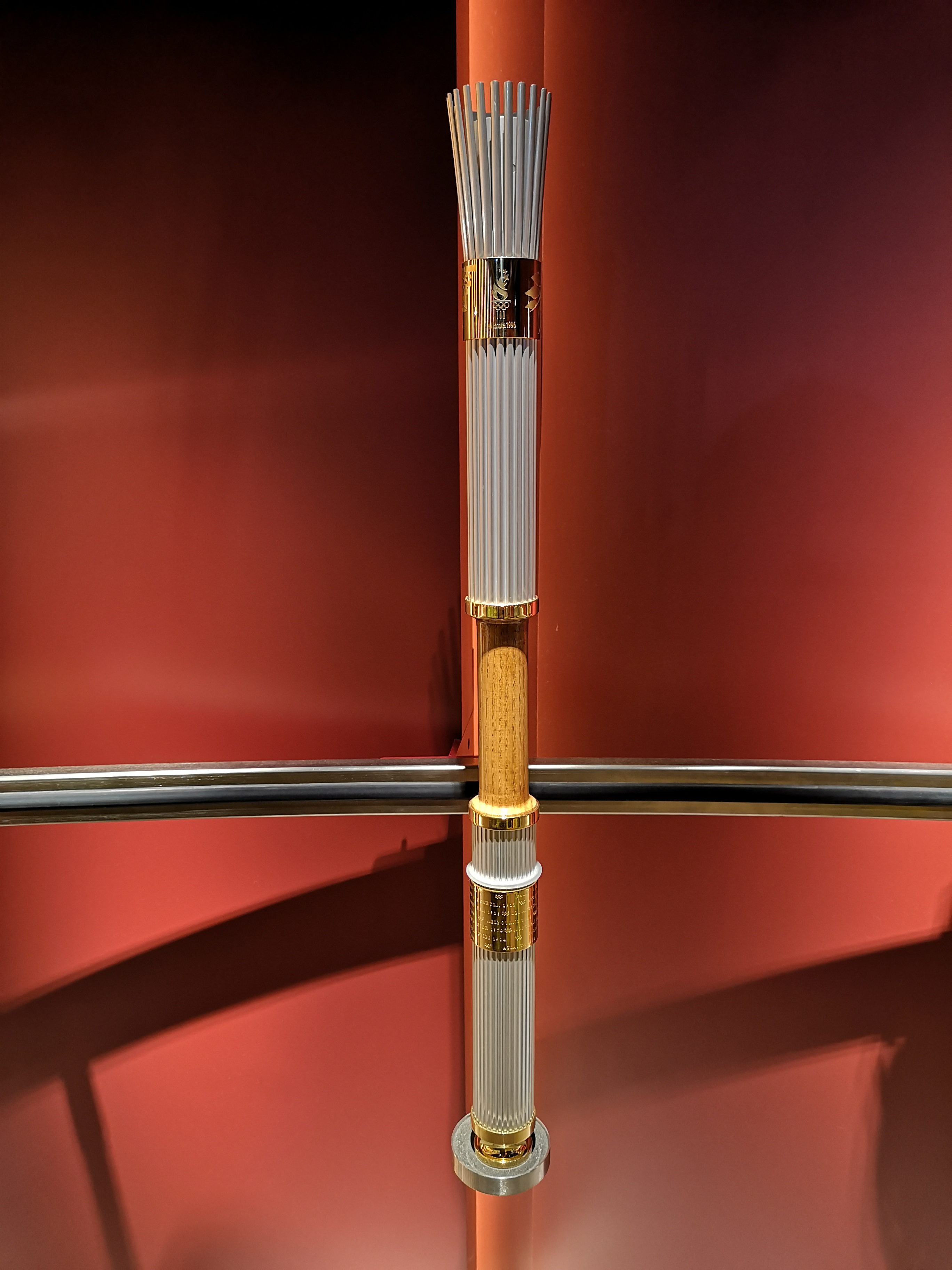
Atlanta, 1996.
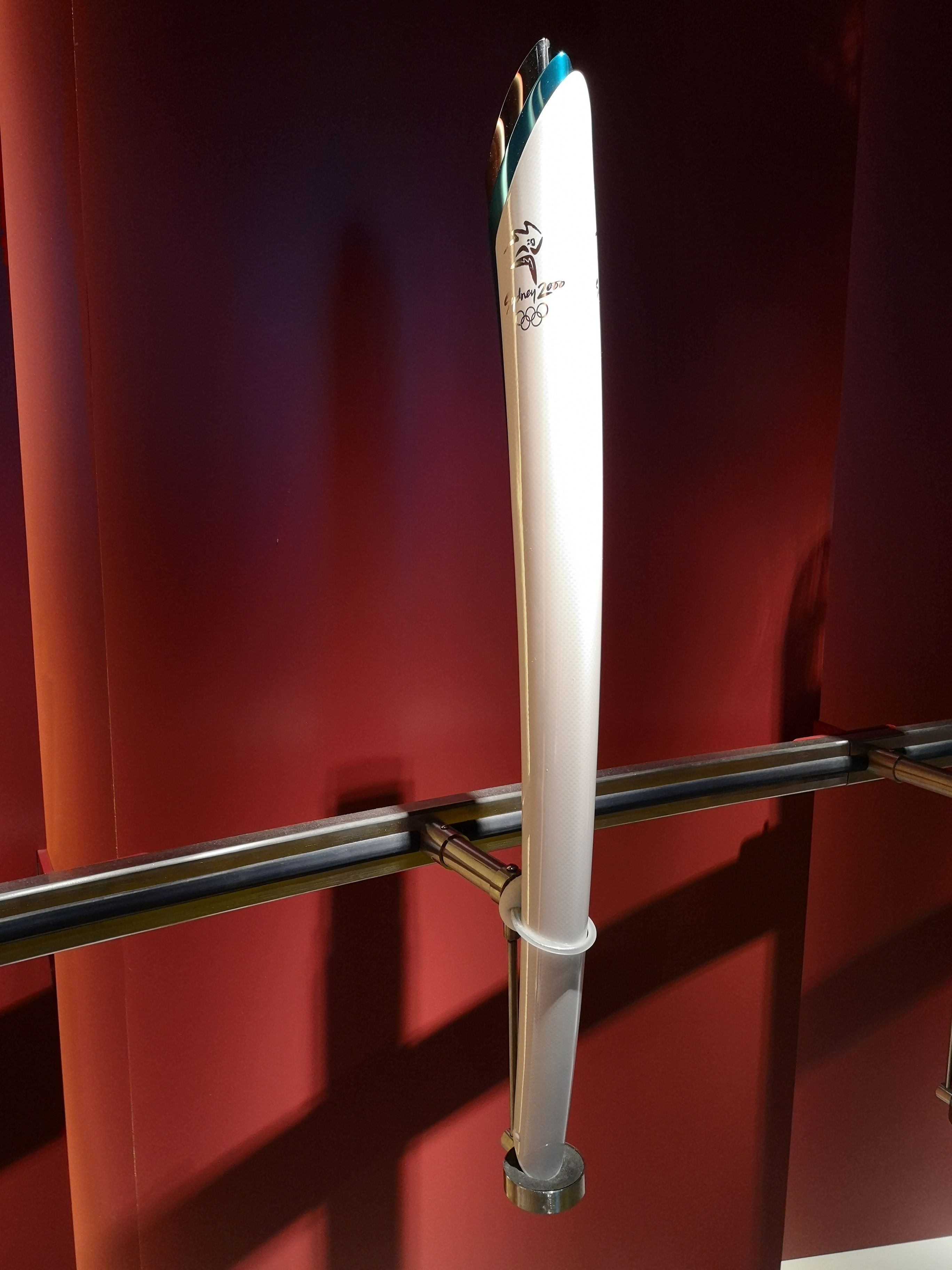
Sydney, 2000.
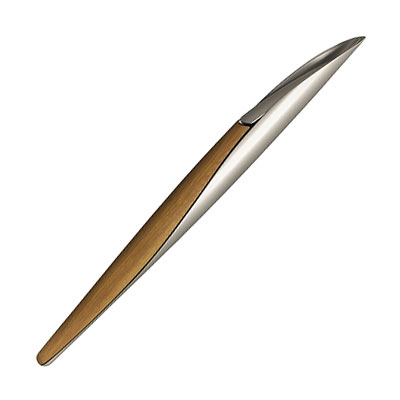
Athènes, 2004.
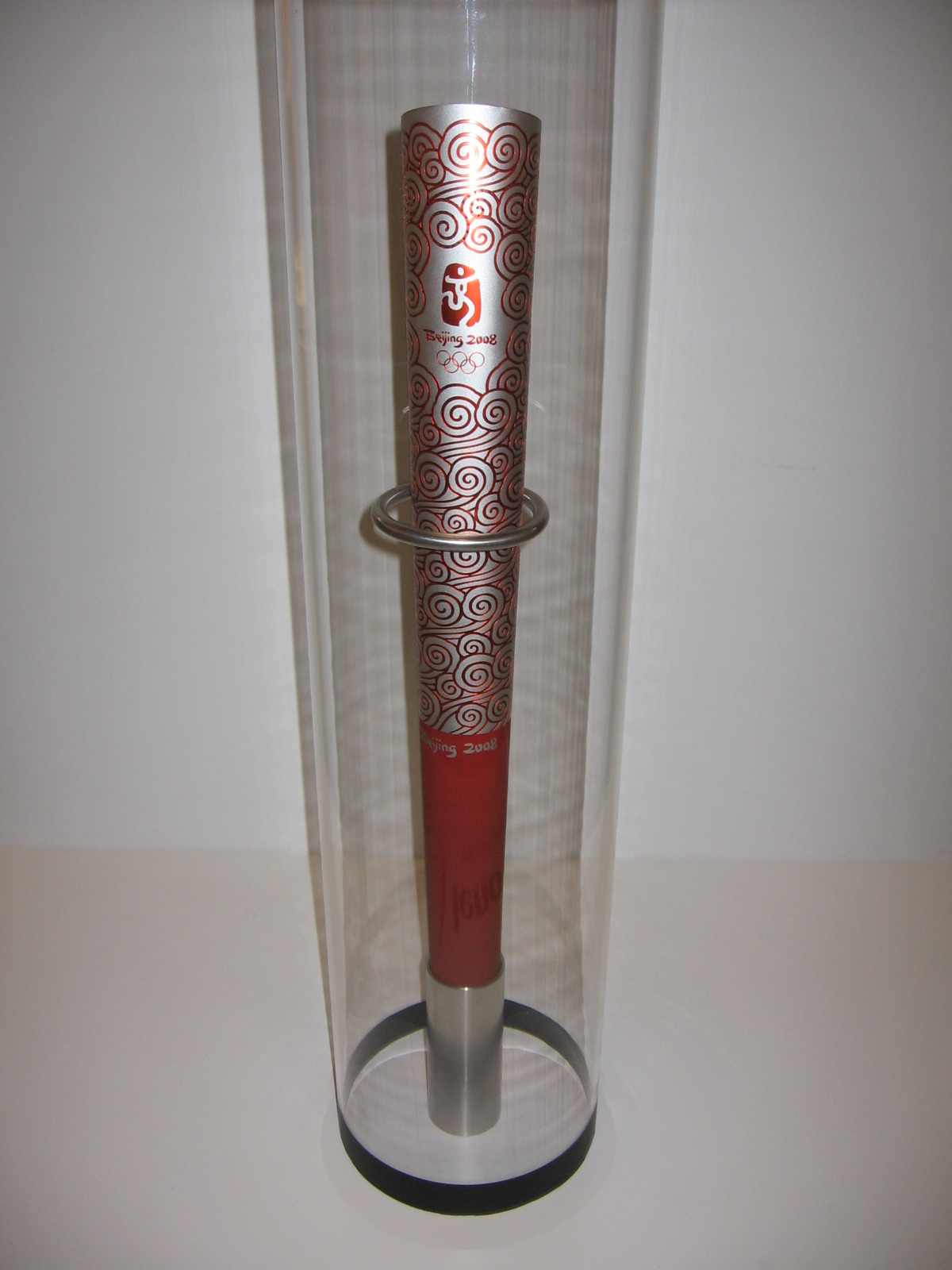
Pékin, 2008.
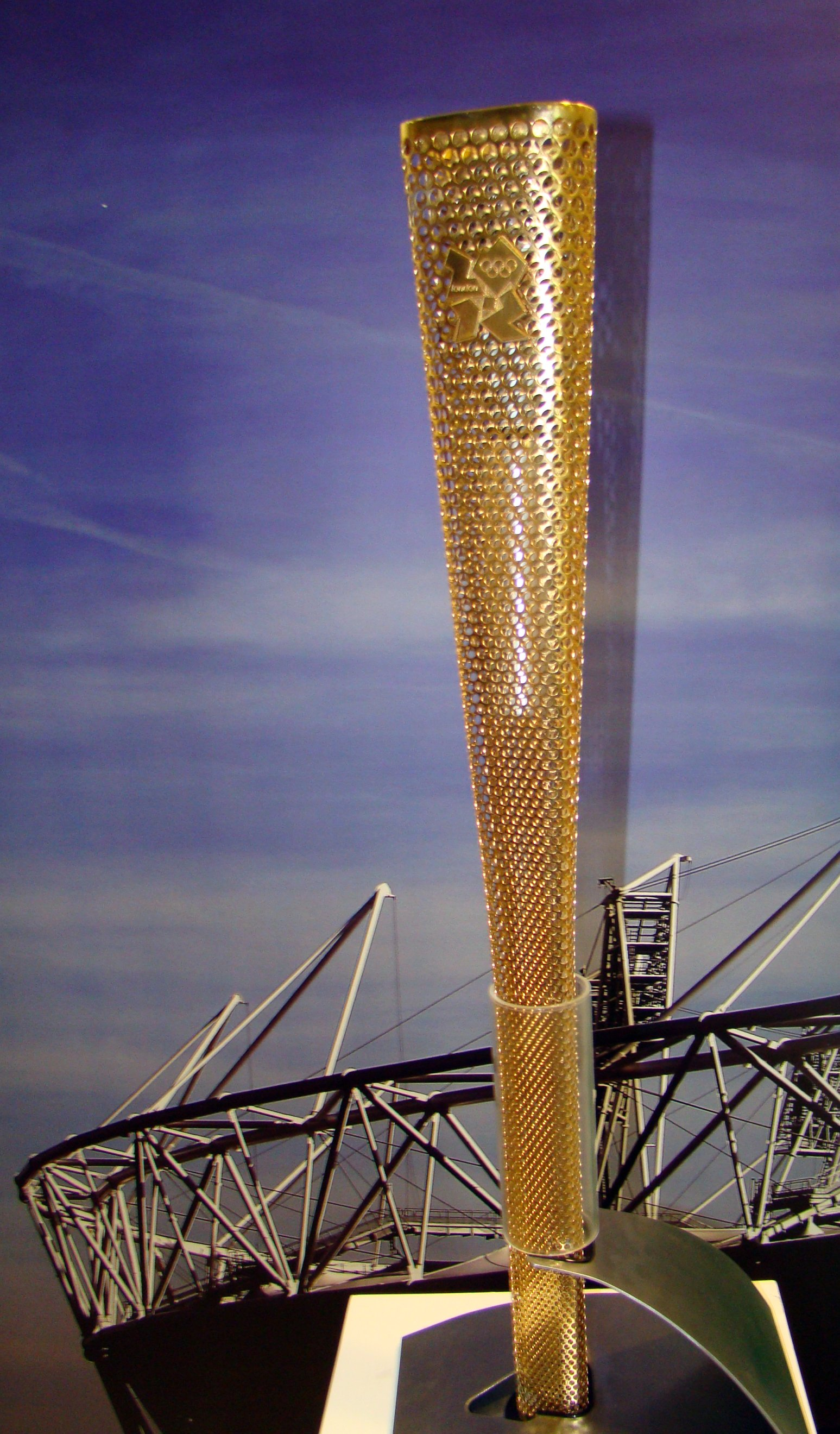
Londres, 2012.
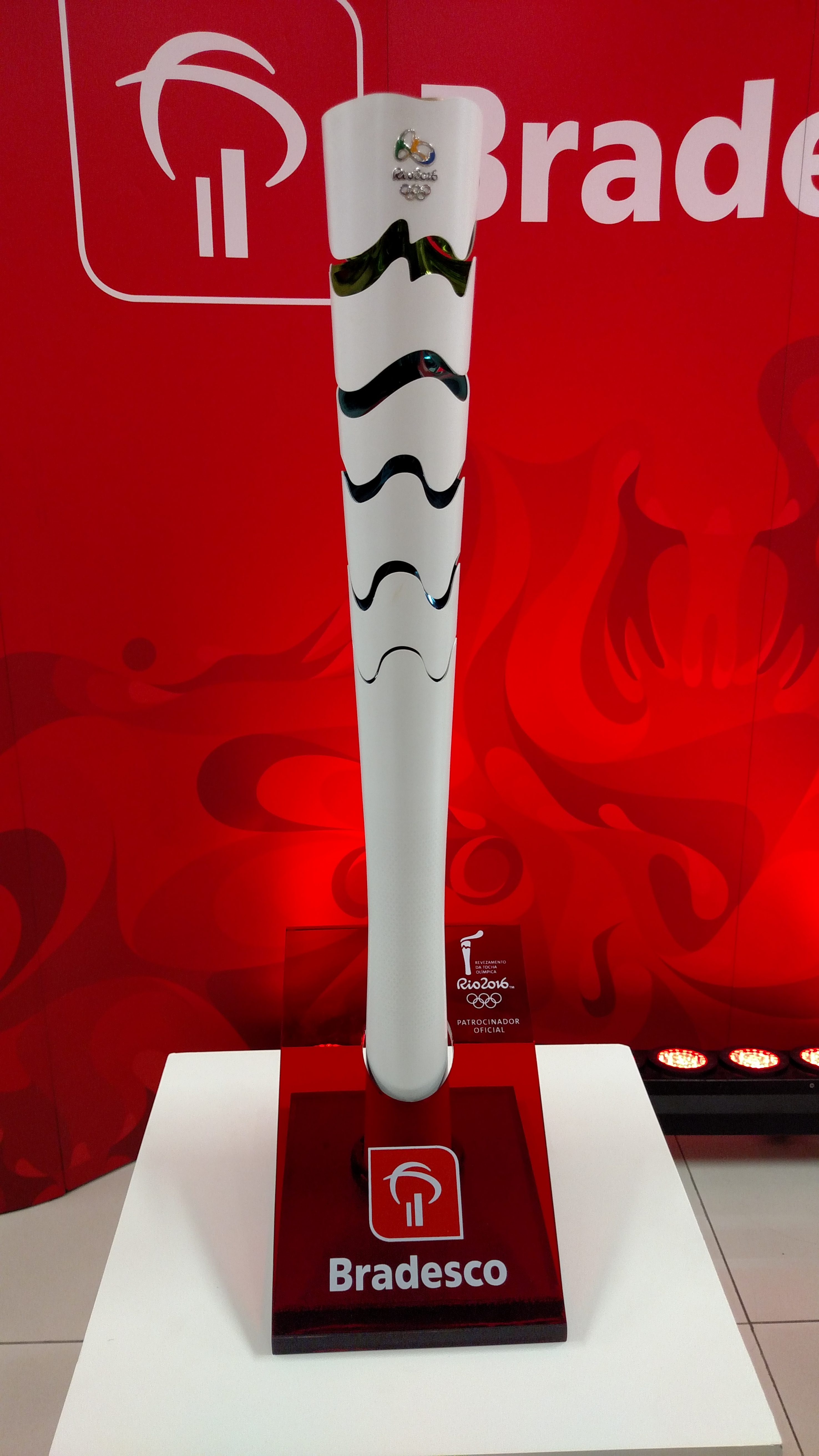
Rio de Janeiro, 2016.
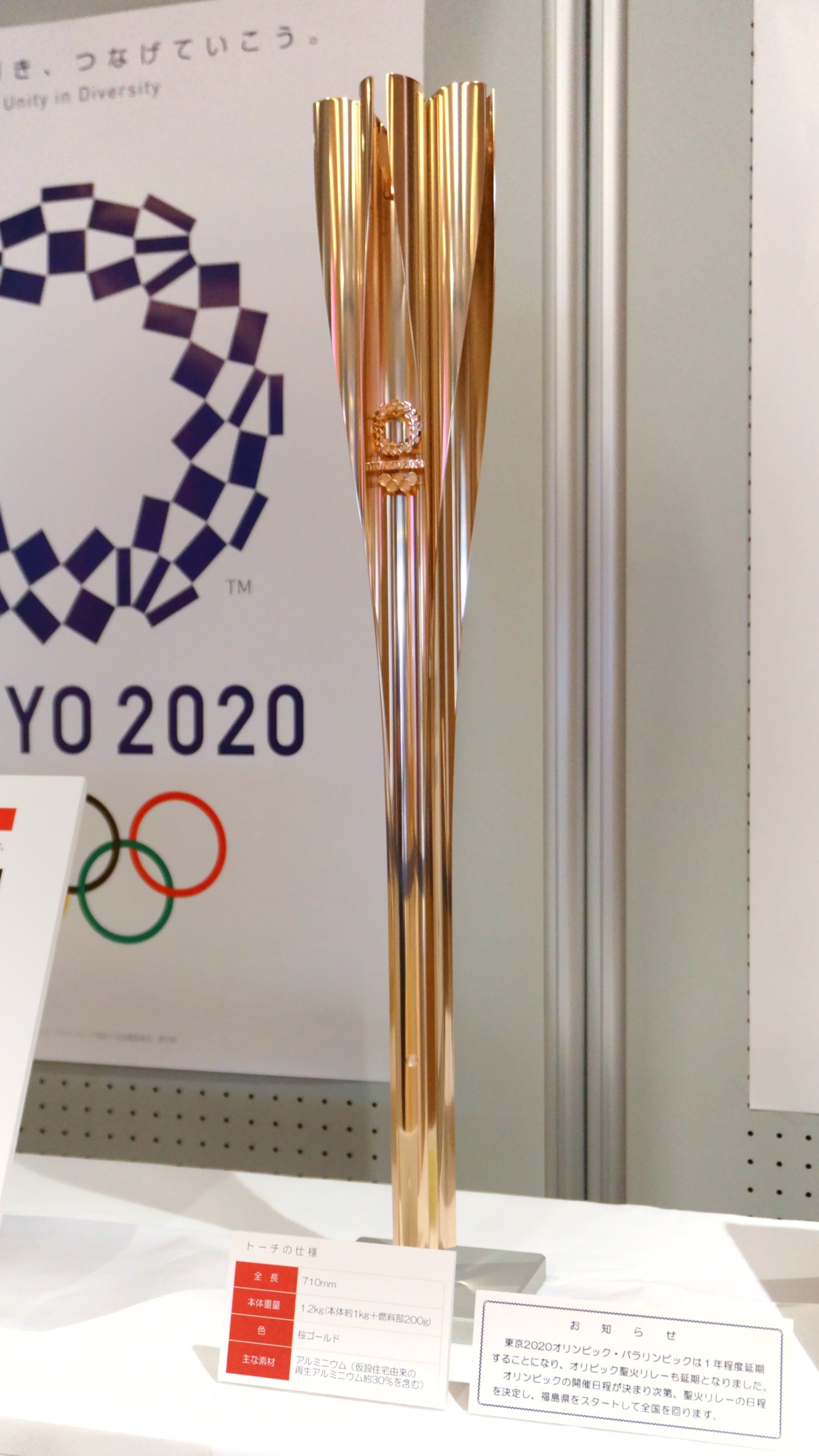
Tokyo, 2020.
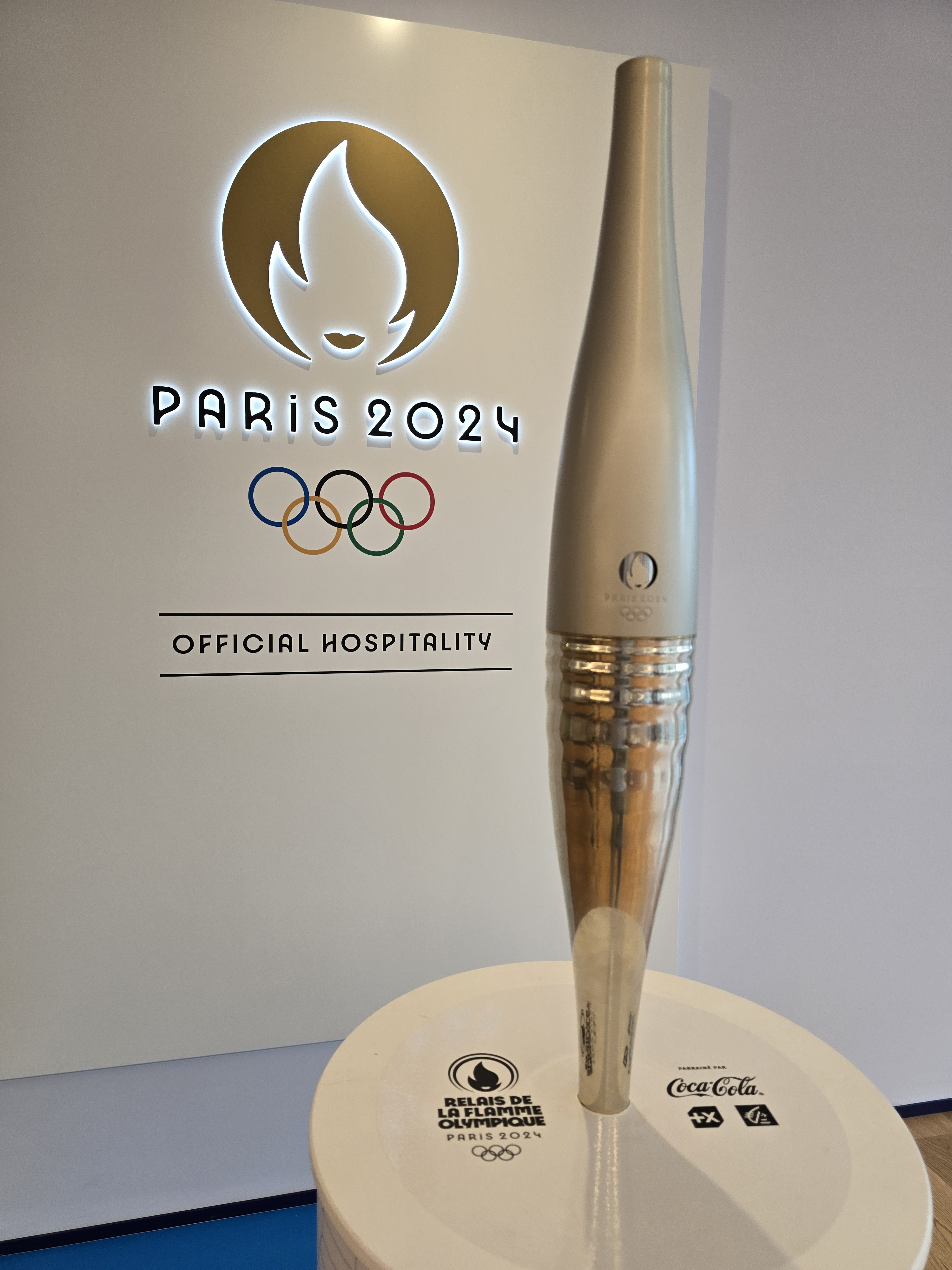
Paris, 2024.

La torche de 2012 créée par Edward Barber et Jay Osgerby, designers britanniques, présente « des lignes moyenâgeuses sous un alliance d'aluminium doré criblé de 8 000 cercles découpés au laser, symbolisant à la fois les anneaux olympiques et les 8 000 relayeurs qui se [succédèrent] feu au poing jusqu'à l'ouverture officielle des Jeux le 27 juillet ». La géométrie trilatérale anguleuse rappelle que la ville de Londres a organisé trois fois les Jeux (1908, 1948 et 2012). Elle a été testée dans la soufflerie du constructeur automobile BMW pour s'assurer qu'elle ne s'éteindrait pas, et cela à des conditions extrêmes : « douches d'eau et trombes de neige, amplitudes insolentes de températures (entre -5 et +30 °C), tourbillons de vents à 8 kilomètres à l'heure… La flamme a tenu bon, mais néanmoins montré quelques faiblesses en début de parcours, dans le Devon, en raison d'un brûleur défectueux ». Quoi qu'il en soit, il existe une « flamme mère » conservée à Athènes, et qui est transportée dans des lanternes désignées au cas où il faudrait rallumer la torche.

### Torches des Jeux d'hiver

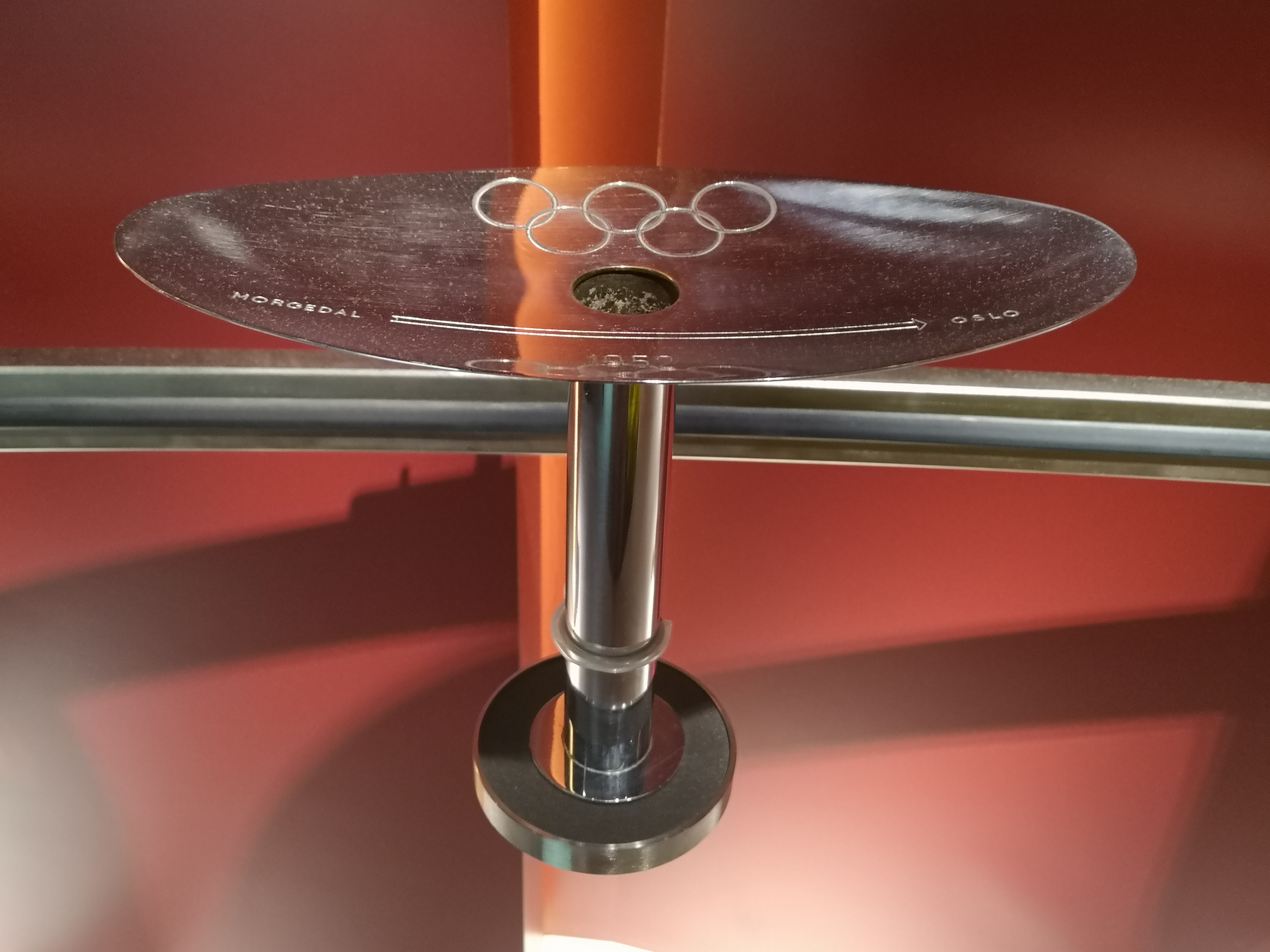
Oslo, 1952.
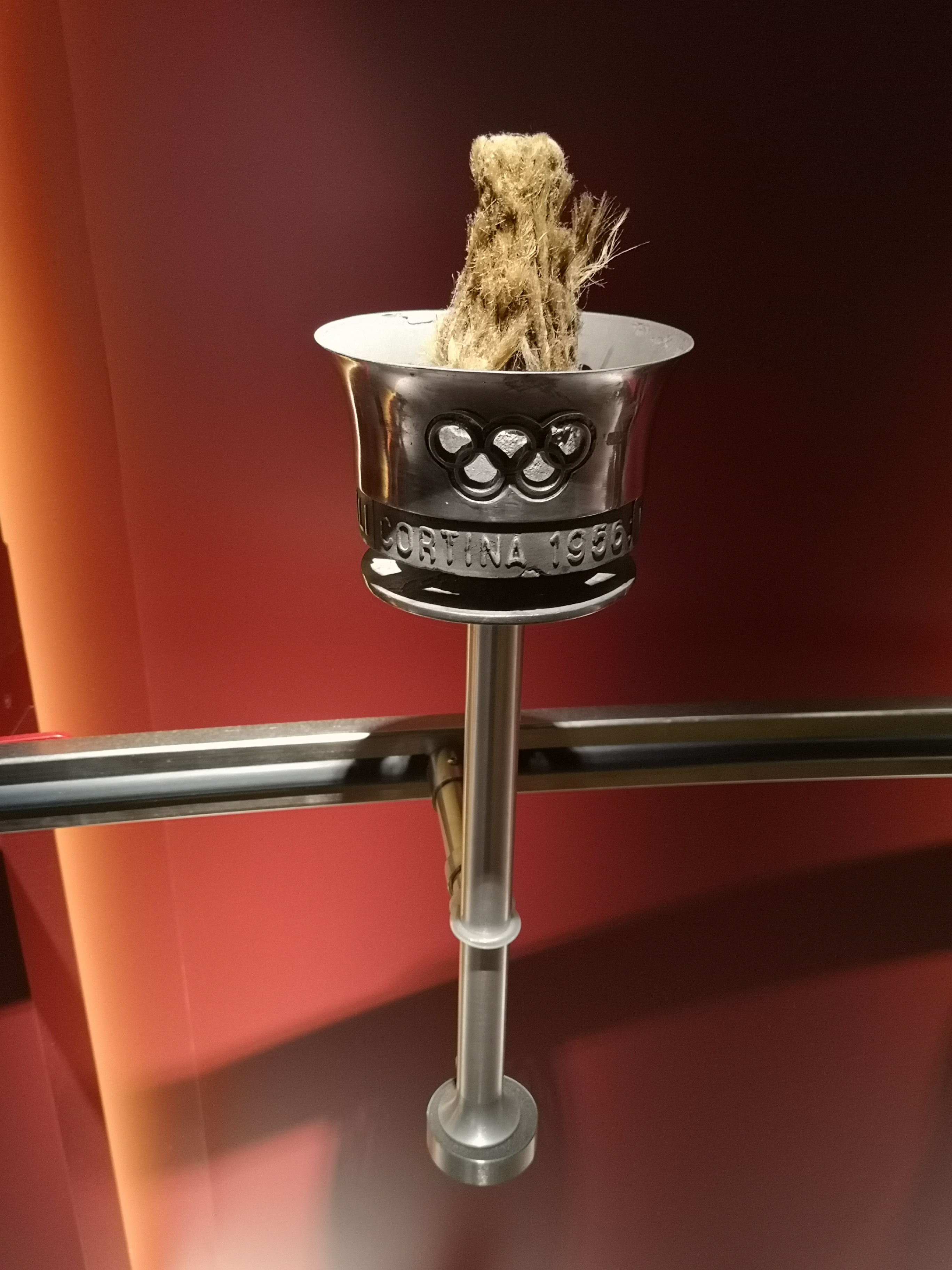
Cortina d'Ampezzo, 1956.
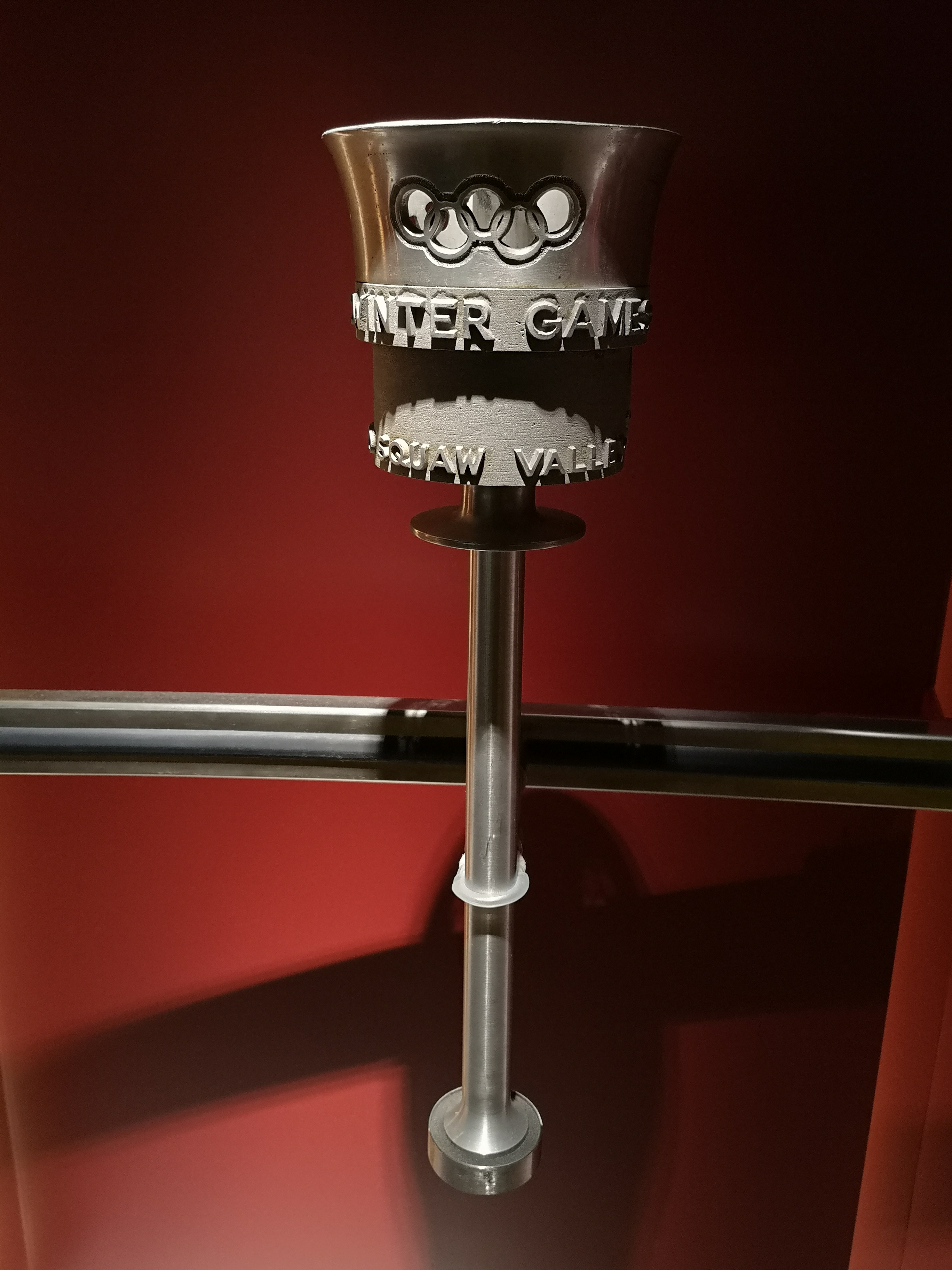
Squaw Valley, 1960.
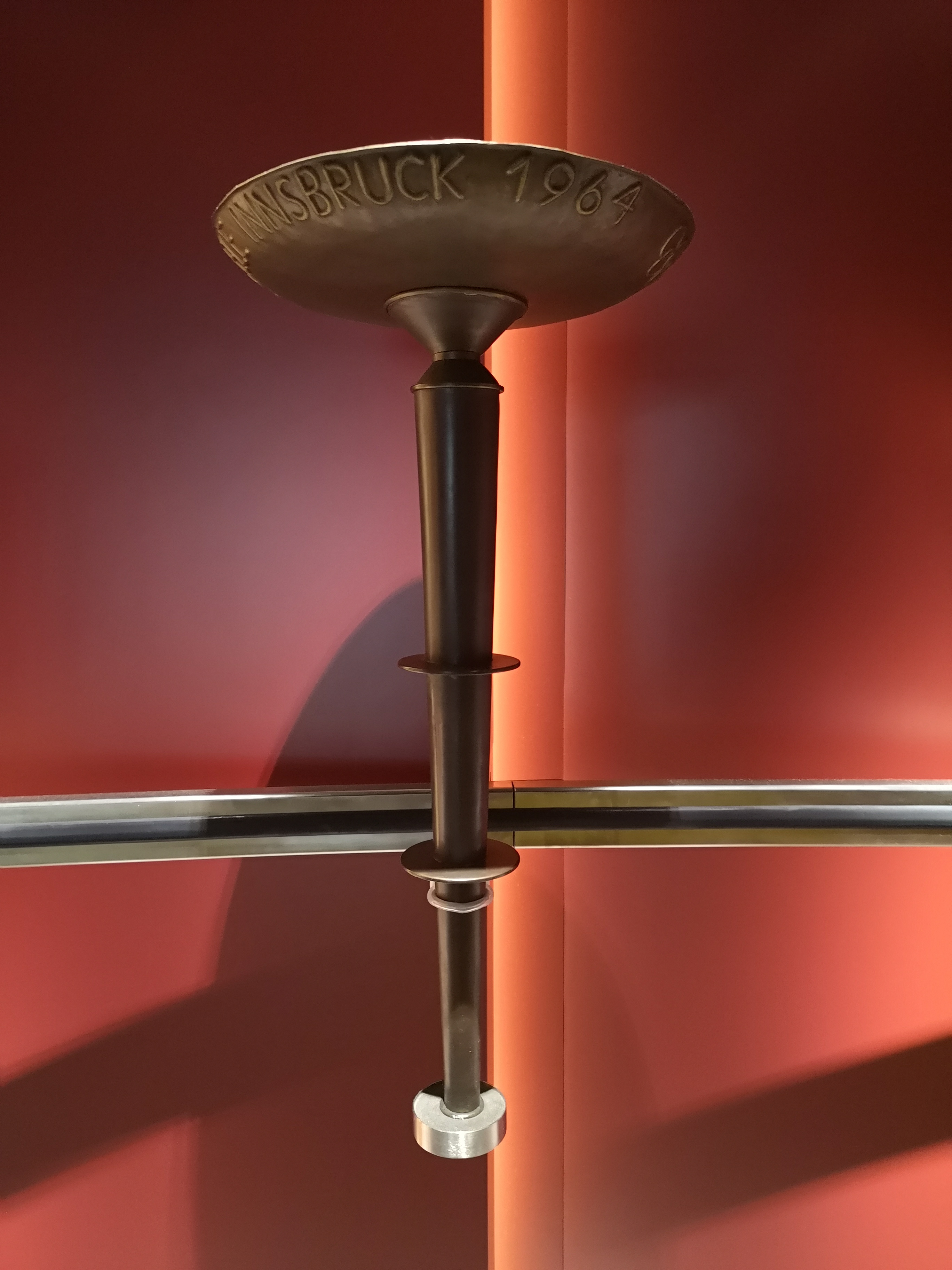
Innsbruck, 1964.
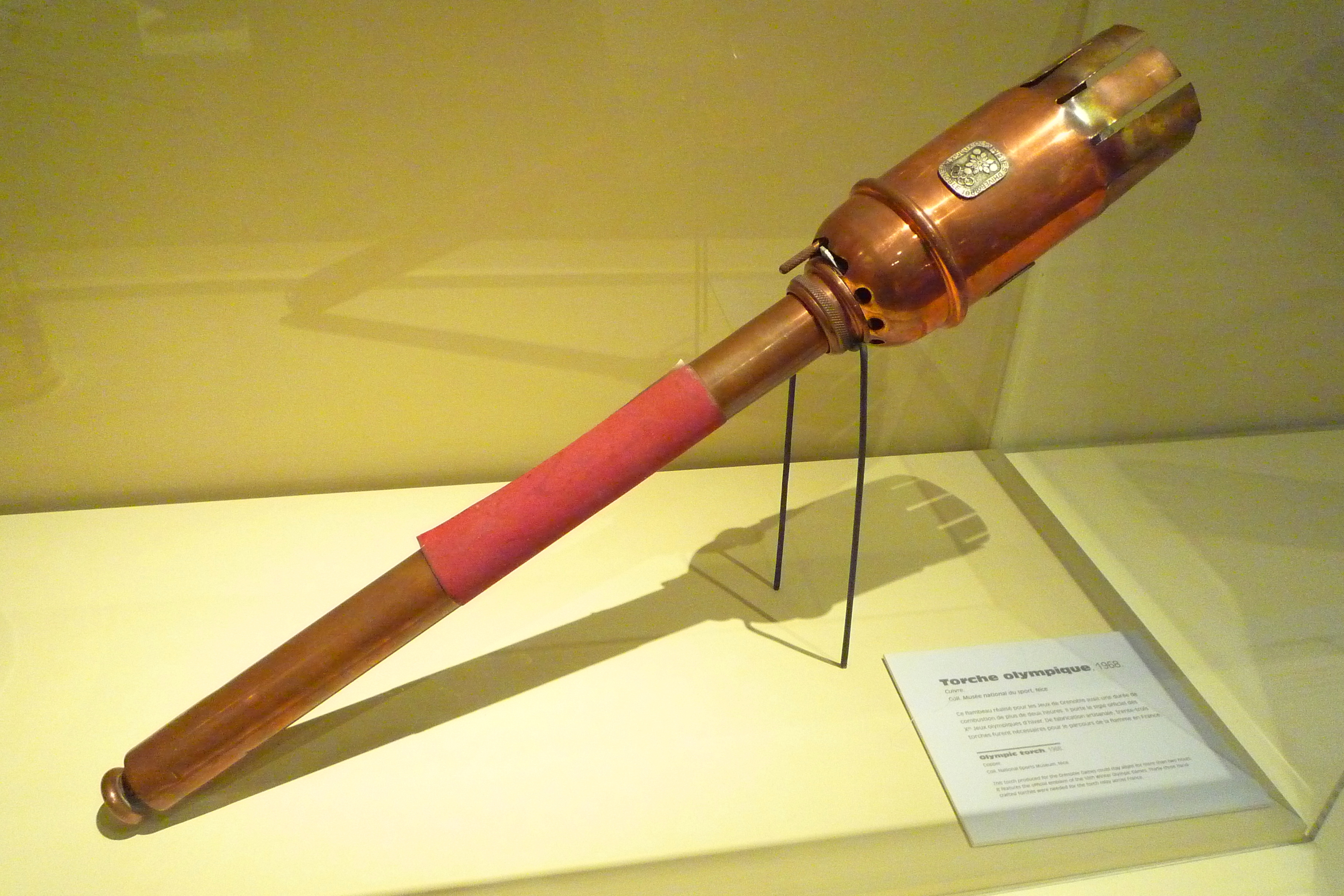
Grenoble, 1968.
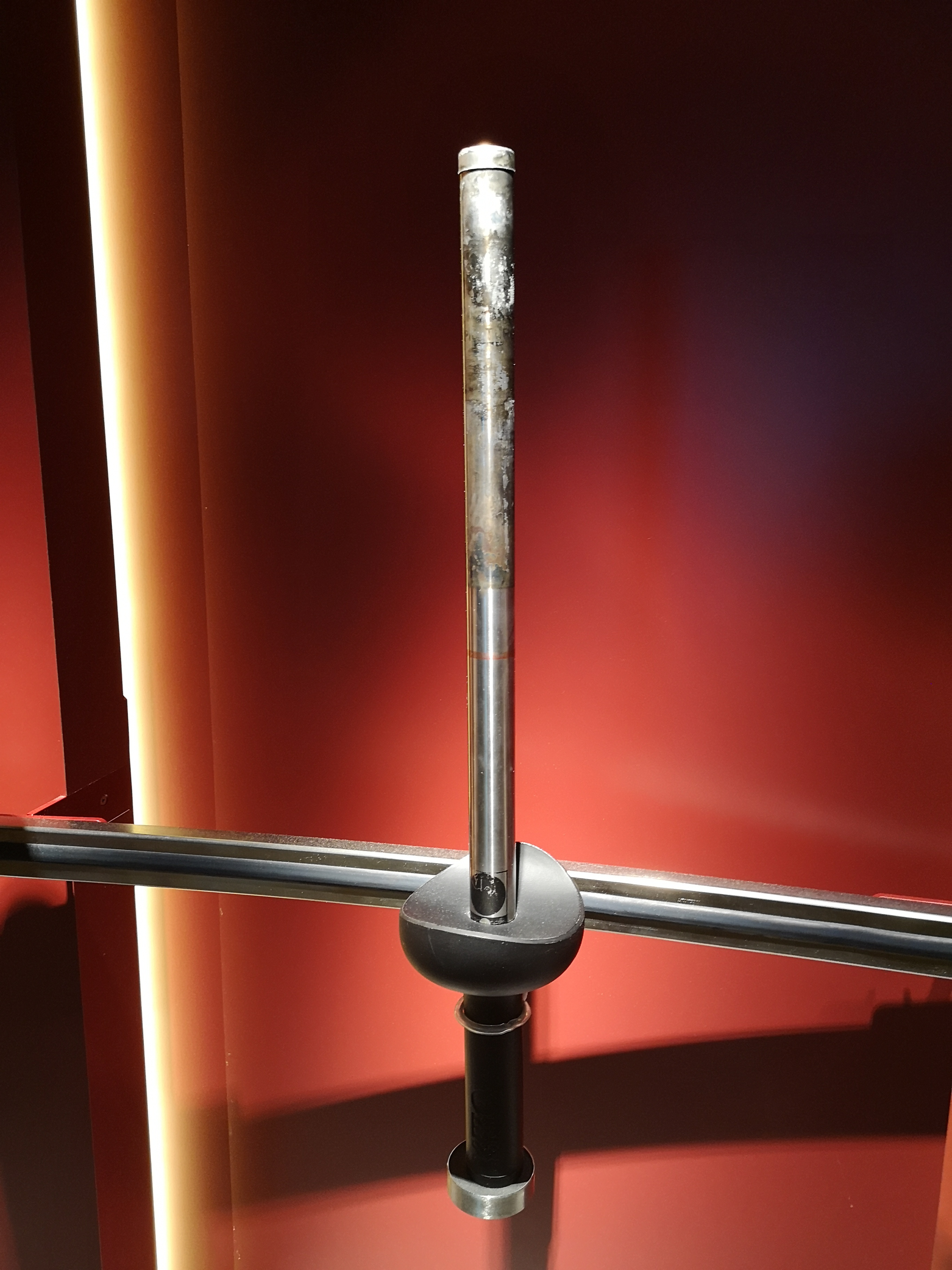
Sapporo, 1972.
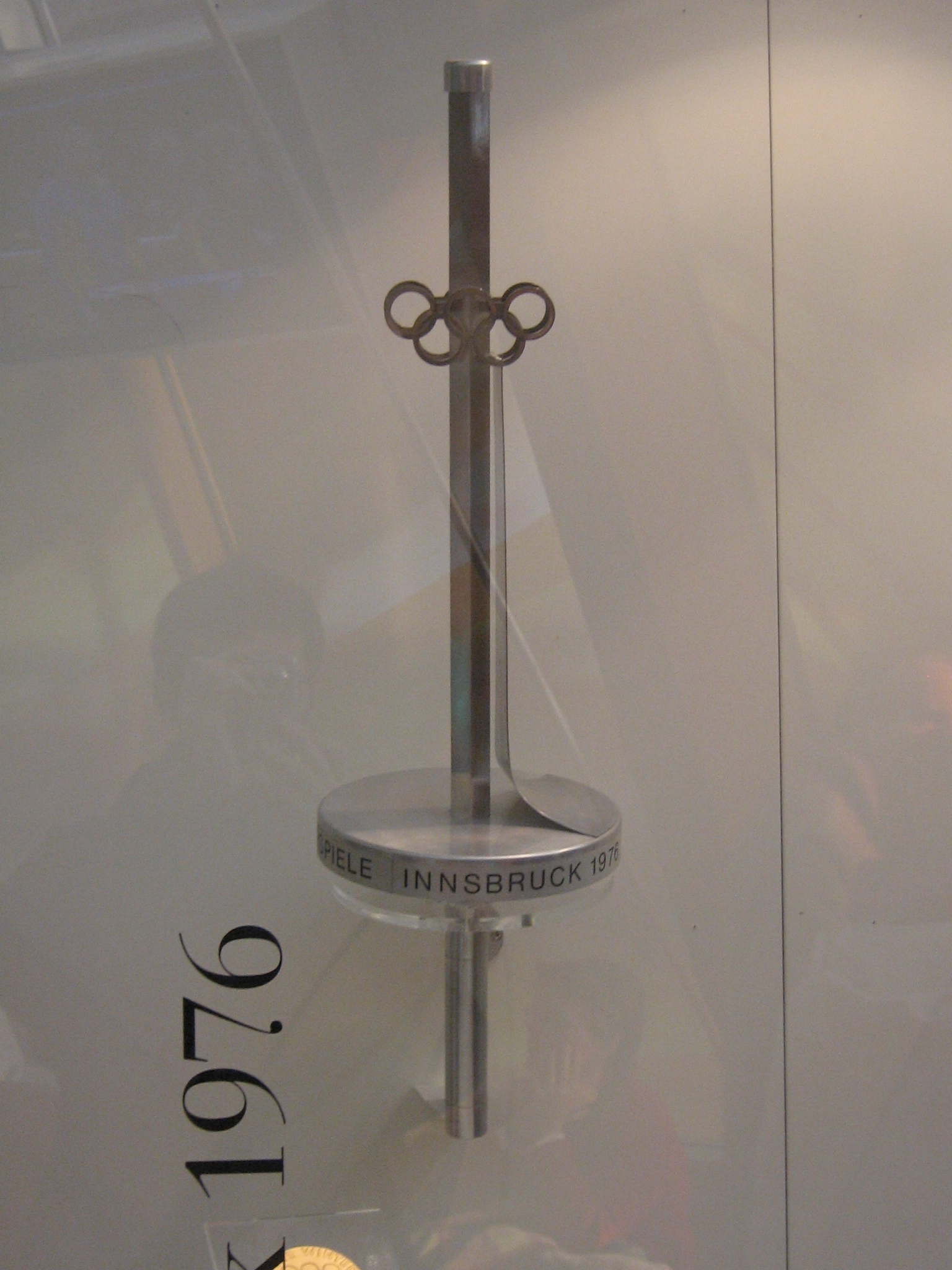
Innsbruck, 1976.
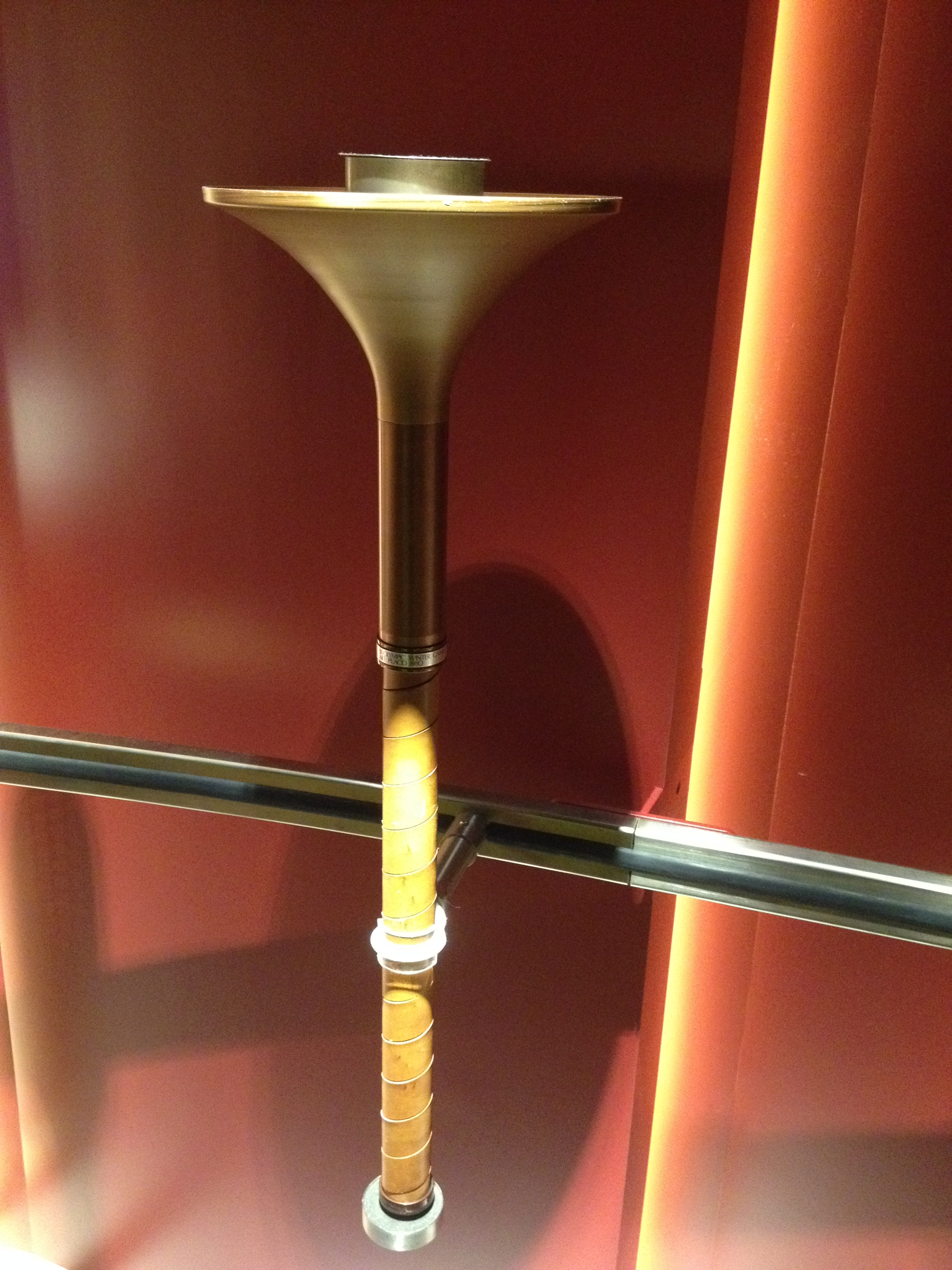
Lake Placid, 1980.
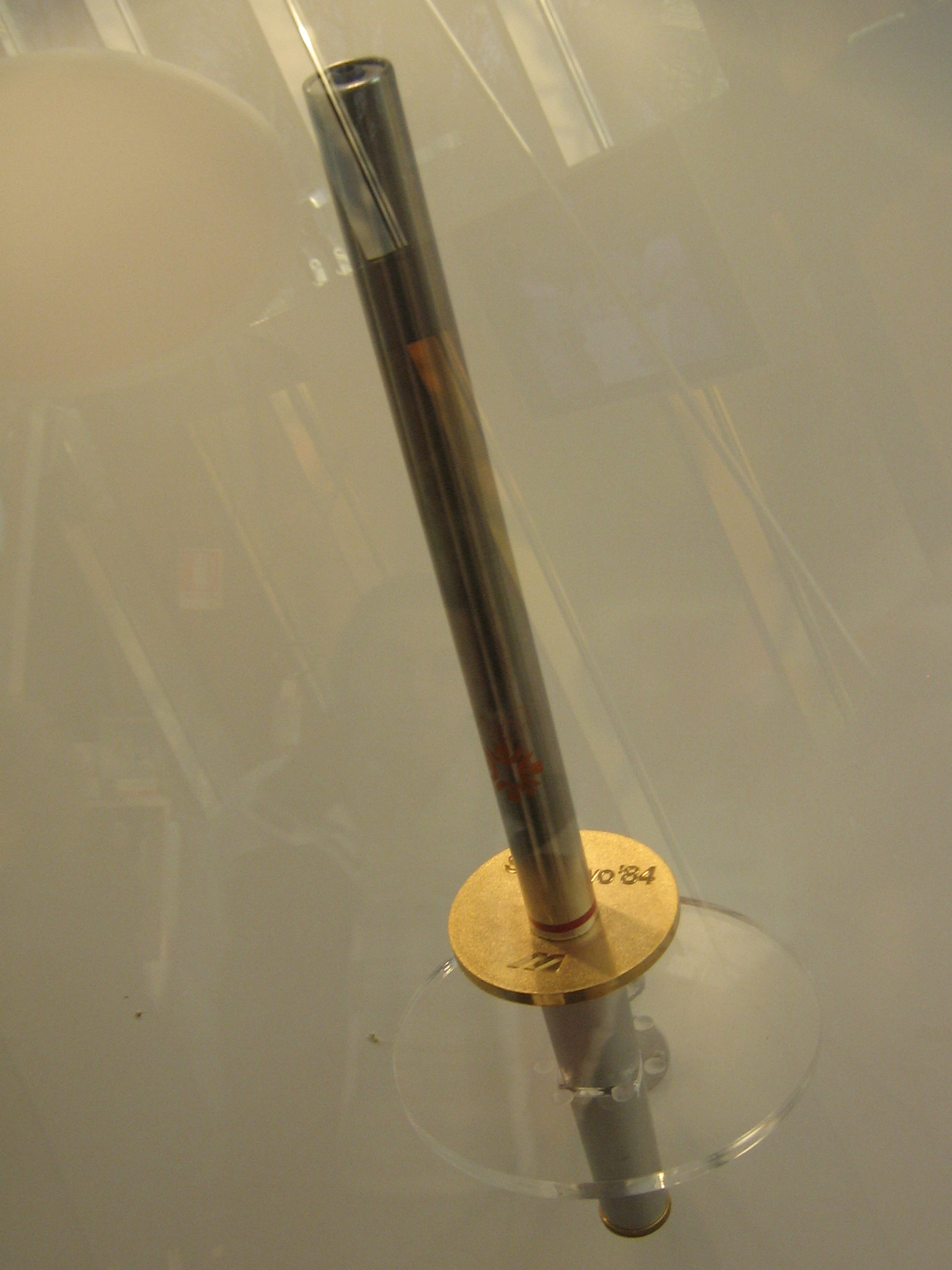
Sarajevo, 1984.
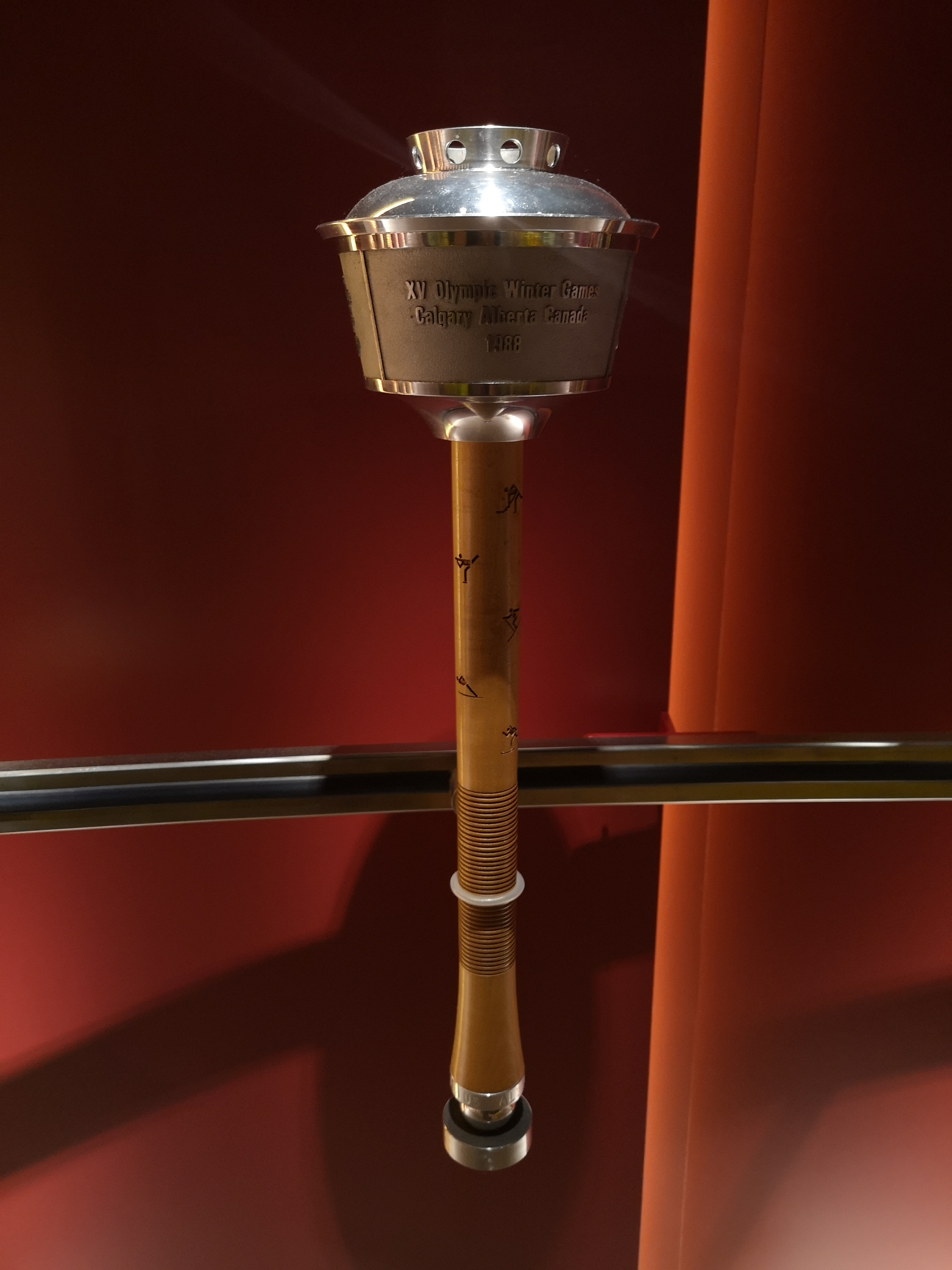
Calgary, 1988.
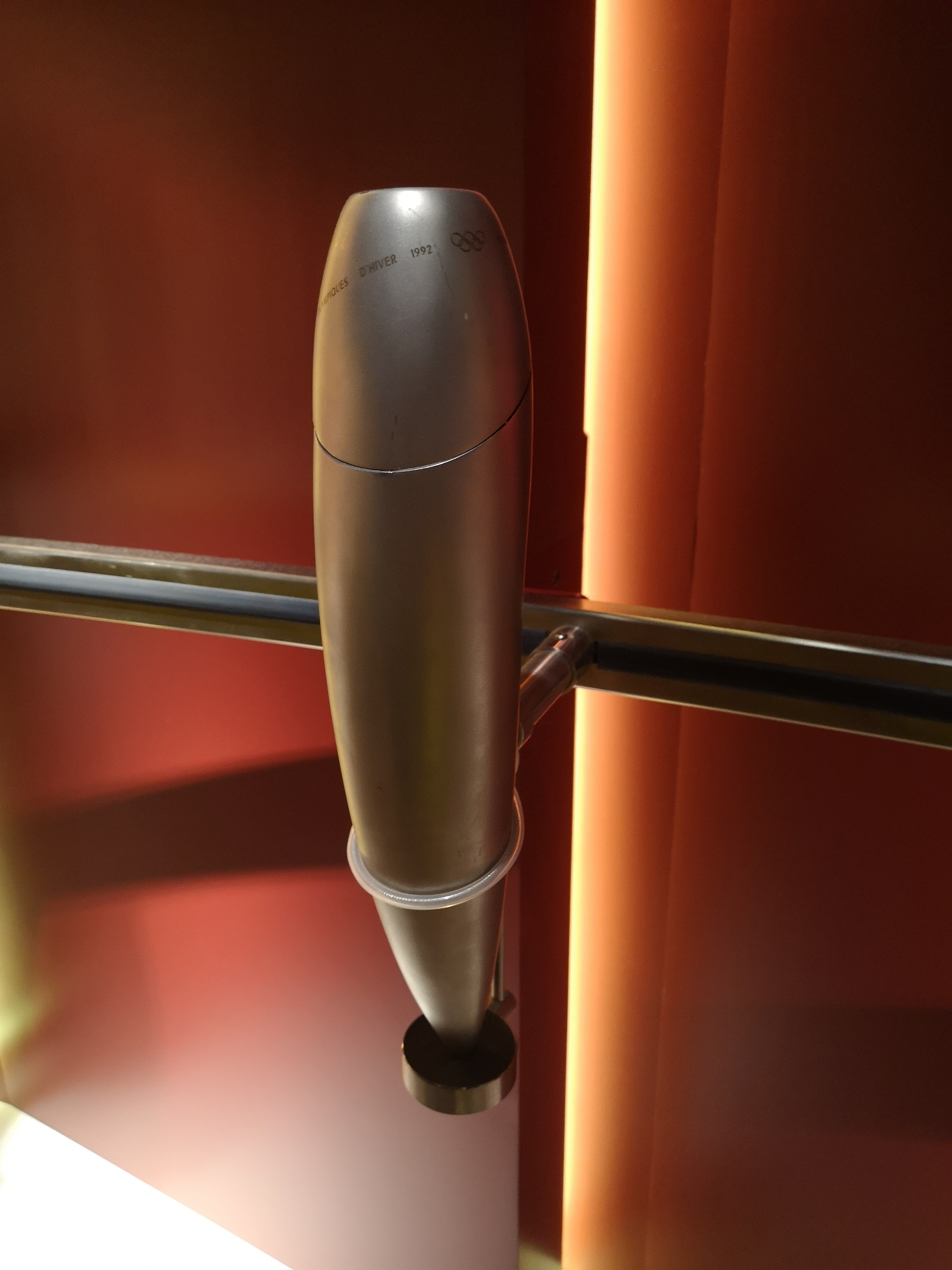
Albertville, 1992.
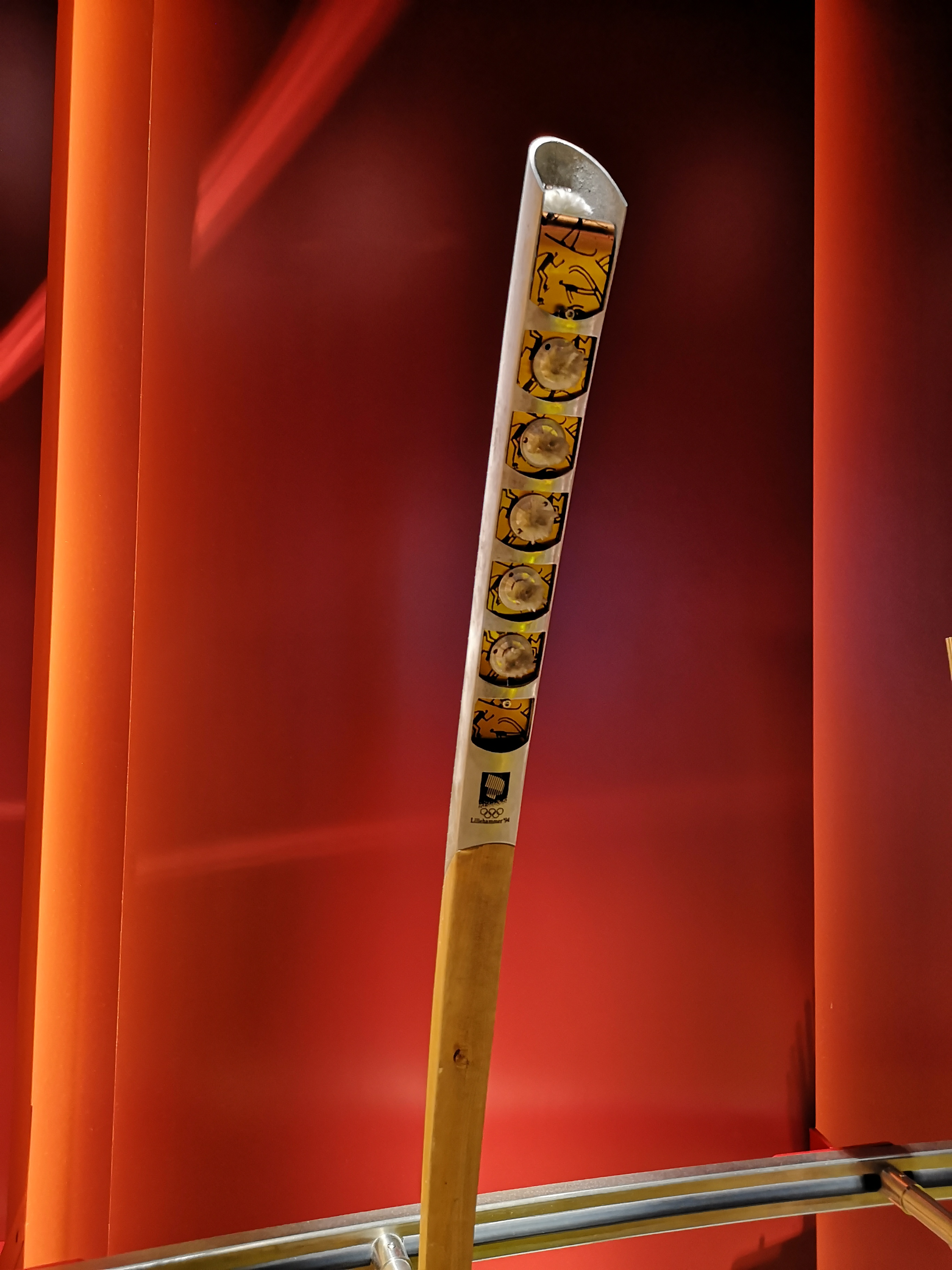
Lillehammer, 1994.
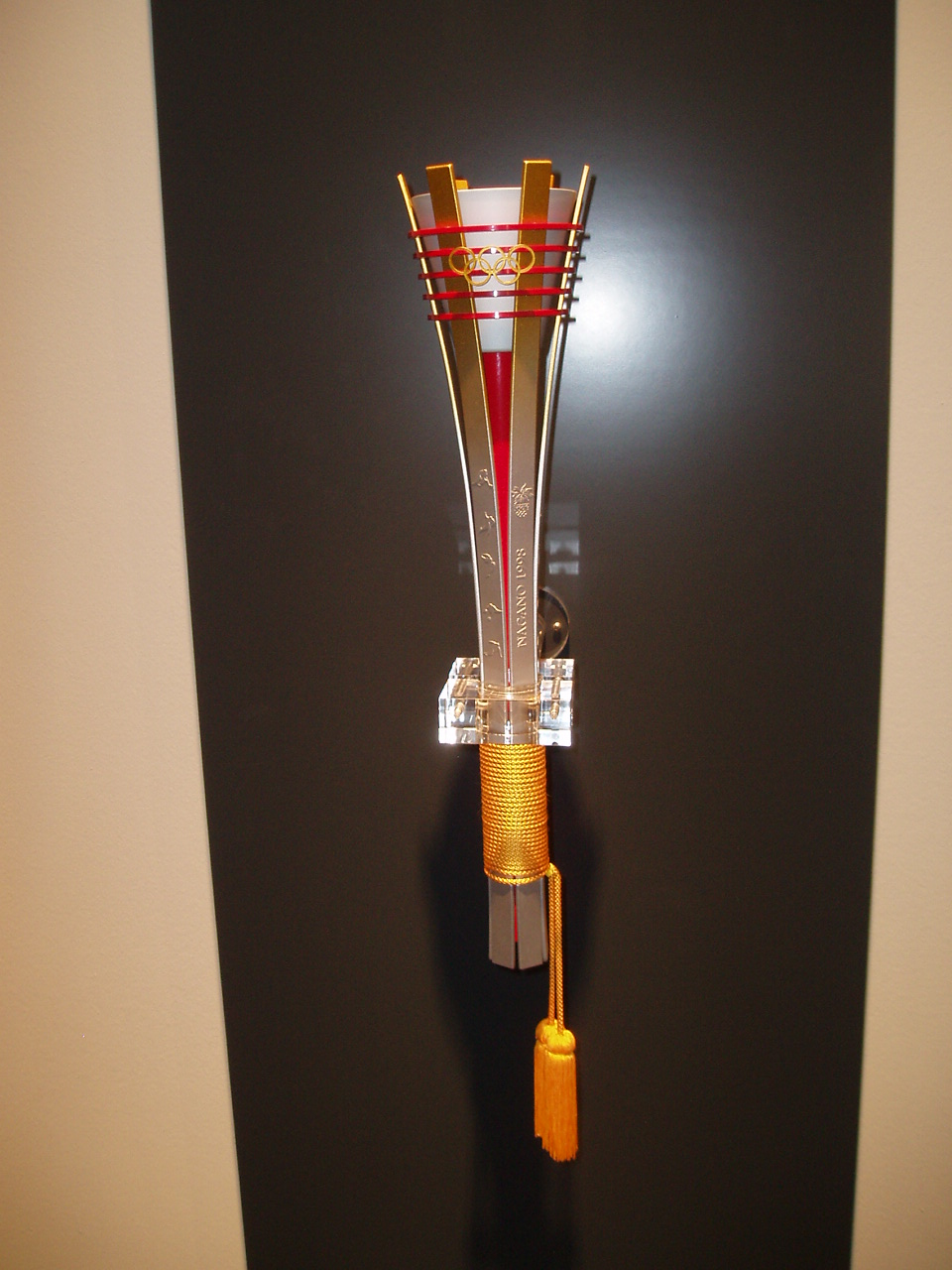
Nagano, 1998.
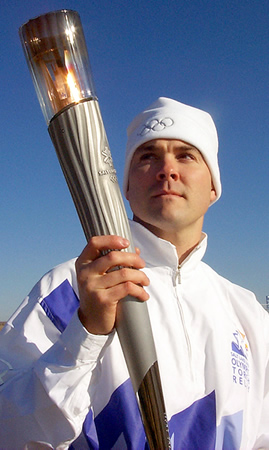
Salt Lake City, 2002.
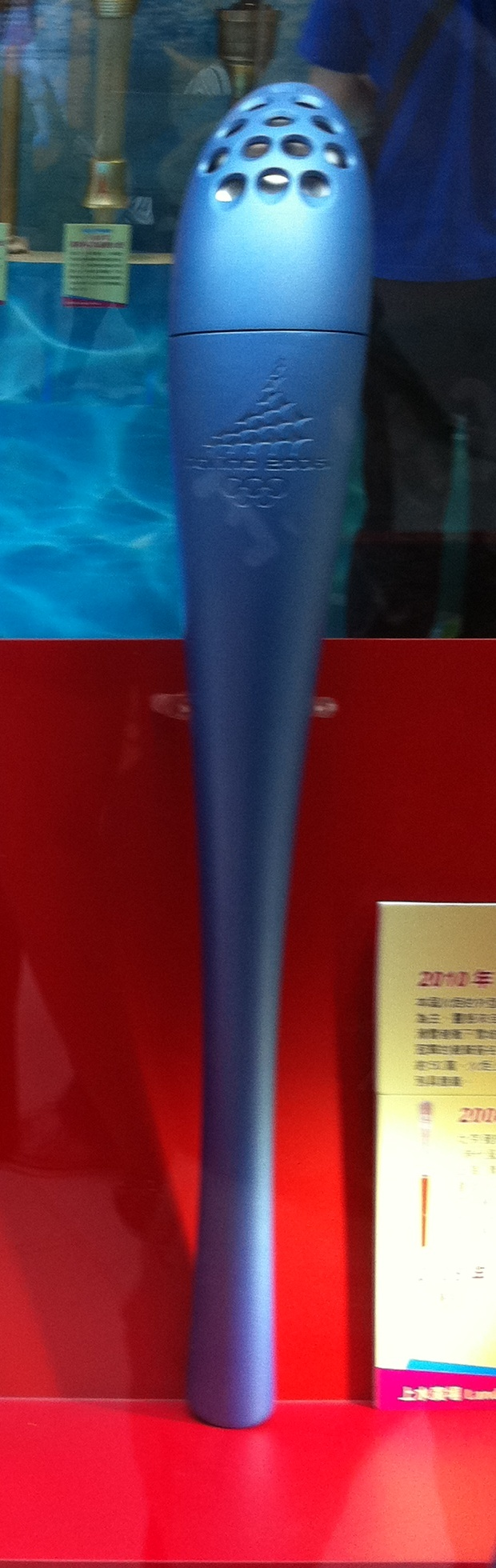
Turin, 2006.
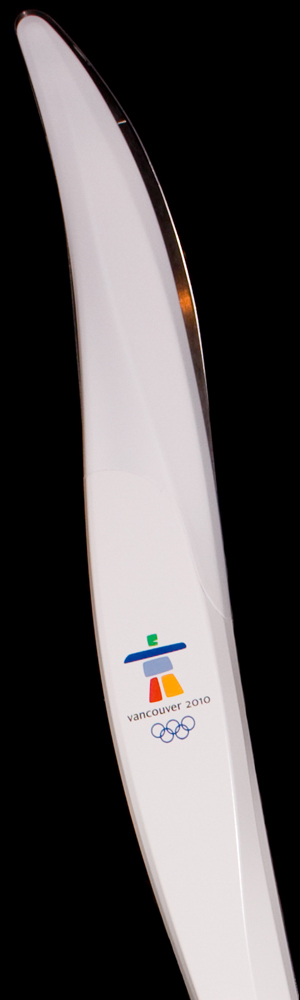
Vancouver, 2010.
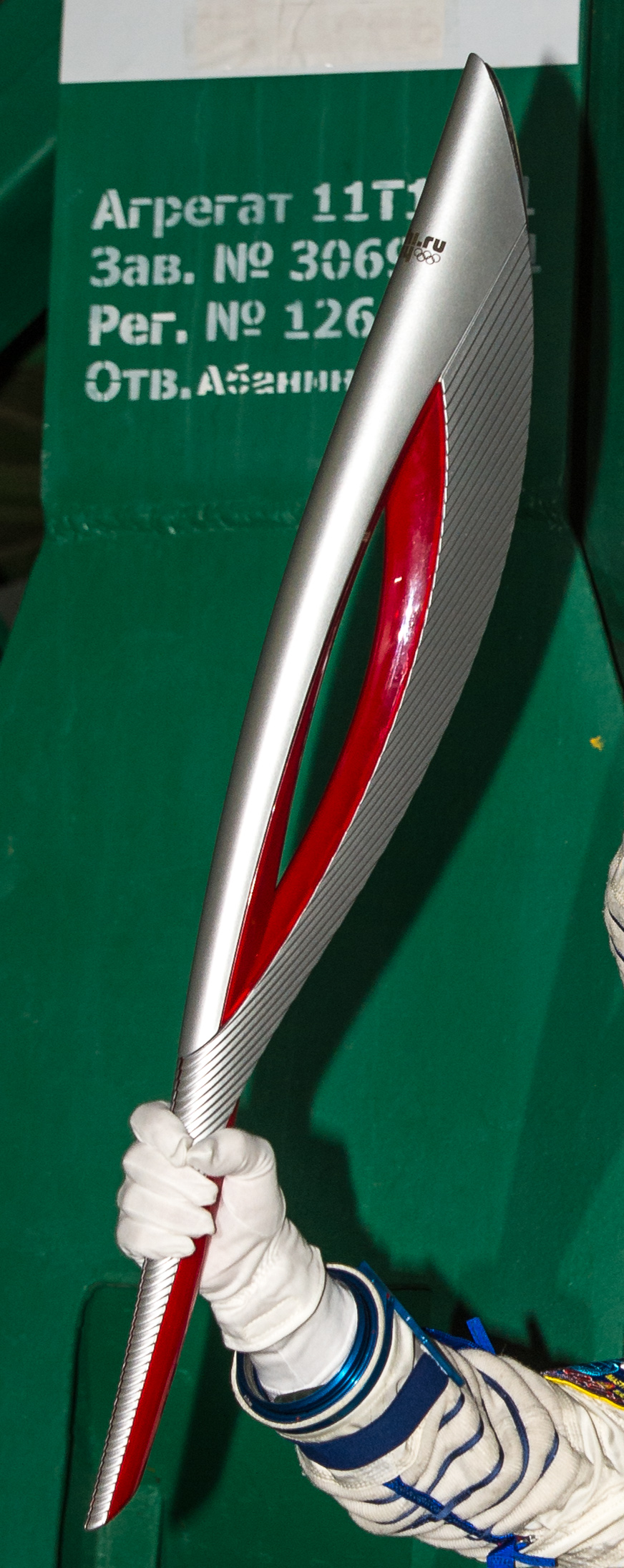
Sotchi, 2014.
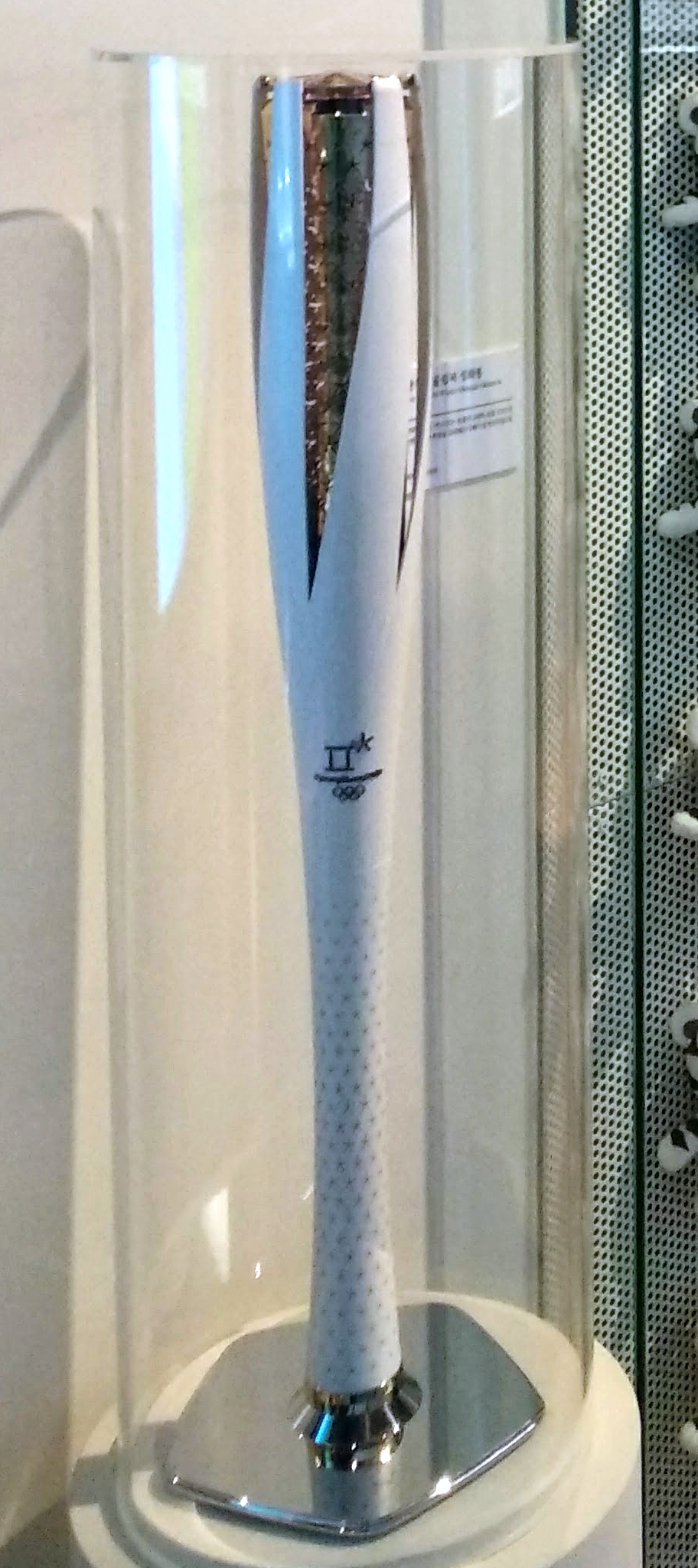
Pyeongchang, 2018[16].
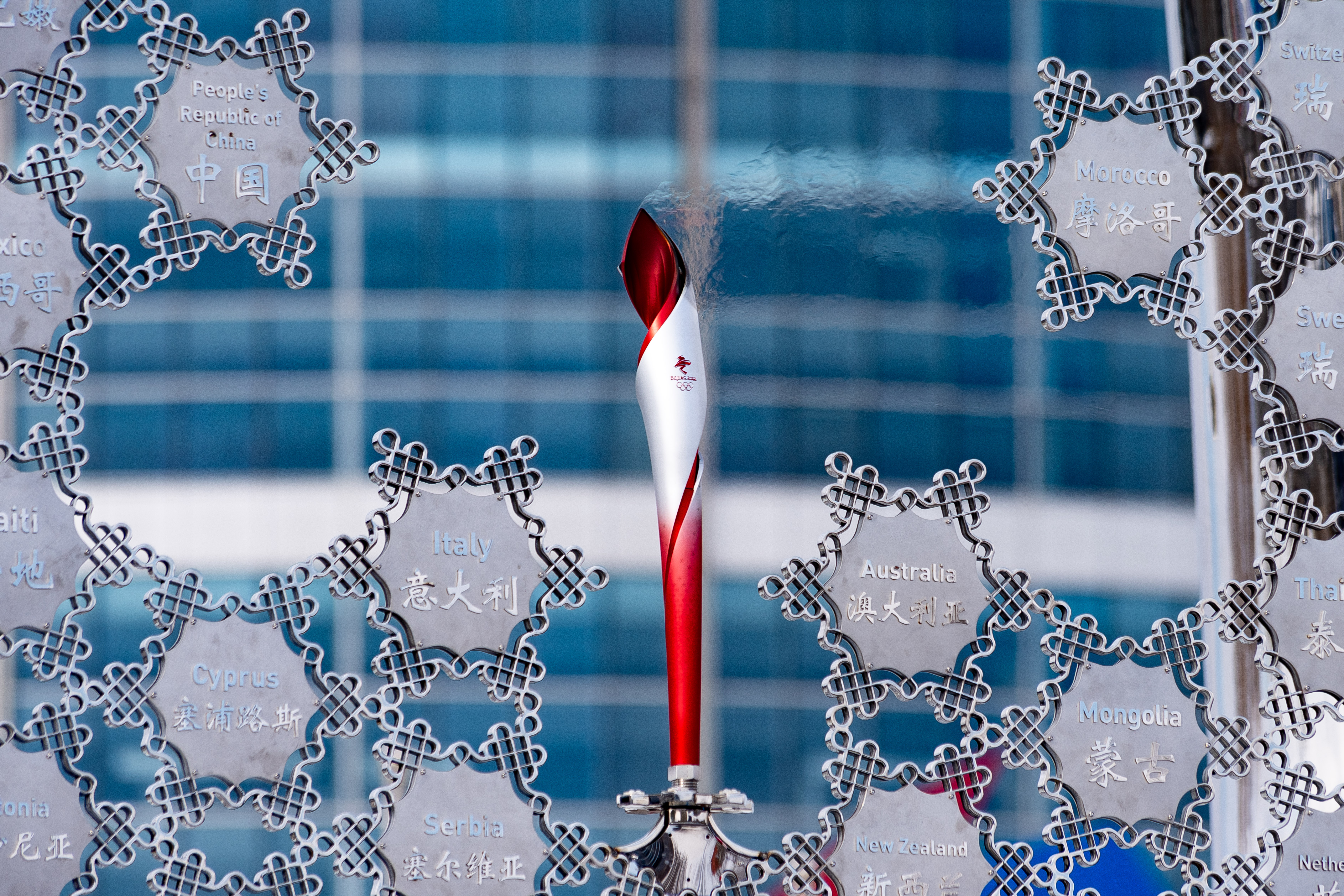
Pékin, 2022.